# Rhein
Der Rhein (lateinisch Rhenus, französisch Rhin, italienisch Reno, rätoromanisch Reinⓘ bzw. surselvisch Rain, sutselvisch Ragn, niederländisch Rijn, alemannisch Rhy/Ry, ripuarisch Rhing) ist ein 1232,7 km langer Strom in West- und Mitteleuropa und eine der verkehrsreichsten Wasserstraßen der Welt.
Das Quellgebiet des Rheins liegt überwiegend im Schweizer Kanton Graubünden, seine Mündungsarme erreichen in den Niederlanden die Nordsee, deren wasserreichster Zufluss er ist. Ab dem Zusammenfluss der beiden Hauptquelläste Vorderrhein und Hinterrhein wird der Fluss meist in folgende Hauptabschnitte gegliedert: Alpenrhein (bis zum Bodensee), Hochrhein (einschließlich des den oberen mit dem unteren Bodensee verbindenden Seerheins), Oberrhein, Mittelrhein und Niederrhein, einschließlich der drei Mündungsarme des Deltarheins: Waal, Lek und IJssel.
Die größten Nebenflüsse des Rheins, gemessen an Länge, Einzugsgebiet und Mittlerem Abfluss (MQ), sind, von der Quelle bis zur Mündung geordnet: Aare, Neckar, Main, Mosel und Maas. Mit ihnen hat sein Einzugsgebiet Anteil an neun Staaten. Der flächenmäßig größte Teil davon liegt in Deutschland, gefolgt von  Frankreich, den Niederlanden und der Schweiz. Der Rhein ist der zehntlängste Fluss Europas und der siebtlängste, der direkt ins Meer mündet. Unter den Flüssen des deutschen Sprachraums ist er der zweitlängste nach der Donau und vor der Elbe.

## Grunddaten

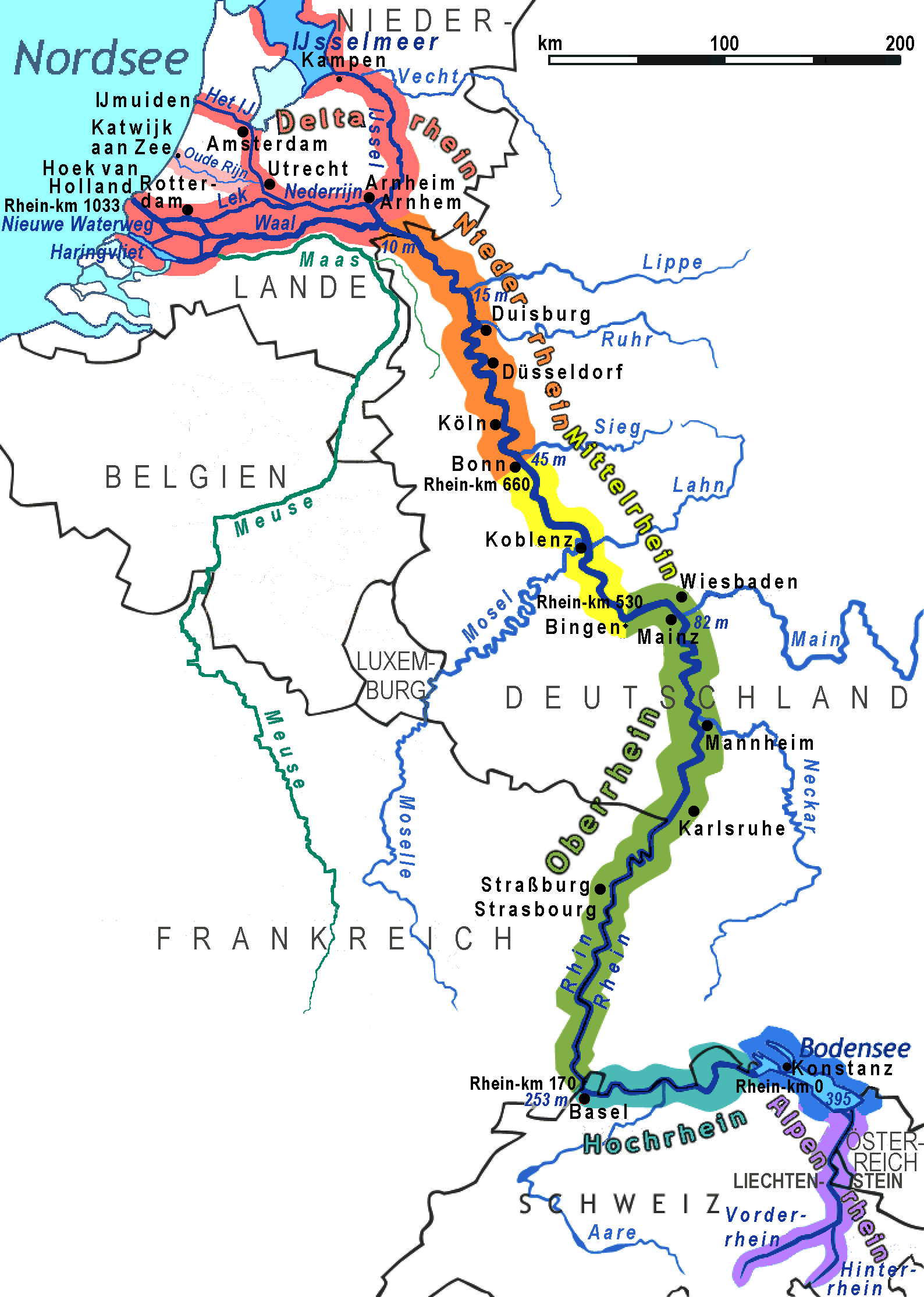
Abschnitte des Rheins

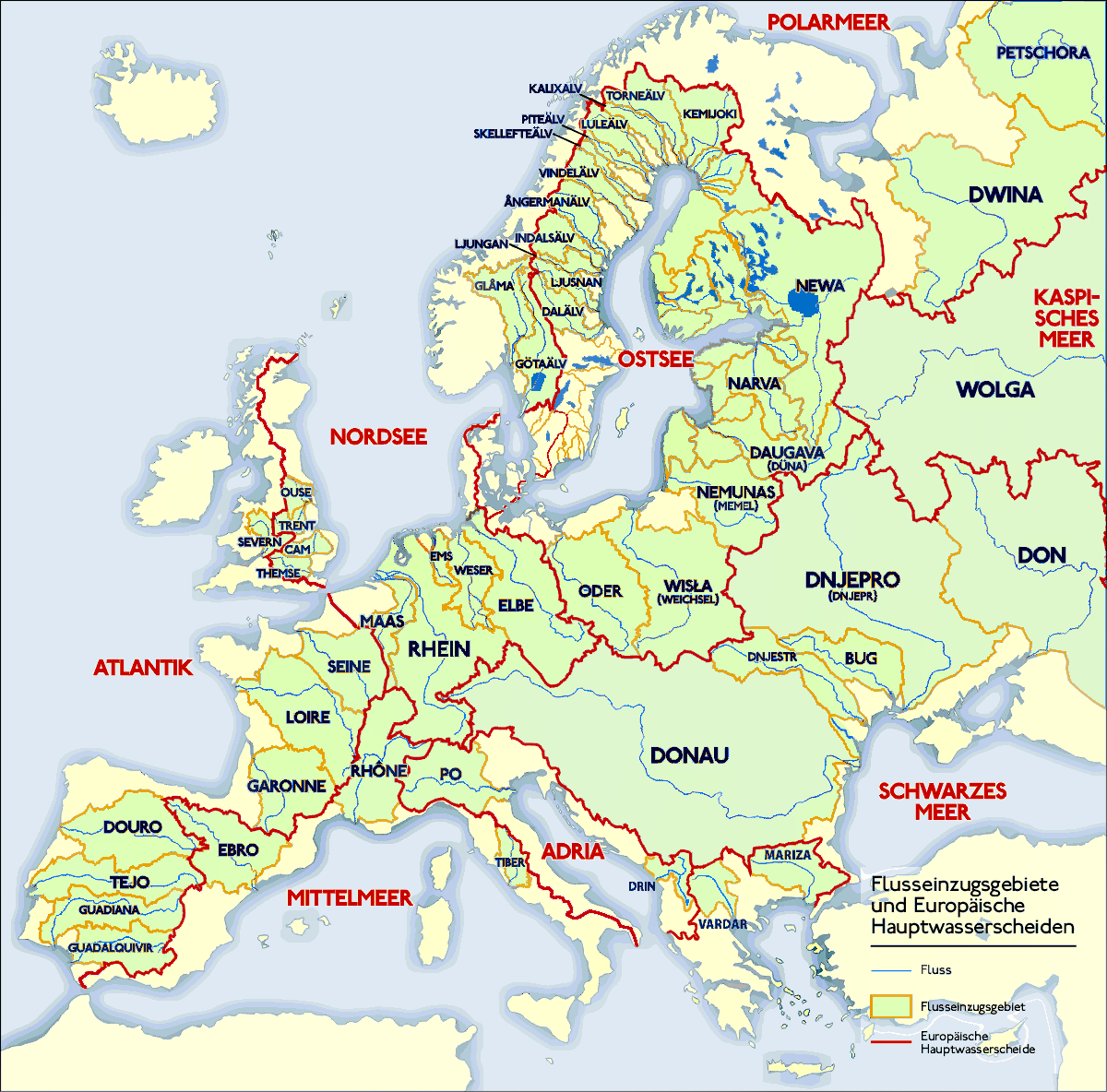
Karte europäischer Flusssysteme

Der Rhein hat eine Gesamtlänge von 1.232,7 km. Davon liegen in der Schweiz 376 km (davon ein Großteil des inkl. Untersee 170 km langen Hochrheins an der Grenze zu Deutschland), 695,5 km in Deutschland (davon liegen 182 km an der Grenze zu Frankreich; zählt man den Hochrhein inkl. Untersee dazu, erhält man für Deutschland 865,5 km) und 161,2 km in den Niederlanden. 883 km sind für die Großschifffahrt nutzbar. Die mittlere Abflussmenge kurz vor der Verzweigung der Mündungsarme beträgt rund 2300 m³/s. Die höchste dort je gemessene Abflussmenge betrug 12.000 m³/s (1926), die niedrigste 600 m³/s (1947). Das gesamte Flusssystem führt der Nordsee im Mittel rund 2900 m³/s zu. Das Einzugsgebiet des Rheins umfasst 218.300 km², ohne die Maas 185.300 km². (Zum Vergleich: Wolga 1.360.000 km², Donau 795.686 km², Dnepr 531.817 km², Don 425.600 km², Weichsel 194.424 km², Elbe 148.268 km².) Die administrativ definierte Flussgebietseinheit Rhein, die auch angrenzende Teile der Küste und der küstennahen Nordsee umfasst, wird mit 198.735 km² angegeben (das Maasgebiet ist eine eigene Flussgebietseinheit). Die Gewässerkennzahl des Rheins in Deutschland ist 2. Der Rhein ist – mit der Maas – der größte Fluss nordwestlich der europäischen Hauptwasserscheide.

## Etymologie
Der Name „Rhein“ geht möglicherweise auf die indogermanische Wortwurzel H1reiH- für „fließen“ zurück. Aus dieser Wurzel entstanden das deutsche Verb rinnen, das Verb altgriechisch ῥεῖν rhéin, deutsch ‚fließen‘, das lateinische rivus (Fluss). Die Kelten nannten den Fluss Rhenos, die Römer Rhenus. In der Antike wurde der Fluss zudem als Rhenus Pater („Vater Rhein“) verehrt. Möglicherweise wurde der Name zuerst von der vorrömischen Bevölkerung im Quellgebiet des Rheins benutzt und dann von Kelten und Römern übernommen. Der Name könnte aber auch von den Kelten selbst eingeführt worden sein.
Der Name des Rheins in den romanischen und germanischen Sprachformen seines Einzugsgebiets lautet: rätoromanisch Rein, italienisch Reno, alemannisch Rhy/Ry, französisch Rhin, vorderpfälzisch Rhoi, südpfälzisch Rhei, luxemburgisch Rhäin, ripuarisch Rhing, niederländisch Rijn.
Im Quellgebiet enthalten zahlreiche größere und kleinere Quellflüsse den Namensteil Rhein oder Entsprechungen in verschiedenen bündnerromanischen Idiomen wie Rein. Beispiele:
- Vorderrheingebiet: Vorderrhein/Rein Anteriur, Rein da Medel (ital. Froda/Reno di Medel), Rein da Tuma, Rein da Curnera, Rein da Maighels, Rein da Cristallina, Rein da Nalps, Rein da Plattas, Rein da Sumvitg, Rein da Vigliuts, Valser Rhein
- Hinterrheingebiet: Hinterrhein/Rein Posteriur, Reno di Lei (ital.), Madrischer Rhein, Averser Rhein, Jufer Rhein. Im Dischma bei Davos finden sich Namen wie Am Rin (Ort), Riner Tälli oder Rinerhorn.

Der Rhein selbst ist Namensgeber für das 1925 entdeckte chemische Element Rhenium.

## Geographie

### Verlauf

#### Abschnitte

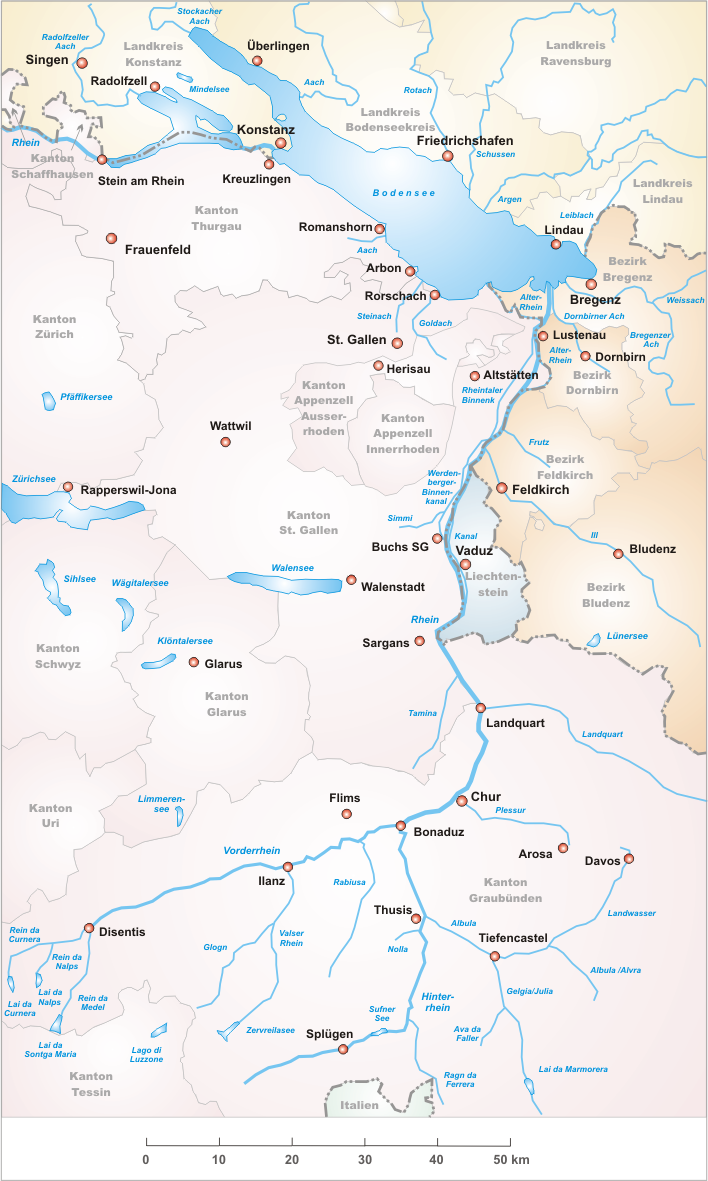
Quellflüsse, Alpenrhein und Bodensee

Man untergliedert den Lauf des Rheins in den Bereich der Quellflüsse, den Alpenrhein, den aus Obersee, Seerhein und Untersee bestehenden Bodensee, den Hochrhein, den Oberrhein, den Mittelrhein, den Niederrhein und das Rhein-Maas-Delta.

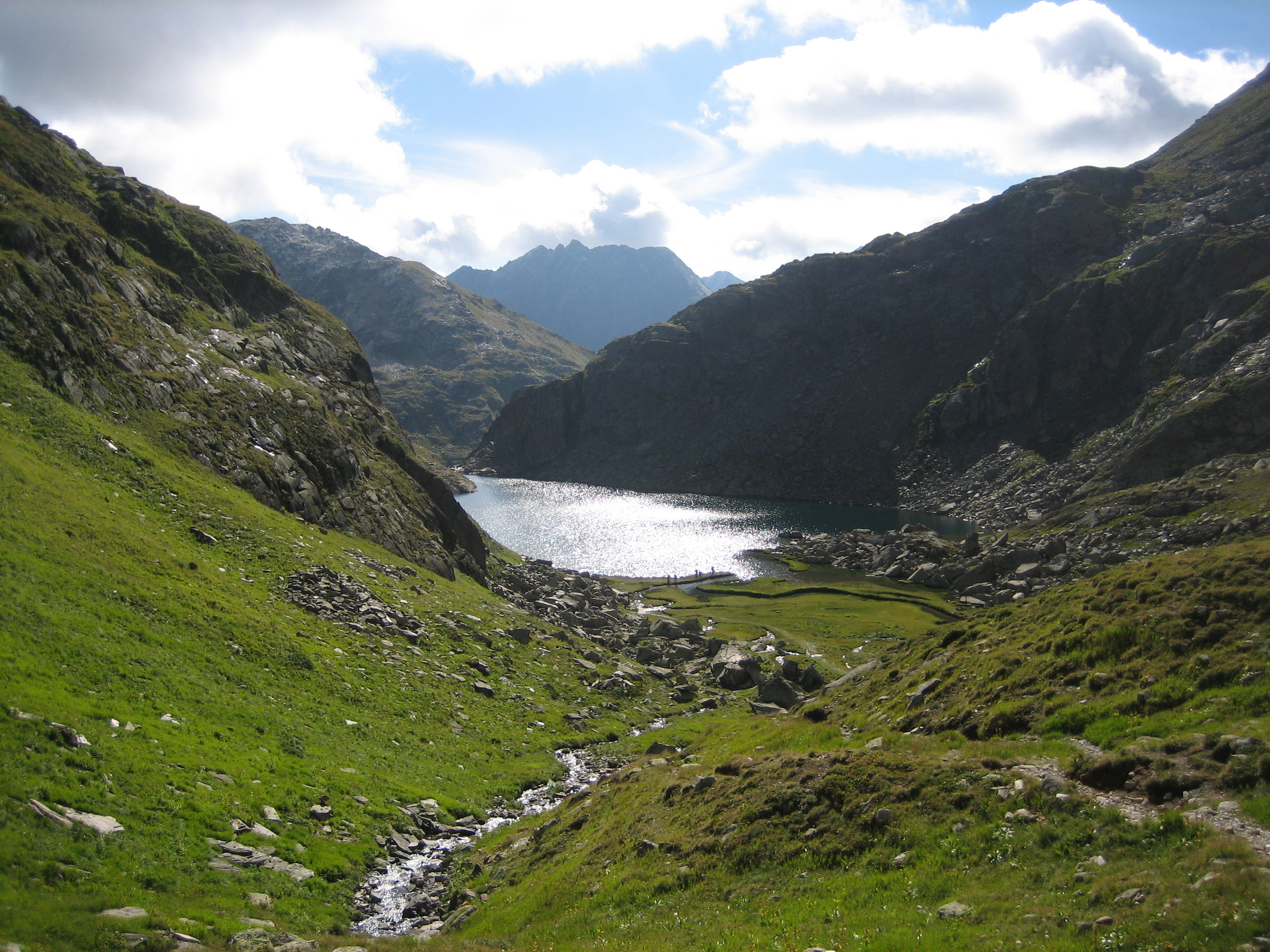
Der Tomasee im Tal des Vorderrheins, Blick talabwärts nach Nordosten

#### Quellflüsse

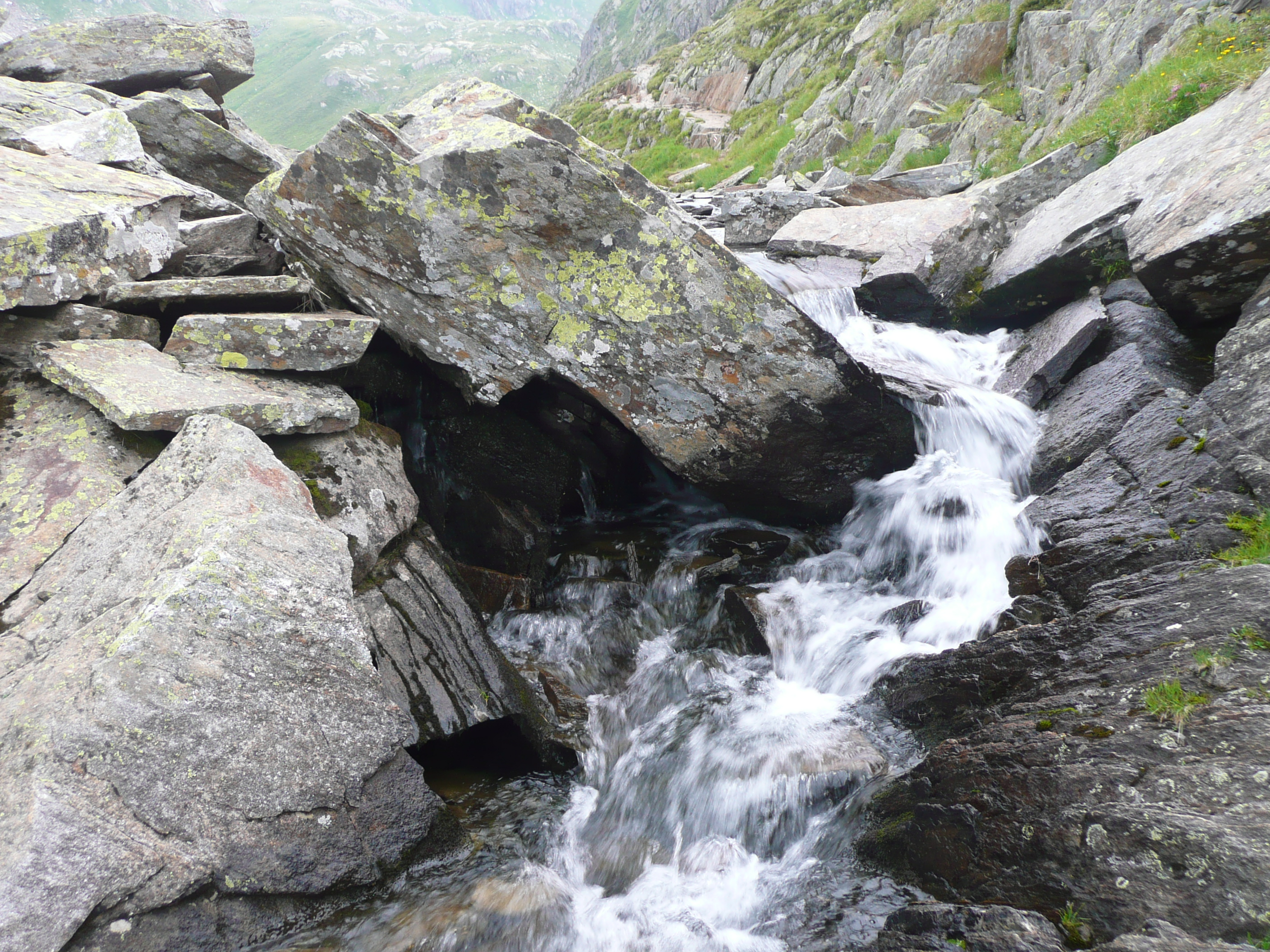
Der Abfluss aus dem Tomasee gilt traditionell als die Rheinquelle

Der Rhein führt seinen Namen ohne unterscheidende Zusätze erst ab dem Zusammenfluss von Vorder- und Hinterrhein bei Tamins-Reichenau. Oberhalb dieses Punktes liegt das weitverzweigte Einzugsgebiet der Quellflüsse des Rheins. Es gehört fast ausschließlich zum schweizerischen Kanton Graubünden und reicht vom Gotthardmassiv im Westen über je ein im Tessin und in Italien liegendes Tal im Süden bis zum Flüelapass im Osten.

##### Die Quellen des Rheins
Traditionell gilt der Tomasee nahe dem Oberalppass bei Sedrun im Gotthardgebiet als Quelle des Vorderrheins und des Rheins insgesamt. Der Hinterrhein entspringt im Hochtal Rheinwald unter dem Rheinwaldhorn.
Die Quelle des Hauptfließwegs, der sich bei jeder Mündung über die jeweilige größere Wassermenge ergibt, liegt jedoch östlich des Hinterrhein-Gebietes im Dischmatal. Der absolut längste Quellast, der Rein da Medel, entspringt südlich des geomorphologischen Alpenhauptkamms im Val Cadlimo im Lago Scuro und dem Lago di Dentro auf Tessiner Kantonsgebiet.

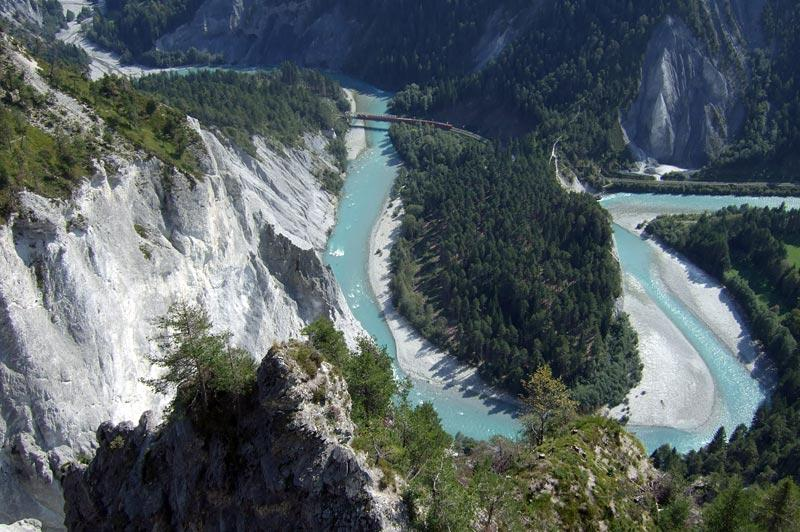
Der Vorderrhein in der Schlucht Ruinaulta

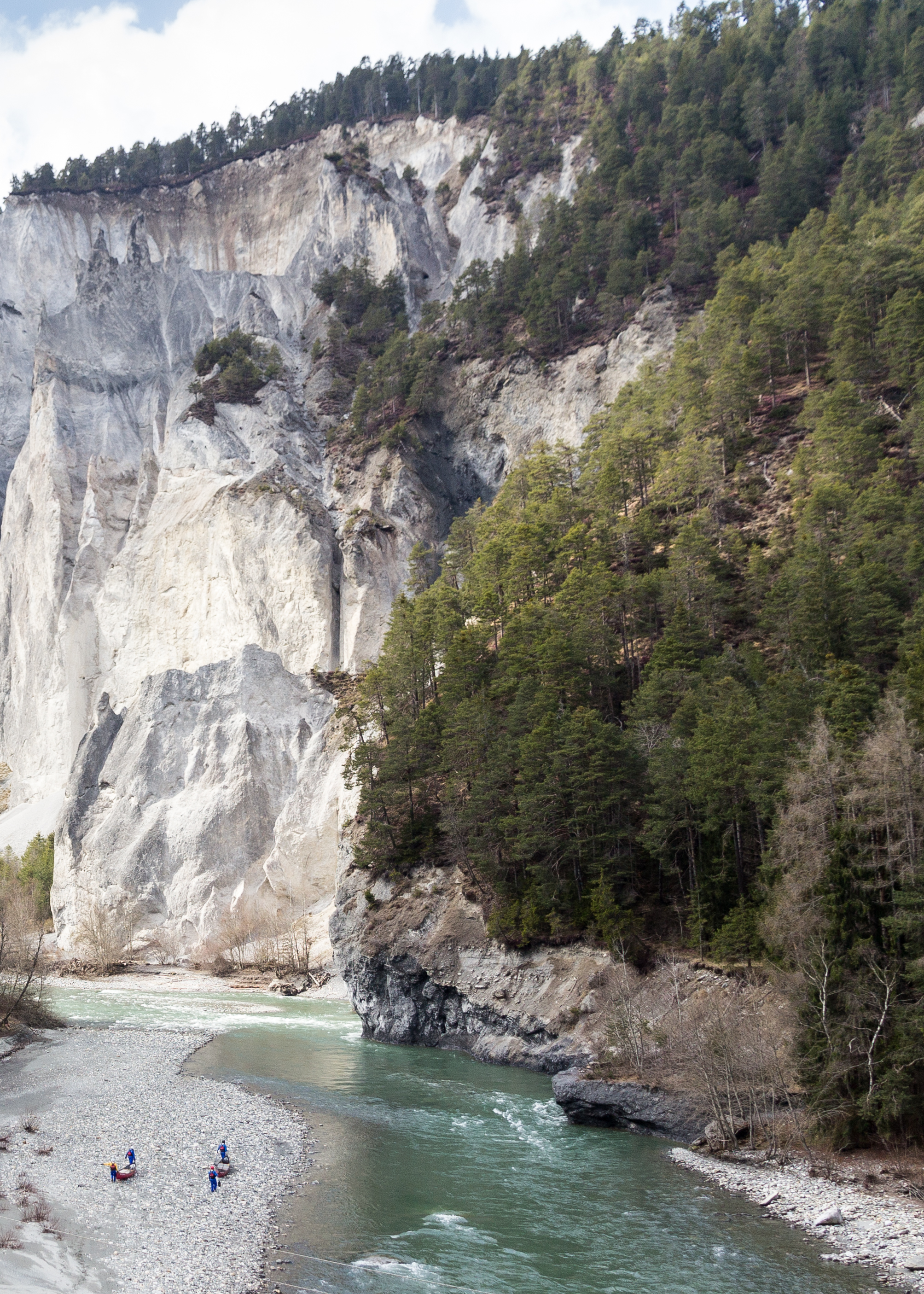
Rheinschlucht zwischen Valendas und Versam

##### Hinterrhein
Der 64 km lange Hinterrhein fließt zunächst ostnordöstlich, dann nach Norden. Er durchfließt die drei Talkammern Rheinwald, Schams und Domleschg-Heinzenberg. Dazwischen liegen die Schluchtlandschaften Roffla und Viamala. Seine Quellbäche liegen in den Adula-Alpen (Rheinwaldhorn, Rheinquellhorn, Güferhorn).
Von Süden mündet der Averser Rhein ein, dessen Quellgebiet mit dem Reno di Lei (gestaut im Lago di Lei) teilweise auf italienischem Gebiet liegt. Bei Sils mündet aus Osten die dem Hinterrhein mindestens ebenbürtige Albula aus der Region des gleichnamigen Passes. Die Albula bezieht ihr Wasser vor allem vom Landwasser mit dem Dischmabach als größtem Quellbach, aber auch vom ebenfalls bedeutenden, vom Julierpass herabkommenden Nebenfluss Julia (Gelgia).

##### Vorderrhein
Der 75 km lange Vorderrhein entsteht aus zahlreichen Quellbächen in der obersten Surselva und fließt in ostnordöstlicher Richtung. Eine Quelle ist der Lai da Tuma (Tomasee) (2345 m) mit dem ihn durchfließenden Rein da Tuma, der üblicherweise als Rheinquelle angegeben wird.
Ihm fließen von Süden teils längere, teils ebenbürtige Nebenflüsse zu wie der Reno di Medel, der Rein da Maighels und der Rein da Curnera. Die vom Reno di Medel entwässerte tessinische Val Cadlimo quert von Süden her den geomorphologischen Alpenhauptkamm. Alle Zuflüsse im Quellgebiet werden teilweise, mitunter restlos, gefasst und über Speicherseen den örtlichen Wasserkraftwerken zugeleitet. In seinem Unterlauf durchströmt der Vorderrhein die Ruinaulta genannte Schlucht durch die Flimser Bergsturzmassen.

#### Alpenrhein

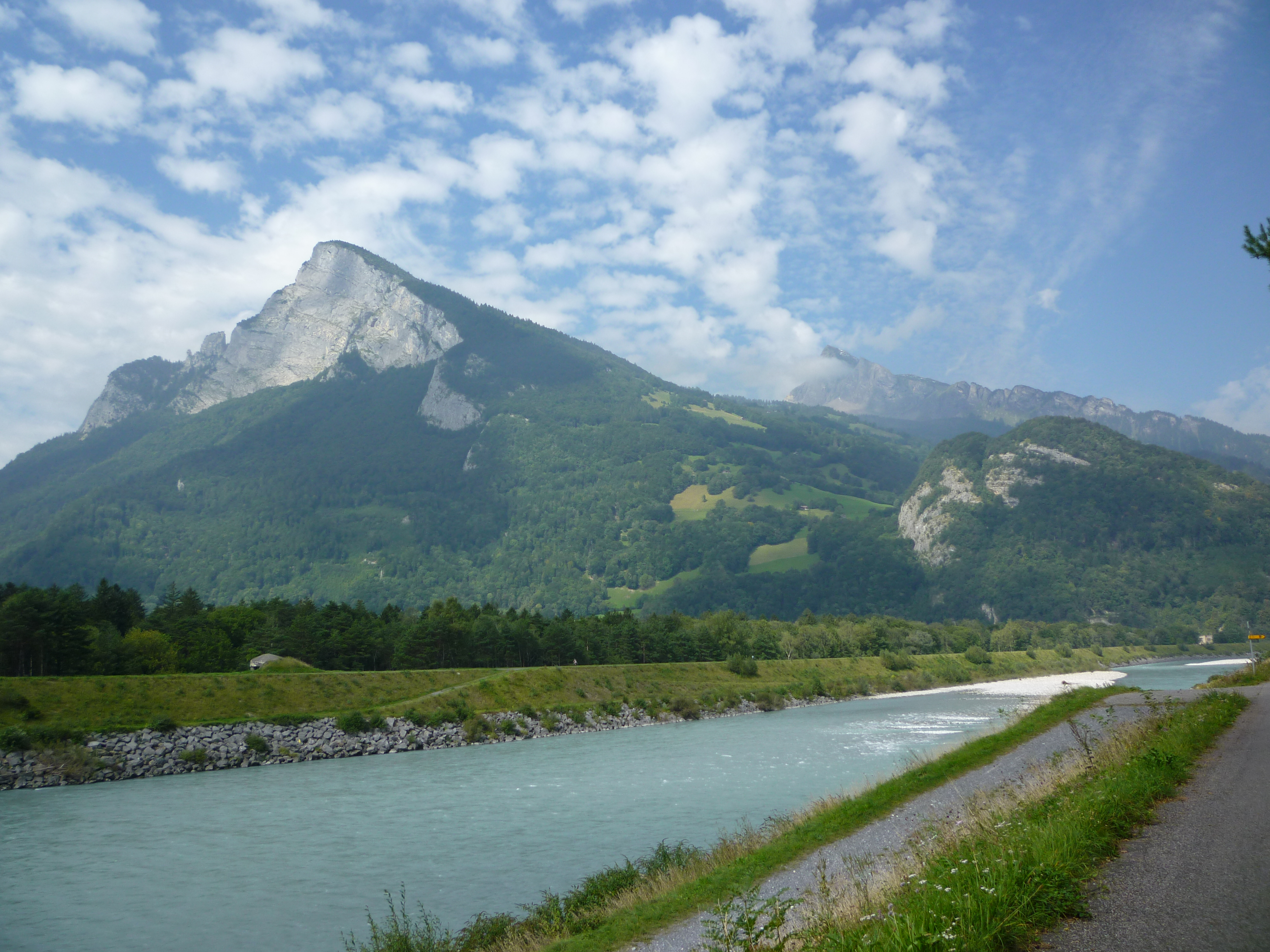
Der Alpenrhein als Grenzfluss zwischen Liechtenstein und der Schweiz

Bei Tamins-Reichenau vereinigen sich Vorder- und Hinterrhein zum Alpenrhein. Auf kaum 86 Kilometern Länge fällt er von 599 auf 396 Meter Höhe. Der Rhein knickt zunächst bei Chur, dem Hauptort Graubündens, markant nach Norden ab. Das Alpenrheintal ist ein glazial geprägtes, breit ausgeräumtes, alpines Kastental. Bei Sargans verhindert nur eine wenige Meter hohe Landstufe, dass der Rhein durch das offene Seeztal durch Walensee und Zürichsee in Richtung Aare fließt. Unterhalb davon ist sein Westufer schweizerisch, im Osten grenzen Liechtenstein und dann Österreich an.

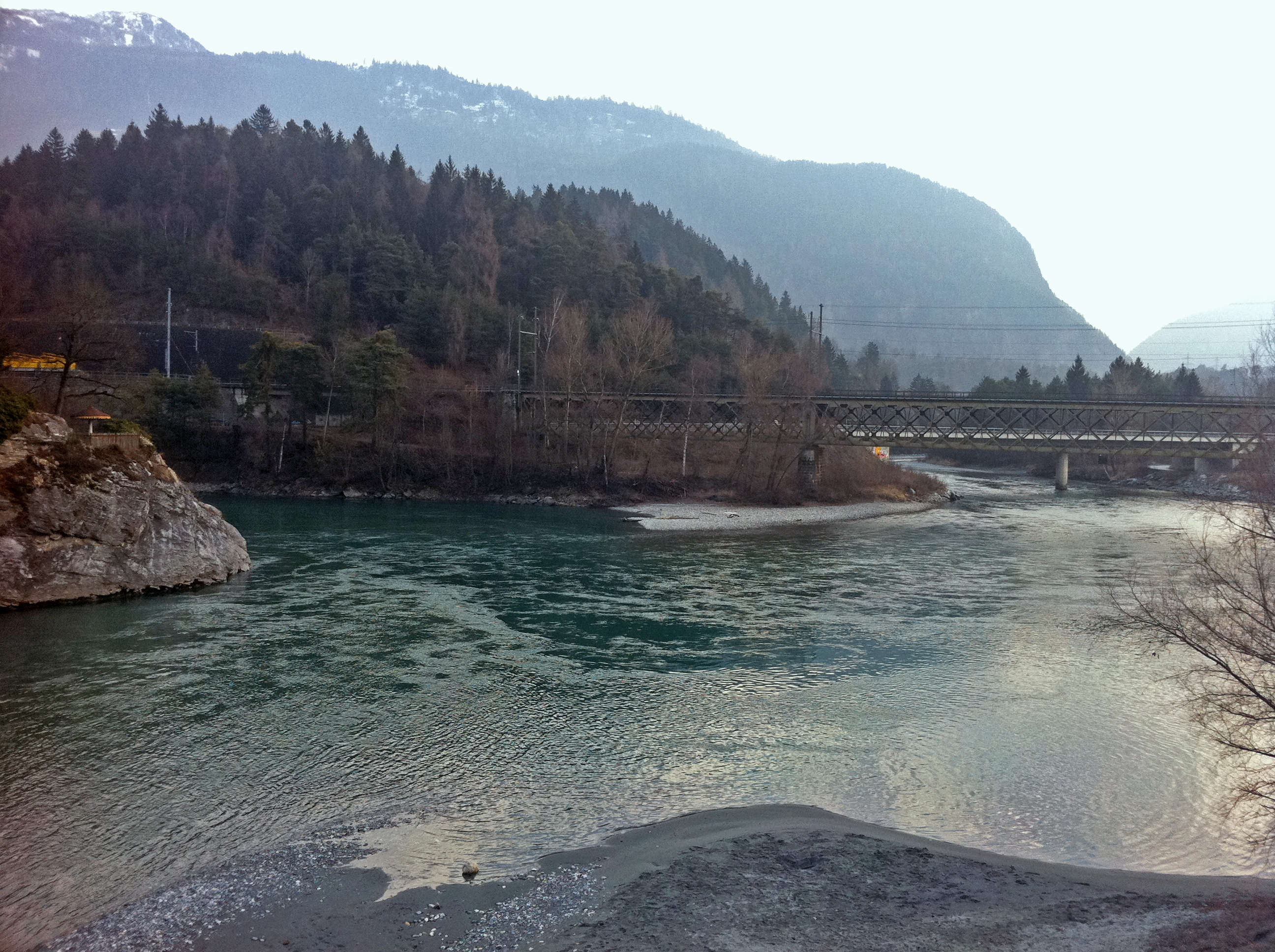
Der Zusammenfluss von Vorder- und Hinterrhein zum nach links hinten abfließenden Alpenrhein bei Reichenau GR

Der Rhein mit seinem von hohem Schwebfrachtgehalt hellen Wasser hat den anfangs weit in die Alpen reichenden Bodensee bereits großenteils mit Sedimenten aufgefüllt. Mit einer Rheinregulierung mit Durchstichen bei Diepoldsau und Fußach steuerte man den Überschwemmungen und der starken Sedimentation im westlichen Rheindelta entgegen. Hierdurch musste die Dornbirner Ach parallel zum kanalartig ausgebauten Rhein in den Bodensee geleitet werden. Der abgeschnittene Alte Rhein verlief zunächst in einer Sumpflandschaft, wurde aber später unterhalb von Rheineck kanalisiert und schiffbar gemacht.

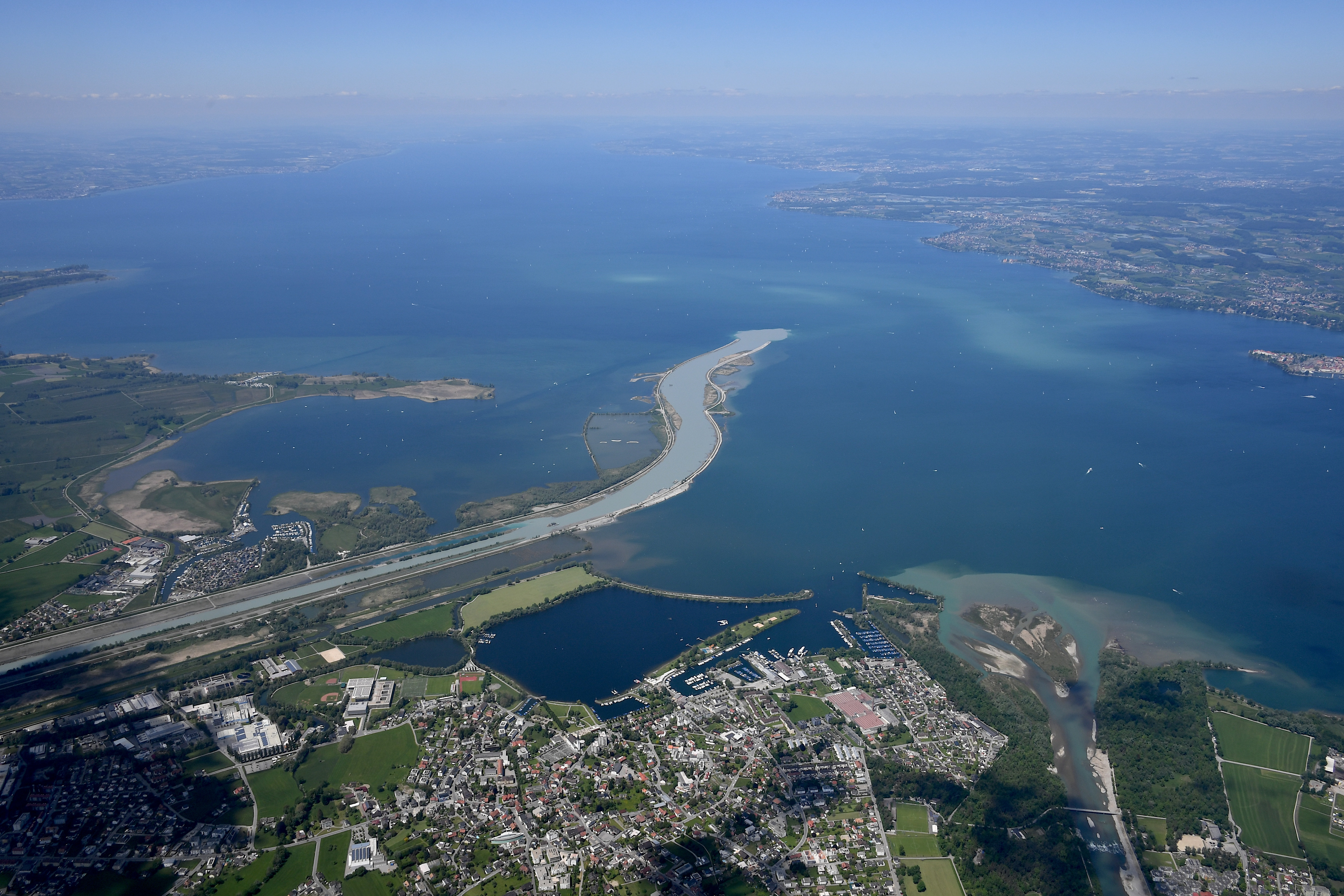
Luftbild der Mündung des Alpenrheins in den Bodensee

Der Rhein transportiert pro Jahr bis zu drei Millionen Kubikmeter Feststoffe in den Bodensee. Das in den Bodensee hineinwachsende Rheindelta (Binnendelta) ist zwischen dem Alten Rhein im Westen und dem unteren Rheindurchstich im Osten großenteils Natur- und Vogelschutzgebiet und umfasst die österreichischen Ortschaften Gaißau, Höchst und Fußach. Der natürliche Rhein verzweigte sich einst in mindestens zwei Hauptarme. Durch sich ablagerndes Geschiebe entstanden viele kleine Inseln (in bodenseealemannischer Mundart «Isel», vgl. Flurname Esel). Im Mündungsbereich ist ein permanenter Kiesabbau mit Schwimmbaggern nötig, um die Sedimentation zu steuern. Die großen Sedimentfrachten gelten als Folge der umfangreichen Meliorationen flussaufwärts.

#### Bodensee

##### Obersee
Im Bodensee bildet das milchige, kältere und damit schwerere Rheinwasser zunächst einen kompakten Strom an der Oberfläche des grau-grünen Seewassers, fällt dann aber unvermittelt am Rheinbrech zum Seeboden ab. Die Hauptströmung im oberflächennahen Seewasser verläuft ab der Insel Lindau, oft deutlich sichtbar, entlang dem nördlichen, deutschen Ufer bis etwa Hagnau am Bodensee. Ein kleiner Teil der oberflächennahen Strömung zweigt vor der Insel Mainau in den Überlinger See ab. Die Hauptströmung wird im Konstanzer Trichter von der Rheinrinne aufgenommen und zum Abfluss geleitet.
Anliegerstaaten des Obersees sind die Schweiz im Süden, Österreich im Südosten sowie Deutschland mit Bayern im Nordosten und Baden-Württemberg im Norden und im Nordwesten.

##### Seerhein

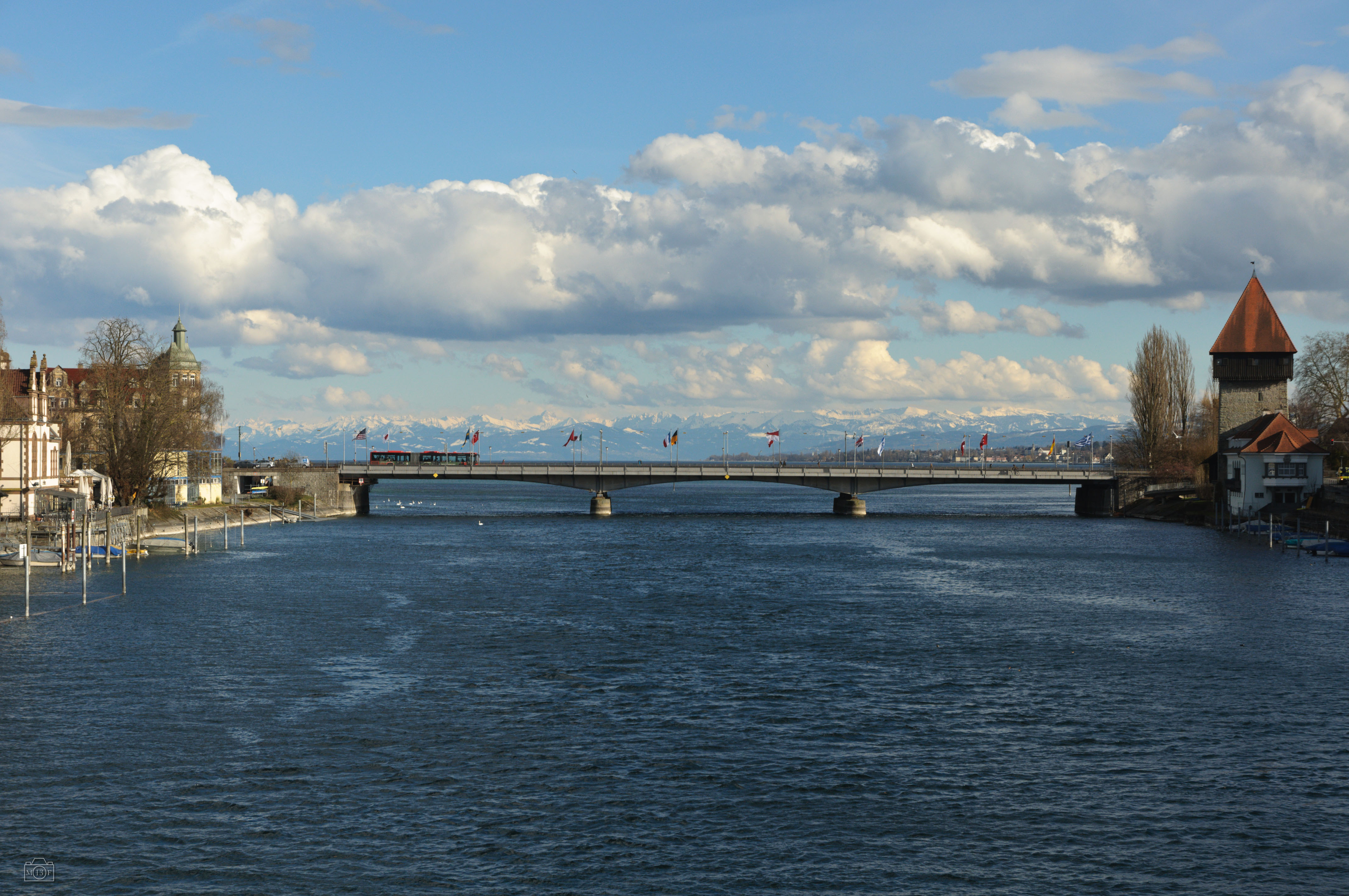
Der Seerhein in Konstanz

Der nur vier Kilometer lange Fluss Seerhein verbindet den Obersee mit dem etwa 30 cm tiefer gelegenen Untersee. Am Beginn des Seerheins, in der Mitte der alten Konstanzer Rheinbrücke, beginnt die Kilometrierung des Rheins (vgl. Kapitel Kilometrierung). Der Seerhein entstand in den letzten Jahrtausenden gegen Ende einer erosionsbedingten Absenkung des Seespiegels um etwa zehn Meter, während derer auch die Insel Reichenau entstand. Zuvor waren Obersee und Untersee, wie es der übergreifende Name Bodensee nur suggeriert, ein zusammenhängender See.

##### Untersee
Der Untersee weist durch den Schub des Rheinwassers deutliche Strömungen auf. Der südliche von der Rheinströmung durchzogene Teil wird vereinzelt auch Rheinsee genannt. Von den nördlichen Teilen des Untersees wird nur der Zeller See etwas von den Strömungen erfasst; der Gnadensee bleibt von der Durchströmung nahezu unberührt. Dem Untersee fließt über die Radolfzeller Aach im Mittel rund 9 m³/s Wasser aus dem Donausystem zu.
Seerhein und Untersee bilden die Grenze zwischen der Schweiz und Deutschland; Ausnahmen sind das Stadtzentrum von Konstanz, das südlich des Seerheins liegt, und, nahe dem Ausfluss zum Hochrhein, das Stadtzentrum der Schweizer Stadt Stein am Rhein am Nordufer.

#### Hochrhein

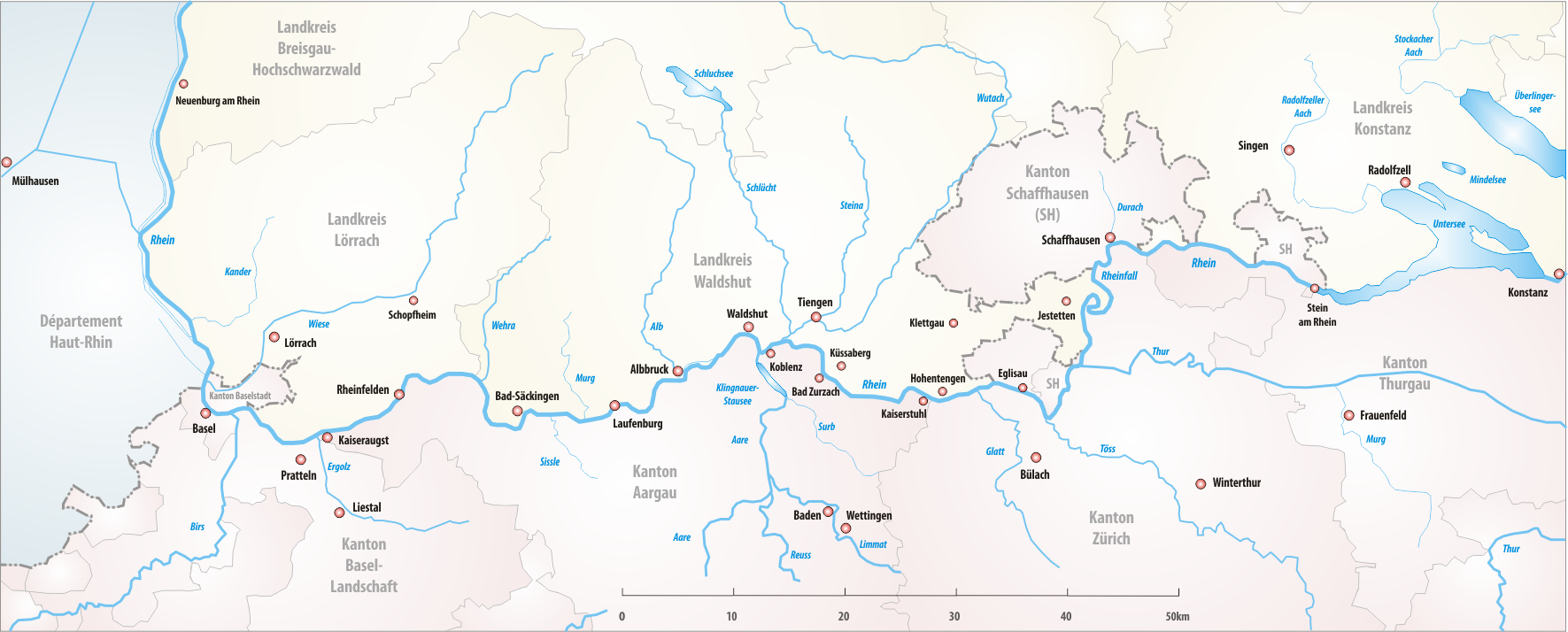
Der Hochrhein

Bei Stein am Rhein am Westende des Untersees beginnt der Hochrhein. Er fließt im Gegensatz zu Alpenrhein und Oberrhein vor allem nach Westen und fällt dabei von 395 m auf 252 m.

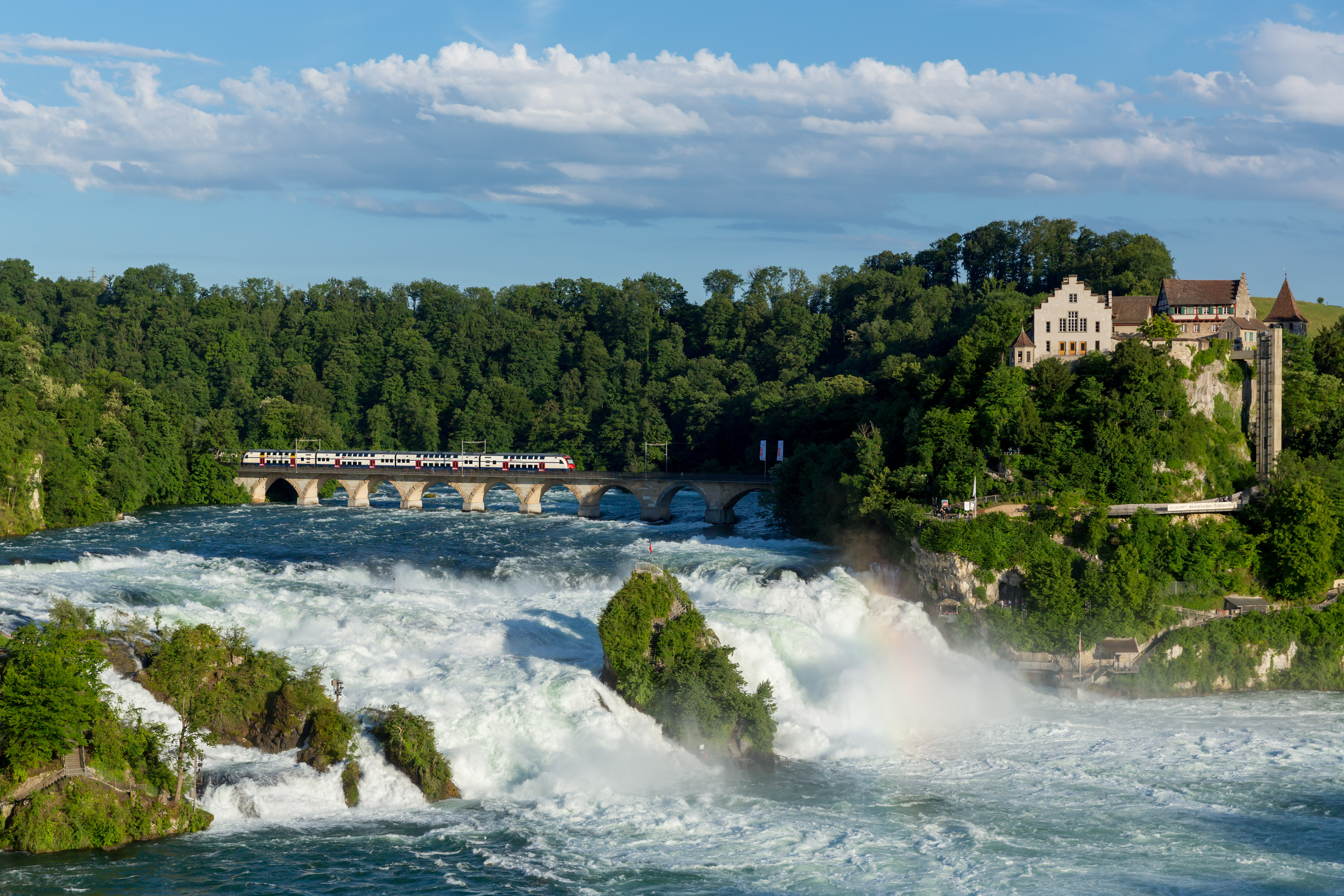
Der Rheinfall bei Schaffhausen (Schweiz)

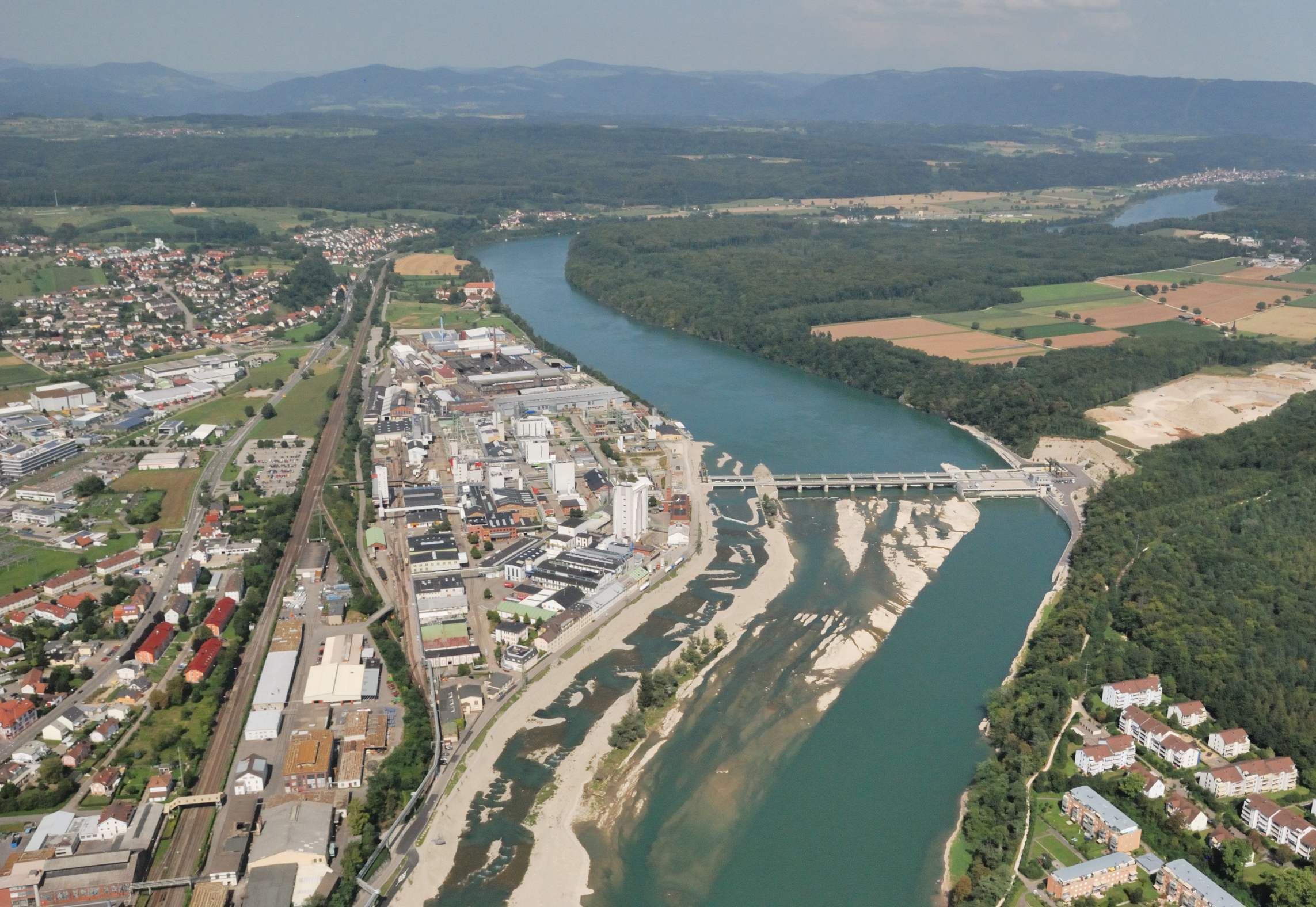
Neues Wasserkraftwerk Rheinfelden und Rheinverlauf ostwärts gesehen

Der Hochrhein bildet nun bis Eglisau zwischen den Schweizerischen Gebieten von Stein am Rhein, Schaffhausen und dem Zürcher Rafzerfeld zu einem Teil und ab Eglisau bis zum Kanton Basel-Stadt auf der ganzen Länge die Grenze zwischen der Schweiz im Süden und Deutschland im Norden.
Unterhalb von Schaffhausen liegt der Rheinfall, er ist bei einer mittleren Wasserführung von 370 m³/s (mittlerer Sommerabfluss circa 700 m³/s) hinter dem Dettifoss in Island der zweitgrößte Wasserfall Europas nach dem Kriterium der Fallenergie. Das Bild des Hochrheins wird durch zahlreiche Staustufen geprägt. Auf den wenigen verbliebenen natürlichen Abschnitten gibt es jedoch noch mehrere Stromschnellen, hier Laufen genannt. Beim aargauischen Koblenz mündet von Süden die Aare, die zwar kürzer als der Rhein bis hierher ist, aber mit einem durchschnittlichen Abfluss von 560 m³/s deutlich mehr Wasser als der Rhein oberhalb dieser Stelle mit 440 m³/s führt und damit der hydrologische Hauptstrang des gesamten Flusssystems ist. Bei Rheinfelden erreicht der Rhein im St.-Anna-Loch eine Tiefe von 32 m.

#### Oberrhein

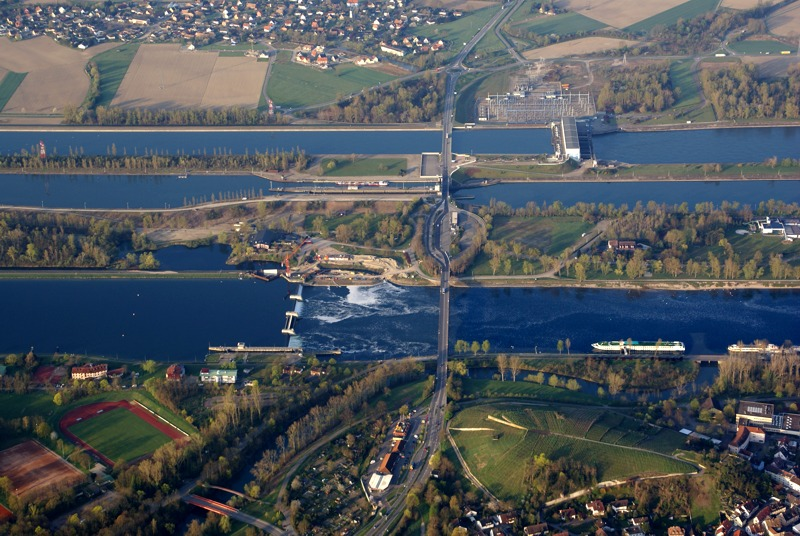
Oberrhein (vorne) und Rheinseitenkanal (hinten) bei Breisach am Rhein

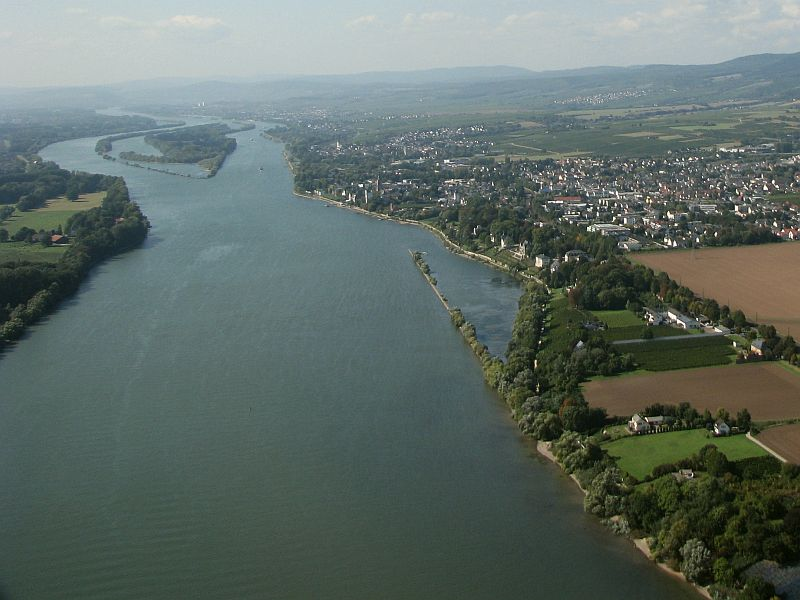
Blick stromab von Mainz über das Mainzer Becken bei Eltville und Erbach bis Bingen

Im Zentrum von Basel, der ersten Großstadt am Lauf des Stroms, liegt das „Rheinknie“; hier endet der Hochrhein. Offiziell gilt die Mittlere Brücke als Grenze zwischen Hoch- und Oberrhein. Der Fluss fließt nun als Oberrhein nach Norden durch die etwa 300 km lange und bis zu 40 km breite Oberrheinische Tiefebene, seine Höhe fällt dabei von 252 m auf 76 m. Die wichtigsten Nebenflüsse in diesem Bereich sind von links die Ill unterhalb von Straßburg, von rechts der Neckar in Mannheim und der Main gegenüber von Mainz. Bei Mainz verlässt der Rhein den Oberrheingraben und durchfließt das Mainzer Becken. Dieser nach Südwesten abbiegende Abschnitt des Oberrheins zwischen Rheingau und Rheinhessen, der in Bingen endet, ist auch als Inselrhein bekannt. In dem mit bis zu 900 Metern breitesten Flussabschnitt liegen große, hier Rheinauen genannte Flussinseln.
Die Südhälfte des Oberrheins bildet die Staatsgrenze zwischen dem zu Frankreich gehörigen Elsass und Baden-Württemberg in Deutschland. Die Nordhälfte bildet die Landesgrenze zwischen Rheinland-Pfalz im Westen sowie Baden-Württemberg und Hessen im Osten und Norden. Diese Grenzziehung folgt bis heute der von 1945 zwischen französischer und amerikanischer Besatzungszone. Daher gehören die ehemaligen rechtsrheinischen Stadtteile der rheinland-pfälzischen Landeshauptstadt Mainz heute zu Hessen.
Das Oberrheintal war bereits in Antike und Mittelalter eine bedeutende Kulturlandschaft Europas. Der Oberrhein ist Standort zahlreicher wichtiger Industrie- und Dienstleistungsbetriebe mit den Zentren Basel, Straßburg und Mannheim-Ludwigshafen. Mit Straßburg, dem Sitz des Europäischen Parlaments, liegt eine der drei europäischen Hauptstädte am Oberrhein.
Die Oberrheinlandschaft hat sich durch die Rheinbegradigung (1817 bis 1876) stark verändert. Wegen der Erhöhung der Fließgeschwindigkeit und damit der Tiefenerosion fiel der Grundwasserspiegel beträchtlich, wodurch Seitenarme trockenfielen und der Flussauen-Urwald stark zurückging. In Frankreich wurde der für die Rheinschifffahrt wichtige Rheinseitenkanal angelegt, durch den der überwiegende Teil des Flusswassers geleitet wird. Mancherorts finden sich größere Ausgleichsbecken, so das 6,6 km² große Bassin de compensation de Plobsheim im Elsass.

#### Mittelrhein

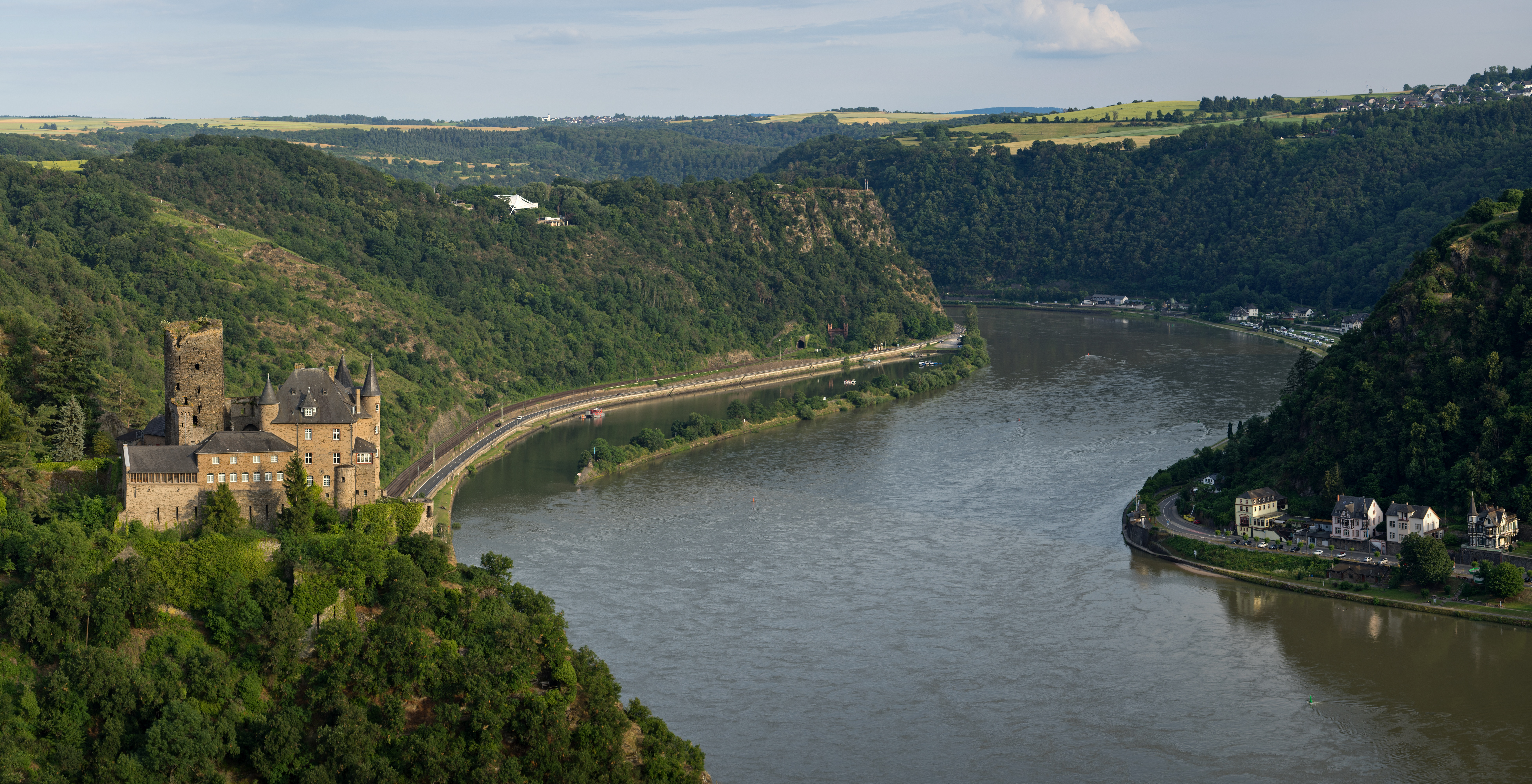
Der Mittelrhein bei St. Goarshausen; vorne Burg Katz, hinten die Loreley

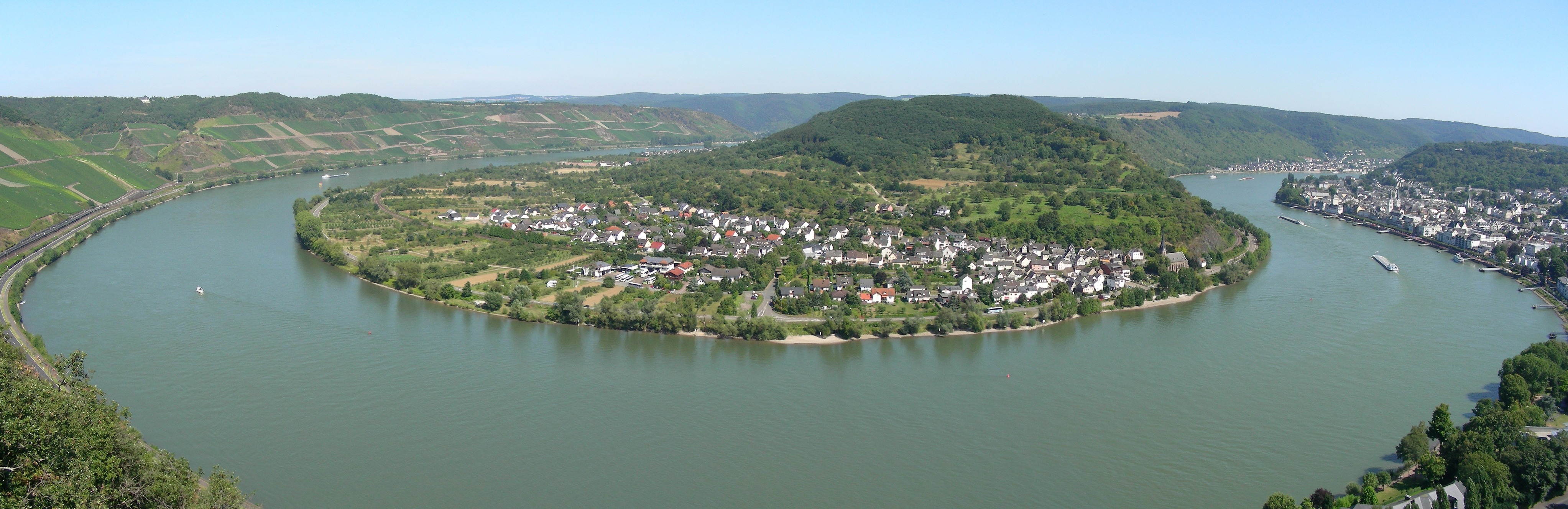
Rheinschleife bei Boppard

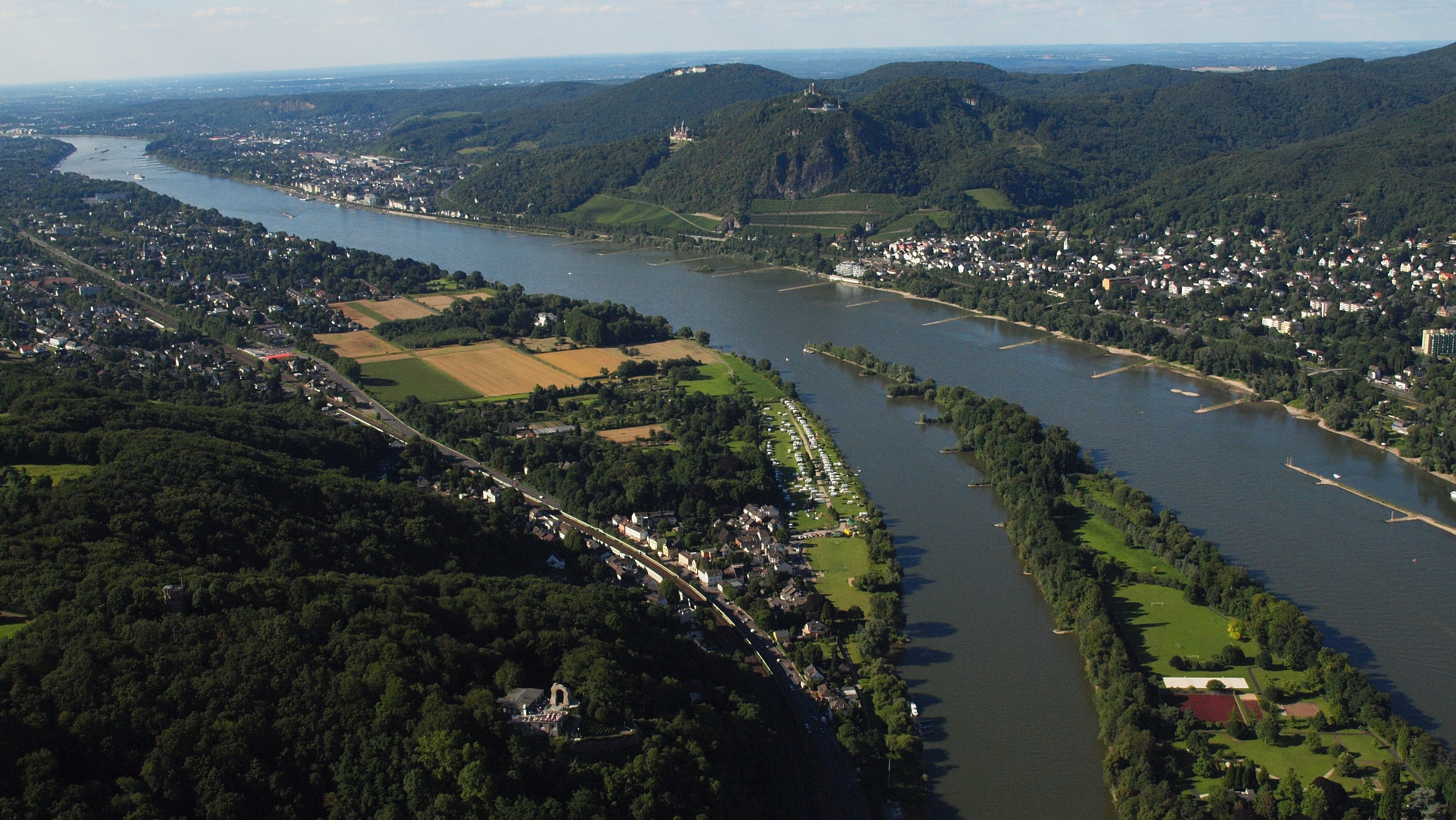
Rhein im Siebengebirge bei Bonn, südlich vor dem Übergang vom Mittel- in den Niederrhein

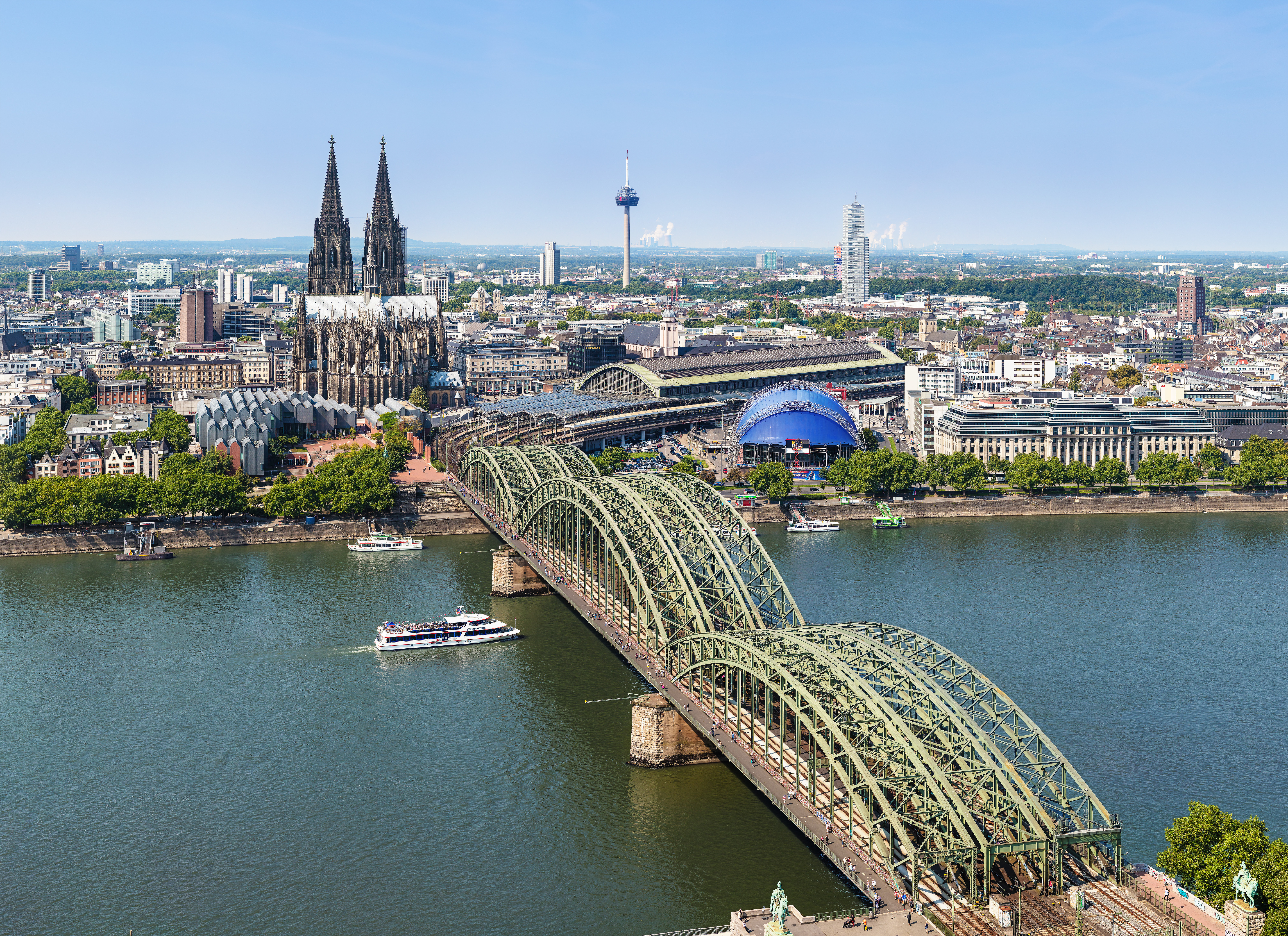
Rhein mit Stadtpanorama von Köln

Bei Bingen endet das Mainzer Becken. Am Binger Loch biegt der Fluss nach Nordwesten ab und tritt bei Mittelwasser auf 77,4 m Meereshöhe als Mittelrhein ins Rheinische Schiefergebirge ein, das er bei Bonn auf 50 m wieder verlässt. Linksrheinisch grenzen hier die Gebirgszüge von Hunsrück und Eifel an, rechtsrheinisch Taunus und Westerwald. Die charakteristische, enge Talform entstand erdgeschichtlich durch Tiefenerosion des Flusses in eine sich hebende Scholle (antezedentes Durchbruchstal). Die größten Nebenflüsse des Mittelrheins sind Lahn und Mosel. Die Lahn mündet vor Koblenz von rechts und die Mosel in Koblenz von links am deutschen Eck.
Im Süden bildet der kurze Abschnitt zwischen Rüdesheim und Bacharach die Grenze zwischen Hessen und Rheinland-Pfalz. Im Norden, zwischen Bad Honnef und Bonn, hat Nordrhein-Westfalen einen kleinen Anteil am Mittelrhein; ansonsten verläuft dieser fast auf ganzer Länge auf dem Gebiet von Rheinland-Pfalz. Auf dem gesamten, etwa 90 Kilometer langen Abschnitt zwischen Mainz und Koblenz kann der Rhein nur auf Fähren überquert werden, da es keine Brücken gibt.
Am Mittelrhein dominieren wirtschaftlich Weinbau und Tourismus. Das Tal von Bingen bis Koblenz ist seit 2002 UNESCO-Welterbe Oberes Mittelrheintal. Bei Sankt Goarshausen umfließt der Rhein in einer engen Biegung den berühmten Loreleyfelsen. Hier liegt die engste und mit 25 Metern tiefste Stelle des schiffbaren Rheins. Der Bopparder Hamm zwischen Kamp-Bornhofen und Osterspai ist die größte Rheinschleife. Mit seinen rebenbesetzten Hängen, seinen auf schmalen Uferleisten zusammengedrängten Dörfern und Städten, zahlreichen Höhenburgen und weiteren Baudenkmälern gilt das Mittelrheintal als ein Inbegriff der Rheinromantik.

#### Niederrhein

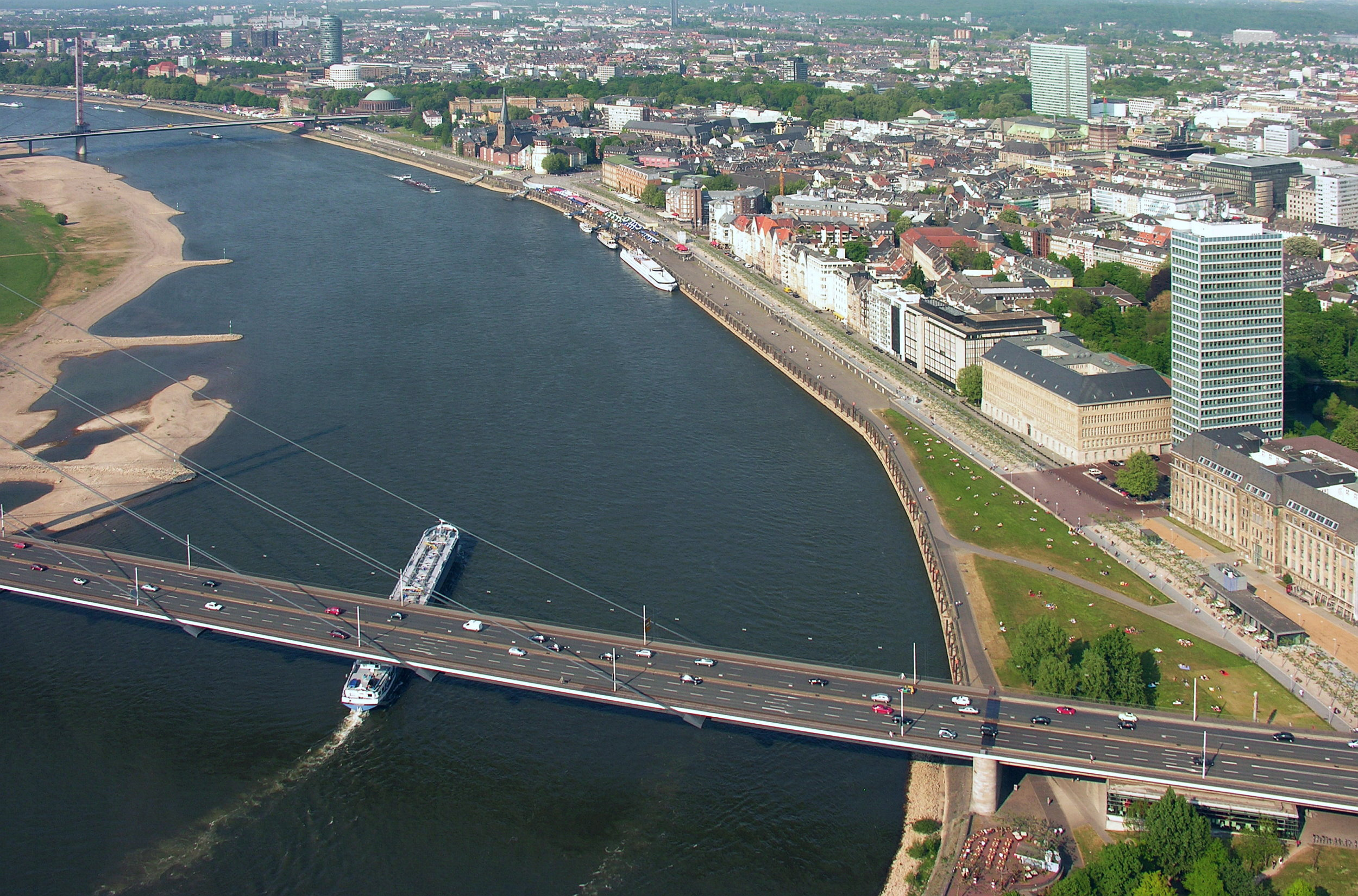
Niedrigwasser in Düsseldorf, Rheinkilometer 745

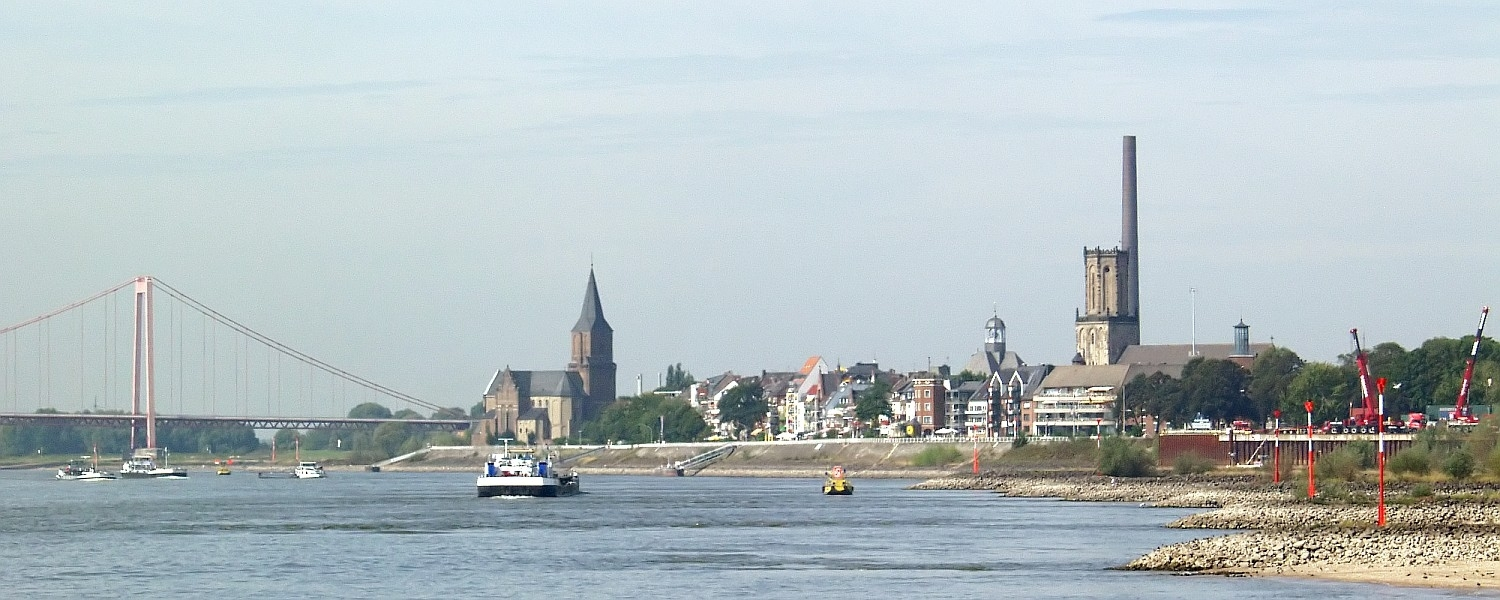
Der Niederrhein bei Emmerich

Bei Bonn, nördlich des Siebengebirges, wechselt der Rhein aus der Mittelgebirgsregion in das Norddeutsche Tiefland über und wird an der Mündung der Sieg zum Niederrhein. Er senkt sich von 50 m Höhe auf 12 m. Wichtigste Nebenflüsse sind Ruhr und Lippe. Wie der Oberrhein erhielt der mäandrierende Niederrhein ein wasserbautechnisch befestigtes Flussbett. Die Deiche liegen hier aber weiter zurück, so dass der Niederrhein mehr Flutraum hat als der Oberrhein.
Der Niederrhein liegt vollständig in Nordrhein-Westfalen. Ein großer Teil seiner Ufer ist besiedelt und ein Teil ist industrialisiert, besonders in den Agglomerationen Köln, Düsseldorf und Ruhrgebiet. Hier durchfließt der Niederrhein die Metropolregion Rhein-Ruhr, den größten Ballungsraum Deutschlands. Bedeutendste Hafenstadt ist Duisburg mit dem größten Binnenhafen Europas (Duisburg-Ruhrorter Häfen). Hier beginnt der rund 46 km lange Rhein-Herne-Kanal. Stromabwärts von Duisburg ist die Region eher agrarisch geprägt. 30 Kilometer flussabwärts zweigt bei Wesel die zweite West-Ost-Schifffahrtsverbindung ab, der parallel zur Lippe verlaufende Wesel-Datteln-Kanal. Zwischen Emmerich und Kleve überspannt die längste Hängebrücke Deutschlands den an dieser Stelle mehr als 400 Meter breiten Rhein. Bereits bei Krefeld-Uerdingen quert die Uerdinger Linie den Rhein, eine Sprachgrenze, welche die niederfränkischen Dialekte von den mittelfränkischen trennt. 
Nordwestlich von Emmerich und Kleve erreicht der Rhein die Niederlande.

#### Deltarhein

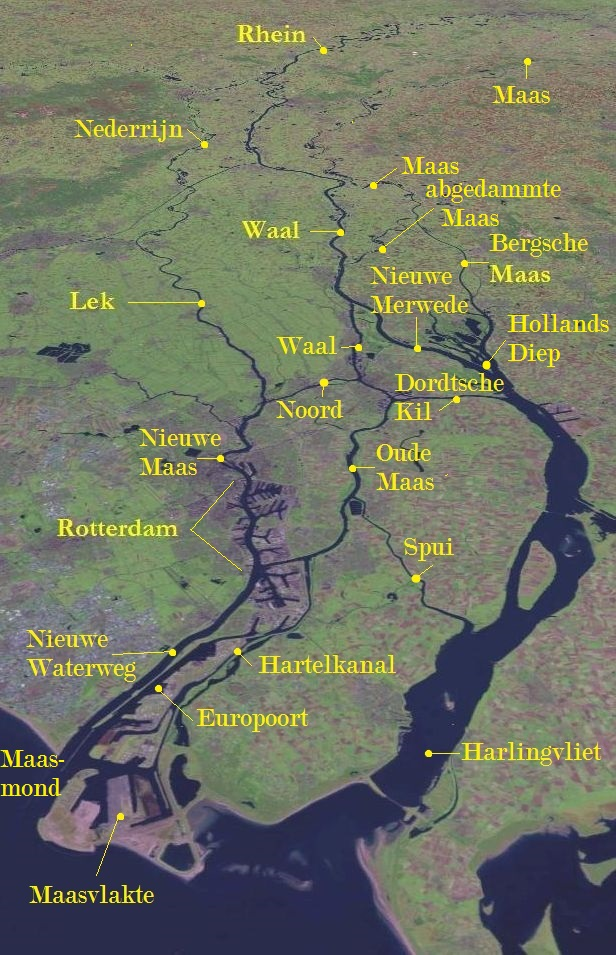
Die zentralen und nördlichen Teile des Rhein-Maas-Deltas

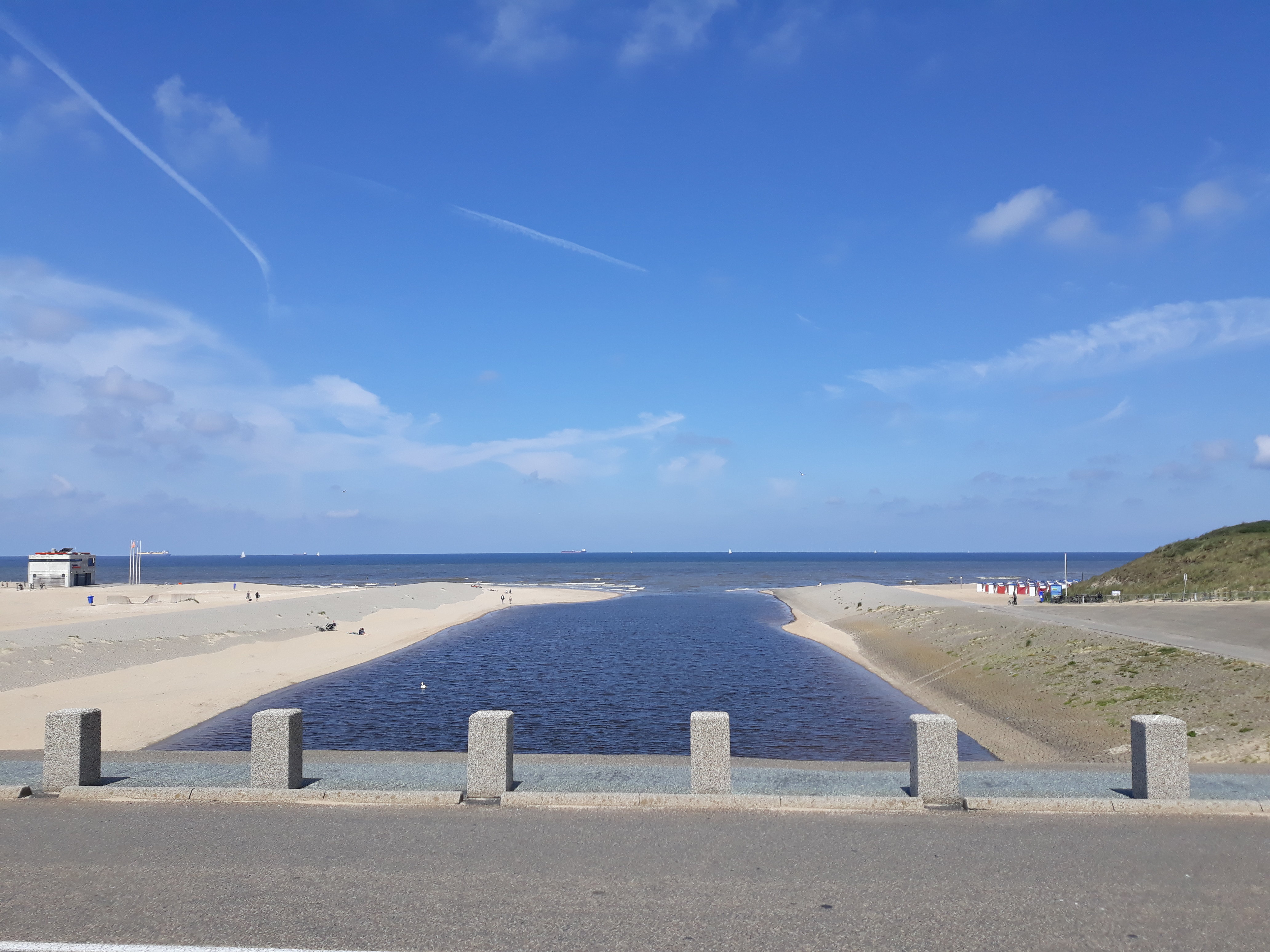
Die Mündung des Oude Rijn bei Katwijk in die Nordsee.

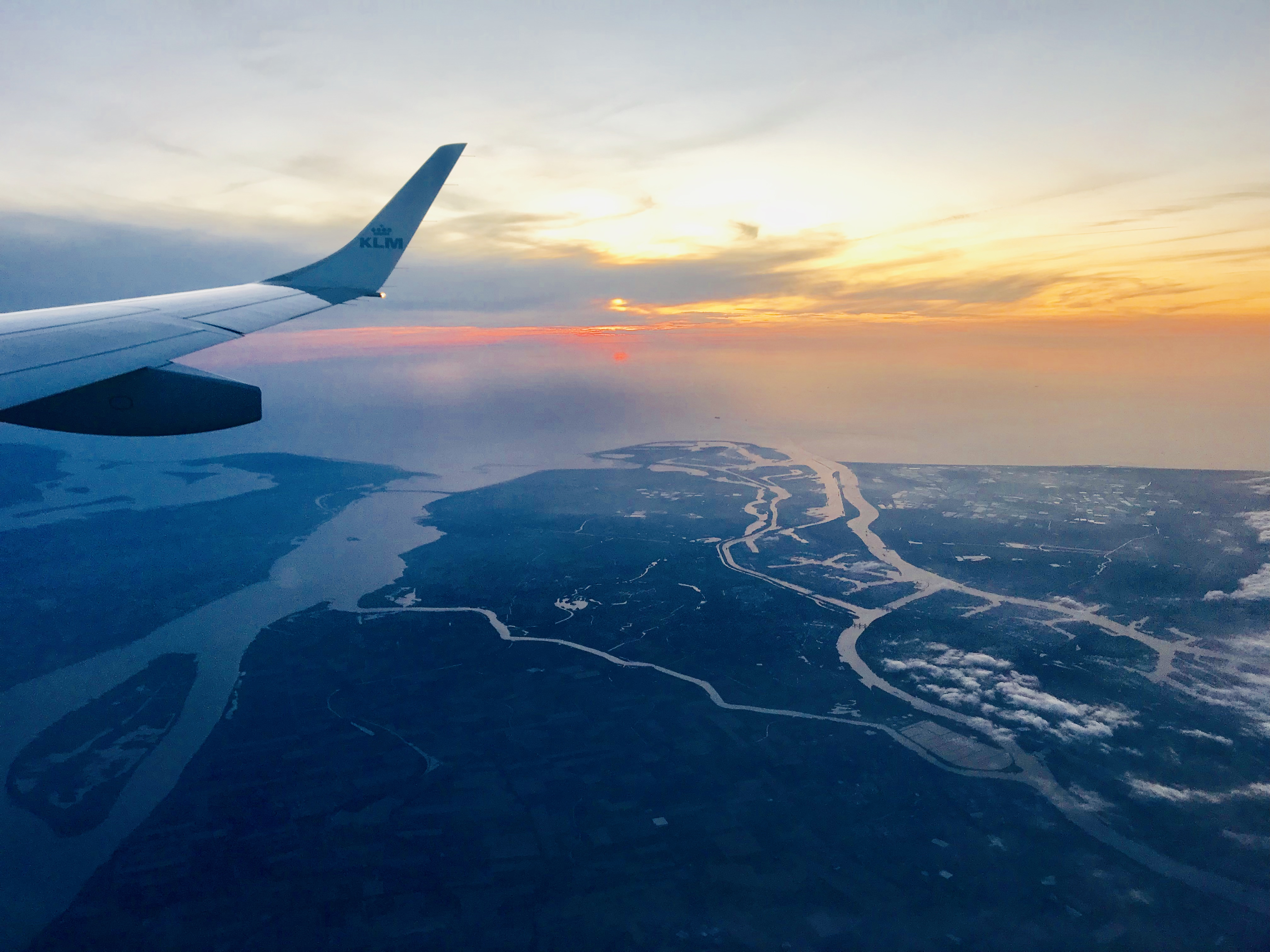
Rheinmündung im Abendlicht

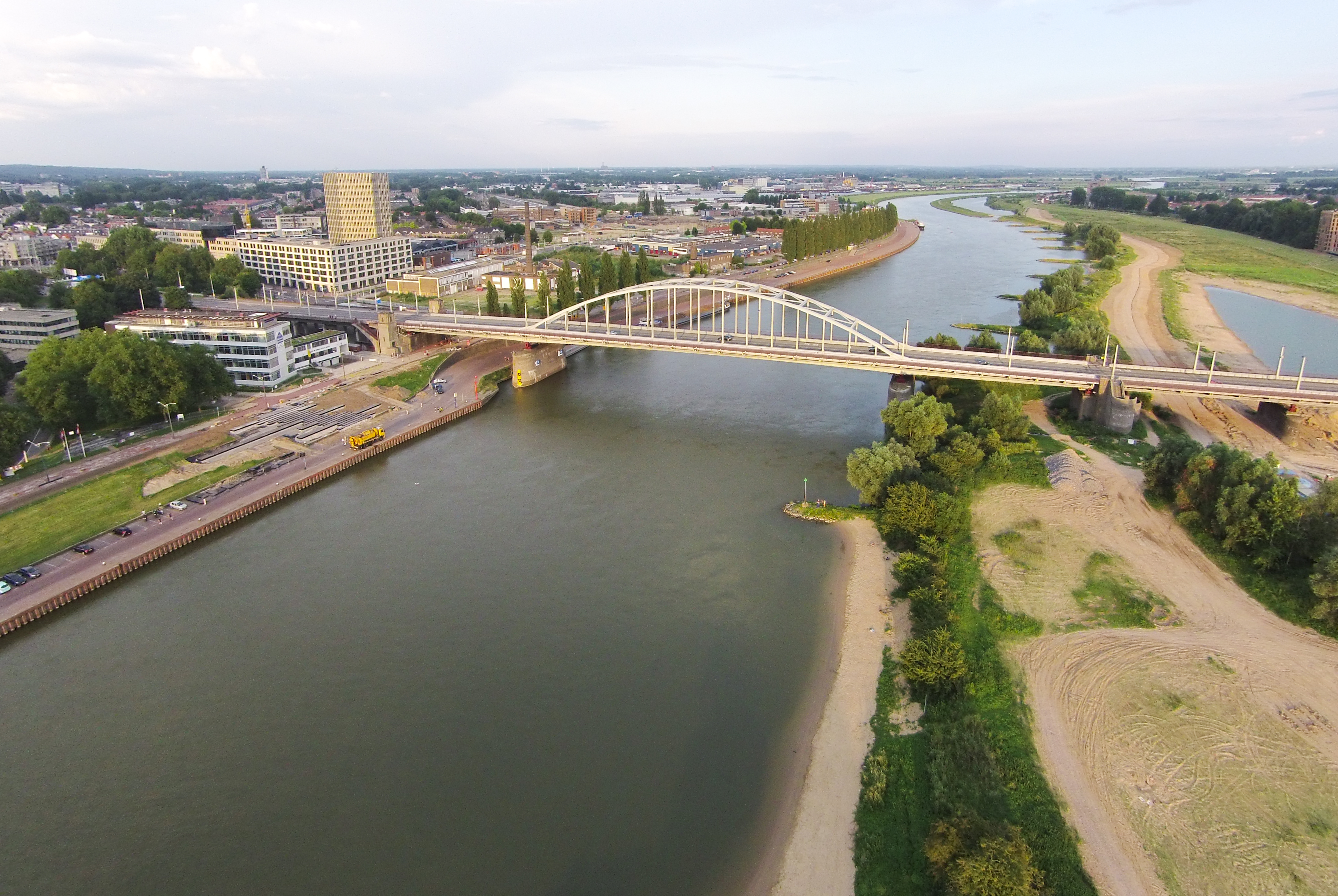
Der Nederrijn bei Arnheim

Kurz nach der niederländisch-deutschen Staatsgrenze beginnt mit der Rheinteilung der Deltarhein, der zusammen mit der Maas das Rhein-Maas-Delta bildet, die bedeutendste naturräumliche Einheit der Niederlande. Weil der rheinische Zufluss überwiegt, ist auch die kürzere Bezeichnung Rheindelta (Rijndelta) gebräuchlich, die dann aber vom Binnendelta des Rheins am Bodensee zu unterscheiden ist.
Die Rheinteilung findet bei Millingen in Waal (zwei Drittel des mittleren Abflusses) und Nederrijn (dessen erster Abschnitt ist kanalisiert und trägt den Namen Pannerdens-Kanal) statt. Vom Nederrijn zweigt bei Arnheim die (Geldersche) Issel (niederländisch: IJssel) ab. So existieren in den Niederlanden drei Teilströme des Rheins, die jedoch auf Grund der vielen Laufänderungen in historischer Zeit keine durchgehenden Benennungen tragen:

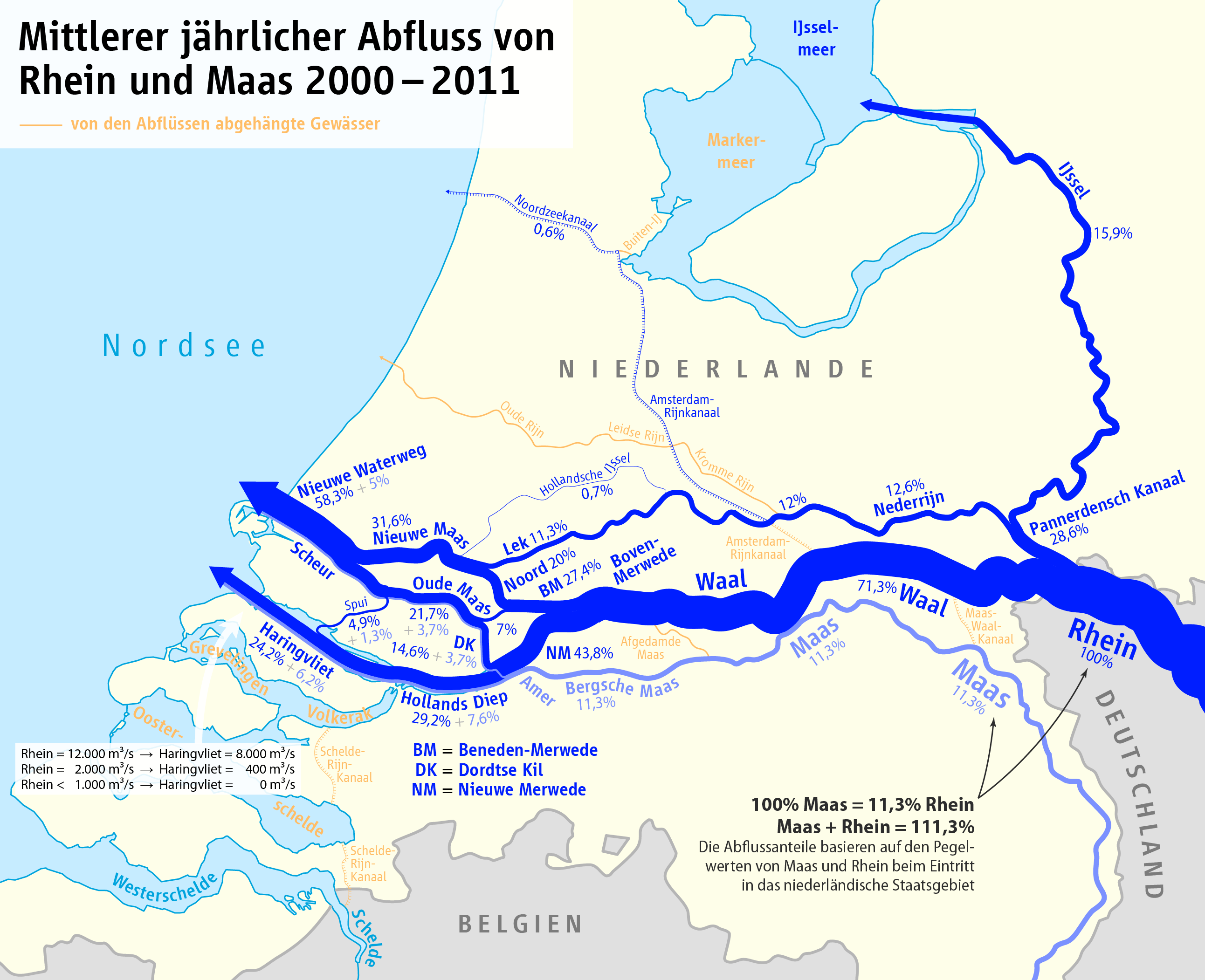
Wasserverteilung im Rhein-Maas-Delta: 10-Jahres-Mittel und Steuerung nach Zuflussmengen

- Der wasserreichste, südliche Teilstrom besteht nacheinander aus der Waal, der Boven (Obere) Merwede, der Nieuwe Merwede und dem Haringvliet. Von ihm zweigt als wichtigster Schifffahrtsweg die Gewässerfolge Beneden (Untere) Merwede, Noord, Neue Maas und Neuer Wasserweg nach Norden ab. Ihr folgt auch die Stromkilometrierung. Von der unteren Merwede zweigt wiederum die Alte Maas ab, die in Rotterdam wieder mit der Neuen Maas zusammentrifft und den Neuen Wasserweg bildet.
- Der mittlere Teilstrom wird durch Pannerdens-Kanal, Nederrijn und Lek gebildet. Er vereinigt sich schließlich mit dem nahezu gleich großen Noord zur Neuen Maas (s. o.)
- Den nördlichsten Teilstrom stellt die (Geldersche) Issel dar, die das IJsselmeer erreicht, das wiederum über Schleusen in die Nordsee entwässert.

Verlegung der Maasmündung 1904: hellblau alter Verlauf, dunkelblau heutiger Verlauf

Bis zur Elisabethenflut 1421 floss die Maas etwas südlich der heutigen Linie Merwede – Oude Maas Richtung Nordsee und bildete mit Waal und Lek einen gemeinsamen, archipelartigen Mündungsbereich, dessen damaliger Zustand wegen zahlreicher Meeresbuchten, ästuarartig erweiterter Flussläufe, vieler Inseln sowie beständiger Küstenveränderungen heute schwer fassbar ist. Die Maas mündete später bis 1904 weiter flussaufwärts bei Gorinchem in die Waal. Aus Hochwasserschutzgründen trennte man dann die Maas vom Rhein durch eine Schleuse („Abgedämmte Maas“) und grub einen neuen Abfluss für sie, bestehend aus Bergse Maas und Amer. Seit dem Bau des Haringvlietdammes 1970 fließt sie wieder zusammen mit dem Rhein ins Meer, bei hohen Wasserständen des Rheins überwiegend durch die Schleusen des Haringvlietdammes, bei Niedrigwasser überwiegend über den Nieuwe Waterweg bei Rotterdam.
Der Mündungsbereich im Nordwesten, auf Höhe der hier unterbrochenen Dünenketten, wird bereits seit der Antike als Maasmündung (Maasmond) bezeichnet. Dies erklärt die verwirrende Verwendung des Namens Maas für heute unzweifelhaft rheinische Unterläufe.

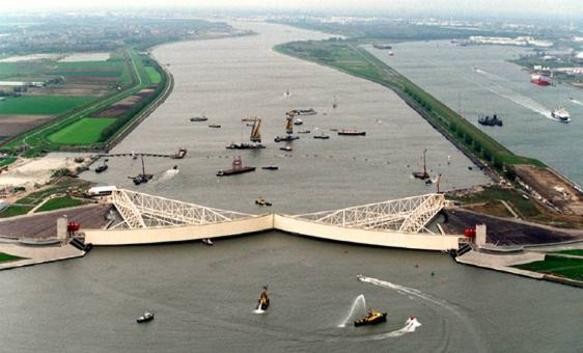
Geschlossenes Maeslant-Sturmflutwehr am Nieuwe Waterweg

Die Hydrographie des heutigen Deltas ist geprägt von den Delta-Hauptarmen, weiteren Stromarmen (Holländische Issel, Linge, Vecht u. a.) sowie kleineren Flüssen und Bächen. Viele Fließgewässer wurden stillgelegt („abgedämmt“) und dienen jetzt wie die zahlreich angelegten Kanäle zur Entwässerung von Poldern. Der Bau der Deltawerke veränderte das Delta in der zweiten Hälfte des 20. Jahrhunderts grundlegend. Gegenwärtig fließt an fünf Stellen Rheinwasser ins Meer; die Hauptwassermengen am Haringvlietdamm und unterhalb von Rotterdam (Hoek van Holland), die kleinere Ijssel und ihre Nebenflüsse durch Schleusen in Amsterdam und im Abschlussdeich.
Das Rhein-Maas-Delta ist ein Gezeitendelta, denn nicht nur die Sedimentation der Flüsse, sondern auch die der Gezeitenströme bestimmten seine Gestalt. Dies bedeutete im Falle von Sturmfluten höchste Gefahr, weil solche Hochwasser wegen starker Gezeitenströme riesige Landflächen in die See reißen konnten. Vor dem Bau der Deltawerke war der Gezeiteneinfluss bis nach Nijmegen spürbar, selbst noch nach den Regulierungsmaßnahmen der Deltawerke zur Sturmflutsicherung wirken Ebbe und Flut bis weit ins Landesinnere.
Während der Weichsel-Kaltzeit, die vor ca. 115.000 Jahren einsetzte, war der Rhein ca. 600 Kilometer länger als heute und mündete zwischen der Bretagne und Cornwall in den Atlantik. Damals war so viel Wasser als Eis in den Polkappen gebunden, dass der Meeresspiegel etwa 100 m tiefer lag als heute. Die südliche Nordsee lag trocken und bildete das so genannte Doggerland. Im Süden dieses Gebiets bog der Rhein nach Südwesten ab, nahm das Wasser von Themse, Schelde und Seine auf und durchfloss schließlich das Tal, das später den Ärmelkanal bildete. Erst zu Beginn des Holozän, vor 10.000 bis 8.000 Jahren, stieg der Meeresspiegel in etwa auf sein jetziges Niveau an und überspülte den früheren Unterlauf des Rheins bis zum heutigen Delta.

### Flusssystem und Einzugsgebiet
Der Rhein ist die Hauptsammelader eines Flusssystems, das mit einem unregelmäßigen Verlaufmuster voller abrupter Richtungswechsel seine bewegte, mit der Heraushebung der Alpen verknüpfte Entstehungsgeschichte erkennen lässt und das sich zur Mündung hin in komplizierter Weise verzweigt.
Der Rhein durchfließt in generell nordnordwestlicher Richtung sehr unterschiedliche Naturräume wie die Alpen, das nördliche Alpenvorland, den Oberrheingraben, die Mittelgebirgsschwelle und das niederrheinische Tiefland. Sein Lauf wird nach diesen Landschaften in Teilabschnitte gegliedert, die sich voneinander sehr unterscheiden. Das Quellgebiet des Rheins liegt im Übergangsbereich von den West- zu den Ostalpen. Etwas westlich davon liegt am Fuß der höchsten Erhebung des Einzugsgebietes, des Finsteraarhorns (4274 m), das Quellgebiet der Aare. Sie ist am Zusammenfluss mit dem Rhein der größere Fluss und gehört damit zur Hauptabflusslinie des Flusssystems. Das Einzugsgebiet des Rheins ist im oberen, südlichen Drittel durch die Nachbargebiete von Rhone und Donau markant eingeschnürt. Besonders zu Lasten dieser Ströme hat sich das Rheingebiet im Laufe der letzten drei Millionen Jahre vergrößert. Südlich davon erreicht der Rhein bereits gut ein Drittel seiner gesamten Wasserführung durch die hohen Abflüsse aus den Alpen. Aber auch Schwarzwald und Vogesen steuern später große Teile bei. Gut 150 Kilometer oberhalb der Mündung in die Nordsee beginnt der Strom, sich zu verzweigen. Die IJssel verlässt dabei das westwärts gerichtete Geflecht der Stromrinnen nach Norden. Dieser Wasserverlust wird stromabwärts durch die von Süden einmündende Maas in etwa ausgeglichen.
Das Einzugsgebiet des Rheins grenzt (von Westen im Uhrzeigersinn) an jene der Ströme Seine, Schelde, Ems, Weser und Elbe (alle Nordsee), Donau (Schwarzes Meer) sowie Po und Rhone (beide Mittelmeer). Anteile an seiner Fläche von 218.300 km² (100 %) haben die Anrainerstaaten Schweiz (12,7 %), Österreich (1,1 %), Deutschland (50,2 %) und Niederlande (13,4 %). In Liechtenstein (0,1 %) ist er westlicher und in Frankreich (14,3 %) östlicher Grenzfluss. Sein Einzugsgebiet umfasst Teile Belgiens (6,7 %) und Italiens (<0,1 %) sowie fast das gesamte Luxemburg (1,2 %). Es entwässert je rund 70 % der Schweiz und der Niederlande.

### Nebenflüsse

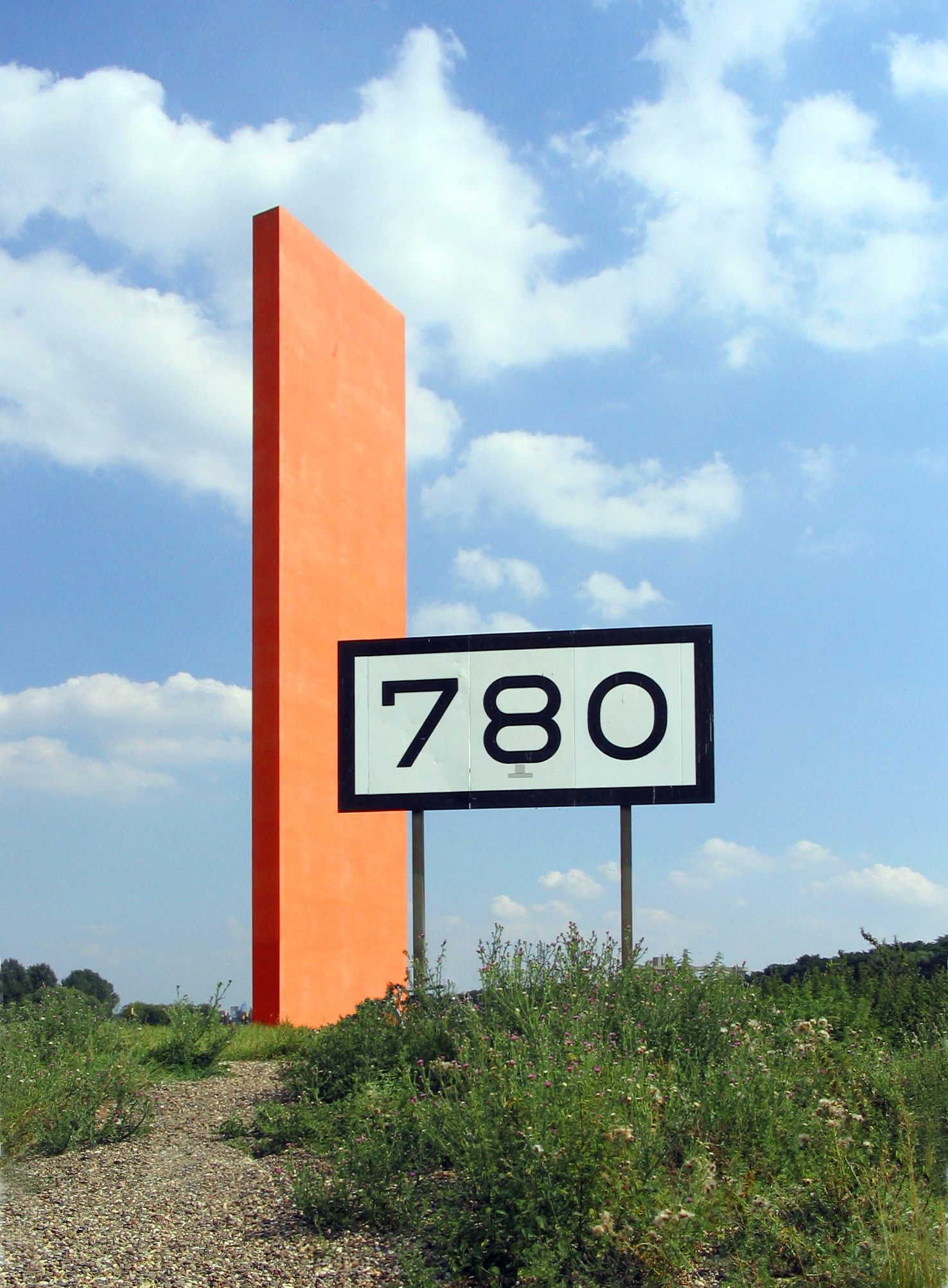
Das Rheinorange markiert die Mündung der Ruhr bei Rheinkilometer 780

- Siehe auch: Liste von Zuflüssen des Rheins

| Wasserführung der Nebenflüsse des Rheins über 40 m³/s     | Wasserführung der Nebenflüsse des Rheins über 40 m³/s | Wasserführung der Nebenflüsse des Rheins über 40 m³/s | Wasserführung der Nebenflüsse des Rheins über 40 m³/s | Wasserführung der Nebenflüsse des Rheins über 40 m³/s |
| --------------------------------------------------------- | ----------------------------------------------------- | ----------------------------------------------------- | ----------------------------------------------------- | ----------------------------------------------------- |
|                                                           |                                                       |                                                       |                                                       |                                                       |
| Aare                                                      | Aare                                                  |                                                       | 560 m³/s                                              | 560 m³/s                                              |
| Maas                                                      | Maas                                                  |                                                       | 357 m³/s                                              | 357 m³/s                                              |
| Mosel                                                     | Mosel                                                 |                                                       | 320 m³/s                                              | 320 m³/s                                              |
| Main                                                      | Main                                                  |                                                       | 211 m³/s                                              | 211 m³/s                                              |
| Neckar                                                    | Neckar                                                |                                                       | 145 m³/s                                              | 145 m³/s                                              |
| Ruhr                                                      | Ruhr                                                  |                                                       | 81 m³/s                                               | 81 m³/s                                               |
| Ill (Vorarlberg)                                          | Ill (Vorarlberg)                                      |                                                       | 66 m³/s                                               | 66 m³/s                                               |
| Vechte                                                    | Vechte                                                |                                                       | 60 m³/s                                               | 60 m³/s                                               |
| Ill (Elsass)                                              | Ill (Elsass)                                          |                                                       | 54 m³/s                                               | 54 m³/s                                               |
| Sieg                                                      | Sieg                                                  |                                                       | 53 m³/s                                               | 53 m³/s                                               |
| Lahn                                                      | Lahn                                                  |                                                       | 52 m³/s                                               | 52 m³/s                                               |
| Thur                                                      | Thur                                                  |                                                       | 47 m³/s                                               | 47 m³/s                                               |
| Lippe                                                     | Lippe                                                 |                                                       | 45 m³/s                                               | 45 m³/s                                               |
| Bregenzer Ach                                             | Bregenzer Ach                                         |                                                       | 41 m³/s                                               | 41 m³/s                                               |
| – dunkelblau: linke Zuflüsse, hellblau: rechte Zuflüsse – |                                                       |                                                       |                                                       |                                                       |

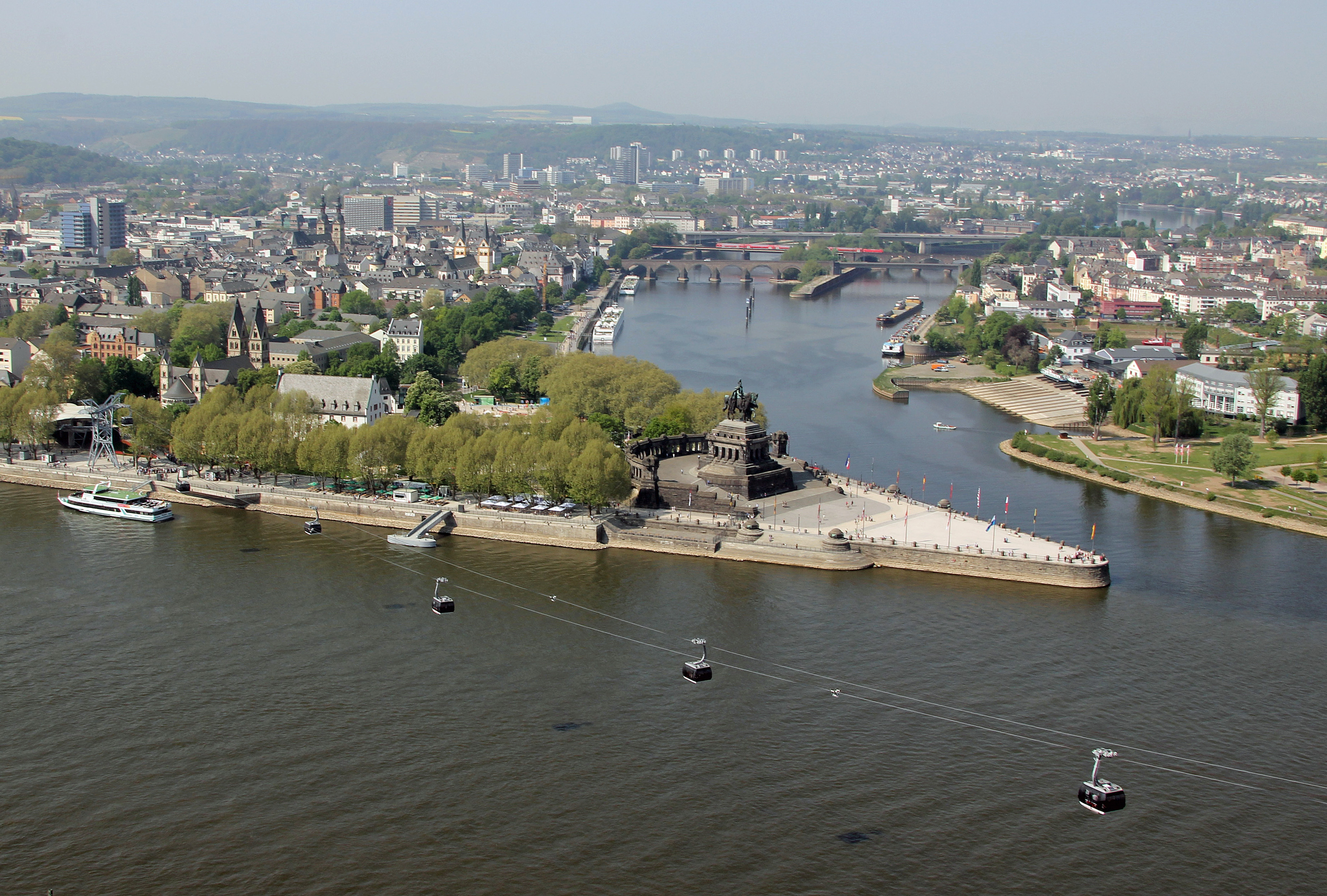
Moselmündung am Deutschen Eck in Koblenz

Der Status der Maas als eigenständiger Strom oder als Nebenfluss des Rheins hat mehrfach gewechselt (siehe auch: Rhein-Maas-Delta). Sie ist mit 357 m³/s Abflussmenge und rund 874 km Länge einer der wichtigsten Flüsse des zum Rhein orientierten Gewässersystems. Aus Gründen des Hochwasserschutzes wurde sie 1904 direkt der Nordsee zugeleitet und mündete danach nicht mehr in die Waal, den Hauptarm des Rheindeltas. Seit dem Bau des Haringvlietdammes im Jahr 1970 erreicht sie wieder zusammen mit dem Rhein die Nordsee, je nach Steuerung durch die Deltawerke entweder vorwiegend über die seeartigen Gewässer Hollands Diep und Haringvliet (ehemalige Meeresbuchten) oder vorwiegend über den Nieuwe Waterweg bei Rotterdam.
Der wasserreichste und zugleich viertlängste Nebenfluss des Rheins ist die Aare. Diese entwässert große Gebiete der Schweiz und bringt mit einem mittleren Jahresabfluss von 560 m³/s am Zusammenfluss deutlich mehr Wasser ein als der Rhein (470 m³/s) selbst, da kurz vor der Einmündung die beiden großen Alpenflüsse Limmat und Reuss die Aare verstärken. In der Reihe der wasserreichsten Rheinzuflüsse folgen Maas (357 m³/s), Mosel (320 m³/s), Main (211 m³/s) und Neckar (145 m³/s).
Die nach der Maas längsten Rheinzuflüsse sind die Mosel mit 544 km (mit Moselotte 558 km) und der Main mit 524 km (mit Regnitz 553 km). Eine Fließlänge über 200 Kilometer weisen ferner Neckar, Aare, Lippe, Lahn, Ruhr und die elsässische Ill auf.
| Nebenflüsse des Rheins ab 200 km Länge                    | Nebenflüsse des Rheins ab 200 km Länge | Nebenflüsse des Rheins ab 200 km Länge | Nebenflüsse des Rheins ab 200 km Länge | Nebenflüsse des Rheins ab 200 km Länge |
| --------------------------------------------------------- | -------------------------------------- | -------------------------------------- | -------------------------------------- | -------------------------------------- |
|                                                           |                                        |                                        |                                        |                                        |
| Maas                                                      | Maas                                   |                                        | 874 km                                 | 874 km                                 |
| Mosel (mit Moselotte)                                     | Mosel (mit Moselotte)                  |                                        | 558 km                                 | 558 km                                 |
| Main (mit Regnitz)                                        | Main (mit Regnitz)                     |                                        | 553 km                                 | 553 km                                 |
| Neckar (mit Eschach)                                      | Neckar (mit Eschach)                   |                                        | 384 km                                 | 384 km                                 |
| Aare                                                      | Aare                                   |                                        | 288 km                                 | 288 km                                 |
| Lippe (mit Alme)                                          | Lippe (mit Alme)                       |                                        | 268 km                                 | 268 km                                 |
| Lahn                                                      | Lahn                                   |                                        | 246 km                                 | 246 km                                 |
| Ruhr                                                      | Ruhr                                   |                                        | 219 km                                 | 219 km                                 |
| Ill (Elsass)                                              | Ill (Elsass)                           |                                        | 217 km                                 | 217 km                                 |
| – dunkelblau: linke Zuflüsse, hellblau: rechte Zuflüsse – |                                        |                                        |                                        |                                        |

In der Tabelle sind alle Nebenflüsse mit mindestens 60 Kilometer gesamter Fließlänge oder einer Wasserführung von mindestens 20 m³/s aufgeführt. Zusätzlich zu erwähnen ist die 32 Kilometer lange, in den Untersee mündende Radolfzeller Aach, da sie Wasser aus der Donauversickerung aufnimmt.
| Rhein-Km    | R/L       | Nebenfluss                    | Länge in km | Einzugsgebiet in km² | mittlerer Abfluss in m³/s | Flussabschnitt              |
| ----------- | --------- | ----------------------------- | ----------- | -------------------- | ------------------------- | --------------------------- |
| *           | R         | Landquart                     | 051         | 00.616               | 025                       | Alpenrhein                  |
| *           | R         | Ill (Vorarlberg)              | 076         | 01.281               | 066                       | Alpenrhein                  |
| *           | R         | Bregenzer Ach                 | 070         | 00.835               | 041                       | Obersee                     |
| *           | R         | Argen                         | 094         | 00.639               | 020                       | Obersee                     |
| *           | R         | Schussen                      | 062         | 00.782               | 011                       | Obersee                     |
| 65,0        | L         | Thur                          | 135         | 01.696               | 047                       | Hochrhein                   |
| 100,17      | R         | Wutach                        | 090         | 01.123               | 016                       | Hochrhein                   |
| 102,20      | L         | Aare                          | 288         | 17.720               | 560                       | Hochrhein                   |
| 164,49      | L         | Birs                          | 073         | 00.922               | 015                       | Hochrhein                   |
| 169,30      | R         | Wiese                         | 058         | 00.453               | 012                       | Oberrhein                   |
| 253,50      | R         | Elz                           | 090         | 01.481               | 026                       | Oberrhein                   |
| 298,16      | R         | Kinzig                        | 093         | 01.406               | 028                       | Oberrhein                   |
| 311,19      | L         | Ill (Elsass)                  | 217         | 04.761               | 054                       | Oberrhein                   |
| 334,50      | L         | Moder                         | 082         | 01.720               | 017                       | Oberrhein                   |
| 343,95      | L         | Sauer                         | 070         | 00.806               | 006                       | Oberrhein                   |
| 344,45      | R         | Murg                          | 079         | 00.617               | 018                       | Oberrhein                   |
| 355,50      | L         | Lauter                        | 074         | 00.382               | 003                       | Oberrhein                   |
| 370,00      | R         | Pfinz                         | 060         | 00.240               | 002                       | Oberrhein                   |
| 400,20      | L         | Speyerbach                    | 060         | 00.596               | 003                       | Oberrhein                   |
| 428,20      | R         | Neckar                        | 384         | 13.900               | 145                       | Oberrhein                   |
| 496,60      | R         | Main                          | 553         | 27.292               | 211                       | Oberrhein                   |
| 518,70      | L         | Selz                          | 063         | 00.389               | 001                       | Oberrhein                   |
| 529,10      | L         | Nahe                          | 116         | 04.067               | 030                       | Oberrhein                   |
| 585,70      | R         | Lahn                          | 250         | 05.925               | 052                       | Mittelrhein                 |
| 592,30      | L         | Mosel                         | 558         | 28.286               | 320                       | Mittelrhein                 |
| 610,20      | R         | Wied                          | 102         | 00.771               | 012                       | Mittelrhein                 |
| 629,40      | L         | Ahr                           | 089         | 00.900               | 008                       | Mittelrhein                 |
| 659,35      | R         | Sieg                          | 156         | 02.857               | 053                       | Niederrhein                 |
| 703,30      | R         | Wupper                        | 117         | 00.827               | 017                       | Niederrhein                 |
| 735,50      | L         | Erft                          | 103         | 01.838               | 016                       | Niederrhein                 |
| 780,10      | R         | Ruhr                          | 221         | 04.485               | 081                       | Niederrhein                 |
| 797,70      | R         | Emscher                       | 084         | 00.775               | 016                       | Niederrhein                 |
| 814,45      | R         | Lippe                         | 268         | 04.888               | 045                       | Niederrhein                 |
| 925,50      | L         | Maas (1904–1970 eigenständig) | 874         | 34.548               | 357                       | Delta (Waal, Hollands Diep) |
| 1012,700    | L (abzw.) | Oude Maas                     | 030         |                      |                           | Delta (Nieuwe Maas)         |
| (zur Issel) | R         | Alte Issel                    | 080         | 01.208               | 009                       | Delta (IJssel)              |
| (zur Issel) | R         | Berkel                        | 115         | 00.849               | 009                       | Delta (IJssel)              |
| (zur Issel) | R         | Schipbeek                     | 086         | 00.352               | 004                       | Delta (IJssel)              |
| (zur Issel) | R         | Vechte                        | 182         | 05.741               | 050                       | Delta (IJssel)              |

* oberhalb Rheinkilometer 0 (Konstanz)

### Inseln
Die Rheininseln werden je nach geographischer Lage oder Sprachgebrauch als Wörth, Werth/Werd (vgl. Insel Werd im Untersee), Aue oder einfach als Insel bezeichnet. Einige Inseln sind, bedingt durch Strombaumaßnahmen, keine Inseln im wörtlichen Sinne mehr, werden aber immer noch so bezeichnet. In den meisten von der Großschifffahrt nicht mehr befahrbaren Stromarmen sind Yachthäfen entstanden. Im Ober- und Niederrhein sind wegen der Rheinbegradigung keine Inseln mehr in der Strommitte vorhanden, d. h., sie liegen in Ufernähe rechts- oder linksseitig.

### Siedlungen

#### Großstädte

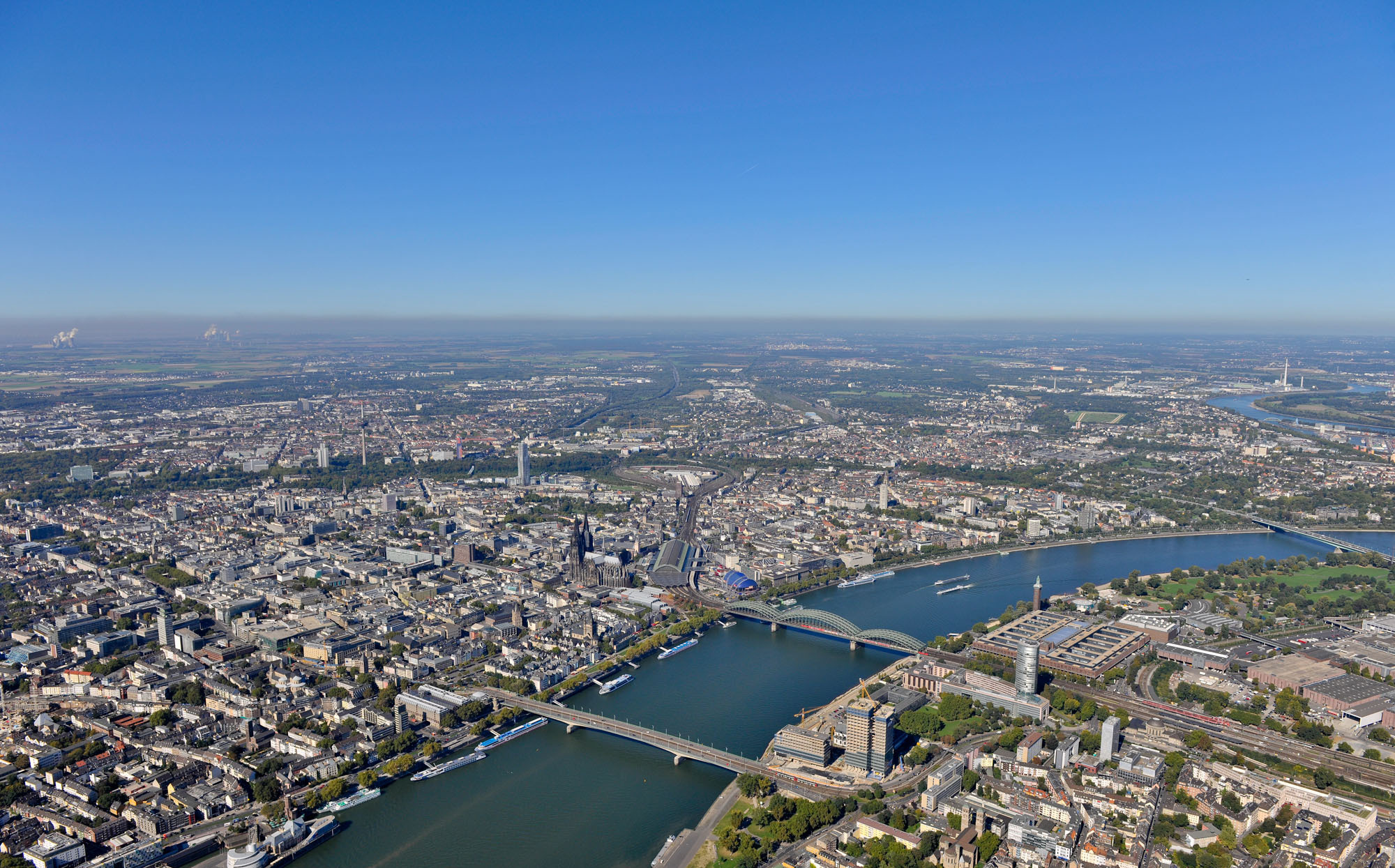
Köln, die größte Stadt am Rhein

An den Ufern des Rheins befinden sich 20 Städte mit über 100.000 Einwohnern. Einige von ihnen gingen aus römischen Siedlungen hervor, wie Basel, Straßburg, Mainz, Koblenz, Bonn, Köln, Neuss, Nimwegen, Utrecht und Leiden. Diese gehören zu den wichtigsten Rheinstädten und liegen alle am linken Ufer, was mit der Rolle des Rheins als Grenze des Römischen Reiches zusammenhängt. Unter den rechtsrheinischen Großstädten finden sich mit Karlsruhe, Mannheim, Wiesbaden und Düsseldorf auffallend viele jüngere Residenzstädte.

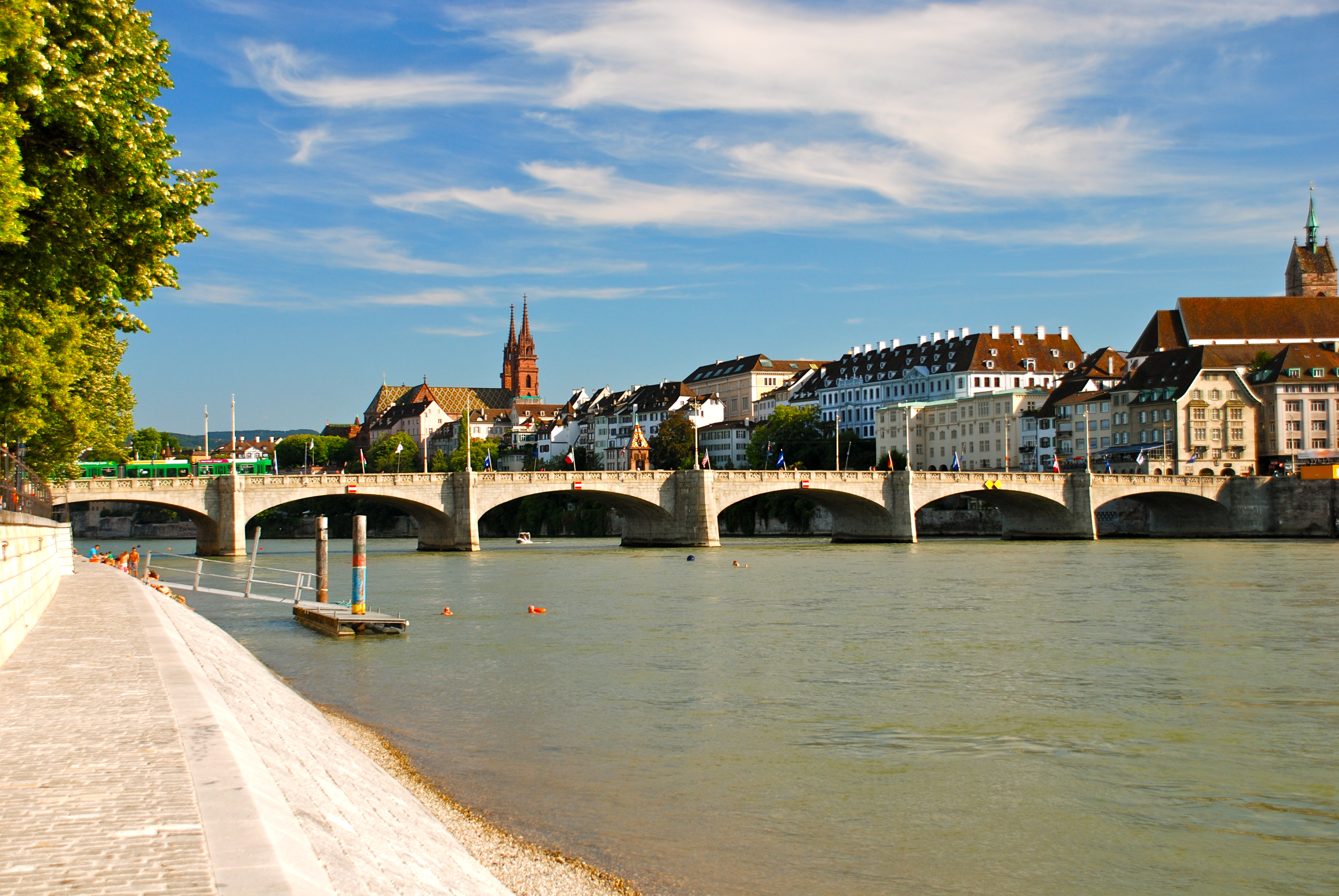
Basel, die größte Schweizer Stadt am Rhein

Die größte Rheinstadt ist Köln mit rund einer Million Einwohnern, gefolgt von Rotterdam und Düsseldorf mit gut 600.000 Einwohnern sowie Duisburg mit knapp 500.000. Über 250.000 Bewohner weisen auch die Städte Utrecht, Bonn, Karlsruhe, Mannheim, Straßburg und Wiesbaden auf. Orte mit staatlichen Hauptstadtfunktionen sind Chur, Vaduz, Bregenz, Schaffhausen, Basel, Wiesbaden, Mainz und Düsseldorf; früher gehörten auch Karlsruhe und Bonn in diese Liste (beide wurden durch bedeutende Bundeseinrichtungen für diesen Verlust entschädigt). Die Regierungssitze dreier Bundesländer Deutschlands liegen also am Rhein. Die Rheingroßstädte sind zumeist Zentren von weitaus größeren unmittelbar zusammenhängenden Siedlungsgebieten (Agglomerationen), die im nächsten Abschnitt behandelt sind.
Die folgenden, auf ganze 1.000 gerundeten Einwohnerzahlen beziehen sich auf den 31. Dezember 2018:
| Rhein-km    | Großstadtgemeinde | Ewz.      | Rheinabschnitt | Ufer des Stadtkerns                                      |
| ----------- | ----------------- | --------- | -------------- | -------------------------------------------------------- |
| 0167        | Basel             | 172.000   | Oberrhein      | L (Grossbasel)                                           |
| 0294        | Straßburg         | 279.000   | Oberrhein      | L (Stadtkern am Zufluss Ill, nicht unmittelbar am Rhein) |
| 0359        | Karlsruhe         | 313.000   | Oberrhein      | R (Stadtkern nicht unmittelbar am Fluss)                 |
| 0425        | Mannheim          | 309.000   | Oberrhein      | R                                                        |
| 0425        | Ludwigshafen      | 171.000   | Oberrhein      | L                                                        |
| 0499        | Mainz             | 217.000   | Oberrhein      | L                                                        |
| 0503        | Wiesbaden         | 278.000   | Oberrhein      | R (Stadtkern nicht unmittelbar am Fluss)                 |
| 0591        | Koblenz           | 114.000   | Mittelrhein    | L                                                        |
| 0655        | Bonn              | 327.000   | Mittelrhein    | L                                                        |
| 0688        | Köln              | 1.086.000 | Niederrhein    | L                                                        |
| 0699        | Leverkusen        | 164.000   | Niederrhein    | R                                                        |
| 0740        | Neuss             | 154.000   | Niederrhein    | L                                                        |
| 0743        | Düsseldorf        | 619.000   | Niederrhein    | R                                                        |
| 0762        | Krefeld           | 227.000   | Niederrhein    | L                                                        |
| 0777        | Duisburg          | 499.000   | Niederrhein    | R                                                        |
| 0884        | Nimwegen          | 176.000   | Delta          | L (Waal)                                                 |
| 1000        | Rotterdam         | 646.000   | Delta          | R (Nieuwe Maas)                                          |
| (Nederrijn) | Arnheim           | 159.000   | Delta          | R (Nederrijn)                                            |
| (Oude Rijn) | Utrecht           | 353.000   | Delta          | R (Oude Rijn)                                            |
| (Oude Rijn) | Leiden            | 125.000   | Delta          | R (Oude Rijn)                                            |

#### Agglomerationen

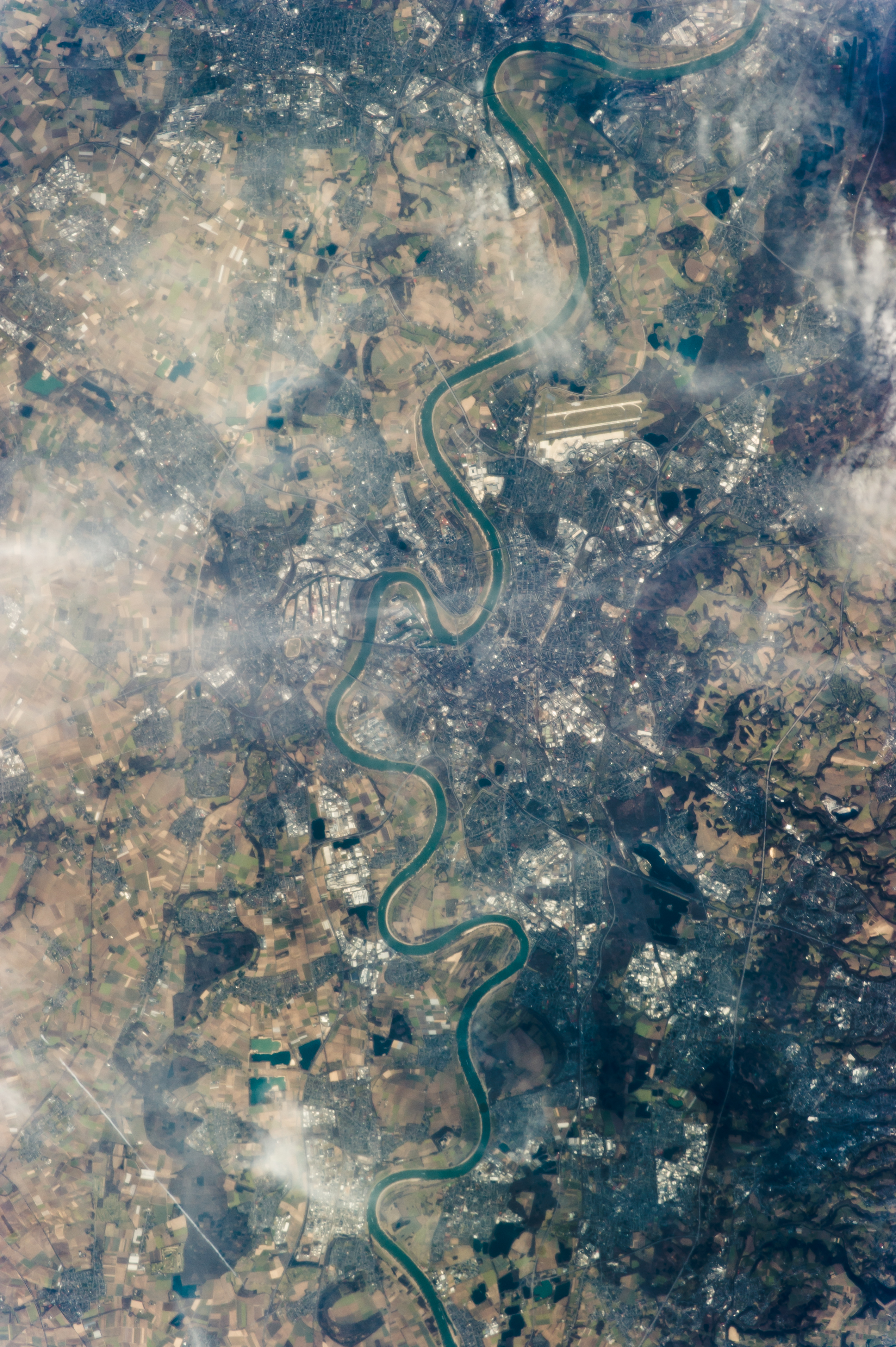
Der Großraum Düsseldorf am Niederrhein aus dem All gesehen

Am Rhein liegen 17 Agglomerationen mit mehr als 100.000 Einwohnern. (Unter Agglomeration soll hier eine zusammenhängende Siedlungsfläche verstanden werden, die von staatlichen oder kommunalen Grenzen durchschnitten ist.) Die drei größten Agglomerationen und mit mehr als einer Million Einwohnern sind das Ruhrgebiet, Köln und Mannheim. Über 500.000 Bewohner weisen mit Bonn, Düsseldorf, Rotterdam, Mainz-Wiesbaden, Basel und Karlsruhe weitere sechs Agglomerationen auf. Die von Straßburg, Utrecht und Koblenz haben über 200.000 Einwohner. Abgesehen vom Ruhrgebiet handelt es sich um monozentrische Agglomerationen. Über Staatsgrenzen hinweg gehen die drei Agglomerationen von Konstanz, Basel und Straßburg. Der Rhein bildet die Hauptentwicklungsachse der Blauen Banane, des zentralen Verdichtungsraums Europas.
| Rhein-km    | Agglomeration   | Ewz.      | Rheinabschnitt          | Größte Gemeinden der Agglomeration                                                                                              |
| ----------- | --------------- | --------- | ----------------------- | --- |
| 0000        | Konstanz        | 111.000   | Seerhein                | Konstanz, Kreuzlingen |
| 0165        | Basel           | 731.000   | Oberrhein               | Basel, Saint-Louis, Huningue, Weil am Rhein, Lörrach, Birsfelden, Allschwil, Binningen, Reinach, Münchenstein, Muttenz, Dornach |
| 0287        | Straßburg       | 475.000   | Oberrhein               | Straßburg, Kehl, Schiltigheim                                                                                                   |
| 0362        | Karlsruhe       | 600.161   | Oberrhein               | Karlsruhe |
| 0425        | Mannheim        | 1.579.252 | Oberrhein               | Mannheim, Ludwigshafen |
| 0500        | Mainz-Wiesbaden | 795.725   | Oberrhein               | Mainz, Wiesbaden, Ingelheim |
| 0591        | Koblenz         | 280.000   | Mittelrhein             | Koblenz, Neuwied, Andernach |
| 0655        | Bonn            | 899.753   | Mittelrhein/Niederrhein | Bonn, Siegburg, Troisdorf |
| 0688        | Köln            | 1.846.241 | Niederrhein             | Köln, Leverkusen, Hürth, Frechen, Brühl, Wesseling                                                                              |
| 0743        | Düsseldorf      | 824.000   | Niederrhein             | Düsseldorf, Neuss, Dormagen, Ratingen                                                                                           |
| 0775        | Ruhrgebiet      | 5.300.000 | Niederrhein             | Duisburg, Wesel, Mülheim an der Ruhr, Essen, Bochum, Dortmund (polyzentrische Agglomeration)                                    |
| 0884        | Nimwegen        | 161.000   | Delta                   | Nimwegen |
| 0975        | Dordrecht       | 195.000   | Delta                   | Dordrecht, Papendrecht, Zwijndrecht                                                                                             |
| 1000        | Rotterdam       | 820.000   | Delta                   | Rotterdam, Schiedam, Vlaardingen, Spijkenisse, Rozenburg                                                                        |
| (Nederrijn) | Arnheim         | 143.000   | Delta                   | Arnheim |
| (Oude Rijn) | Utrecht         | 365.000   | Delta                   | Utrecht, De Bilt, Maarssen |
| (Oude Rijn) | Leiden          | 189.000   | Delta                   | Leiden, Leiderdorp, Voorschoten, Oegstgeest                                                                                     |

#### Mittelstädte und Gemeinden
Zu den bedeutendsten Mittelstädten (20.000–100.000 Einwohner) gehören oberhalb Basels Chur, Bregenz, Konstanz und Schaffhausen, am Oberrhein Kehl, Speyer, Worms und Ingelheim, am Mittelrhein Bingen, Andernach, Neuwied und Königswinter, am Niederrhein Wesseling, Dormagen, Meerbusch, Monheim, Wesel und Emmerich sowie im Delta Dordrecht, Deventer und Zwolle.
Zu den bedeutendsten Gemeinden unter 20.000 Einwohnern gehören Vaduz, Kreuzlingen, Stein am Rhein, Breisach am Rhein, Rüdesheim und Remagen.

## Geologie
Die frühesten bekannten Vorläufer des Rheins (Ur-Rhein) lassen sich in das jüngere Paläogen (Oligozän, vor ca. 30 Millionen Jahren) zurückverfolgen. Einer der ältesten Vorläufer, der Brohler Rhein, begann bei Brohl und mündete bei Bonn ins Meer. Die alten Flusssysteme des Rheinischen Schiefergebirges, das sich vor 300 Millionen Jahren (im Pennsylvanium) aus dem Meer gehoben hatte, sind überwiegend nicht bekannt.
In den nächsten Millionen Jahren verlängerte sich der Ur-Rhein nach Norden hin dadurch, dass das Meer sich langsam zurückzog. Dabei nutzte er die Niederrheinische Bucht (diese gehört zum Westeuropäischen Riftsystem, das sich von Schottland bis zum Mittelmeer zieht) und floss in einem Delta zwischen Roermond und Emden in die Nordsee. Während der Elster-Kaltzeit (vor ca. 500.000 Jahren) und dann später ab der Saale-Kaltzeit (vor ca. 400.000 Jahren) wurde er durch die Eismassen nach Westen abgedrängt. Dabei blieb es. Vor ca. einer Million Jahren senkte sich das Delta. Als während der Elster-Kaltzeit der Kontinentalschelf und damit der Ärmelkanal trocken lag, floss er durch den Ärmelkanal und mündete erst zwischen Cornwall und der Bretagne ins Meer. Er war zu dieser Zeit doppelt so lang wie heute.
Der Ur-Rhein hatte teilweise ein anderes Flussbett. Er floss ab etwa Worms über die Gegend von Alzey mitten durch Rheinhessen und auf die Binger Pforte zu. Die Gegend um Oppenheim und Mainz ließ er dabei rechts liegen.
Nach Süden hin verlängerte sich der Ur-Rhein in den nächsten Millionen Jahren dadurch, dass die Alpen und damit das gesamte südliche Gelände sich ab dem späten Mitteloligozän vor ca. 28 Millionen Jahren nach und nach hoben. Vor ca. 5 Millionen Jahren, zu Beginn des Pliozäns (im jüngsten Neogen) lag der Beginn des Ur-Rheins noch nördlich des Kaiserstuhls. Vor ca. 1,9 Millionen Jahren (Pliozän/Pleistozän) begann der Hochrhein im Alpenvorland, dem Ur-Rhein zuzufließen. Der Hochrhein floss bis dahin nicht Richtung Norden in die Nordsee, sondern bog beim heutigen Basel ab, durchquerte die Burgundische Pforte und mündete in die Rhône und damit letztlich ins Mittelmeer. Während des Cromer-Komplexes vor ca. 730.000 Jahren (Mittelpleistozän) wurden die Wasser des Alpenrheins, die vorher zur Donau geflossen waren, durch die Eismassen des Rheingletschers in Richtung Hochrhein/Bodensee gedrängt. Dadurch verlängerte sich der Rheinlauf letztmals.
Geologische und geomorphologische Vorgänge prägen die Talverläufe und -formen des Rheins. So floss der Ur-Rhein in früheren Erdzeitaltern in Mäandern auf breitem und flachem Talgrund, der noch auf den Rheinhöhen zu erahnen und durch Rheinschotter nachzuweisen ist. Senkungen wie die Kölner Bucht bewirkten, dass der Rhein ins Mittelgebirgsvorland Sand und Schotter ablagerte, und Hebungen wie im Rheinischen Schiefergebirge, dass er sich in Zwangsmäandern eintiefte. Da die Landschaft sich in Schüben hob, bildete er bei Stillstand jeweils einen breiten Talboden aus, in den er sich bei der nächsten Hebung wiederum einschnitt. Flussterrassen in gleicher Höhe beiderseits des Flusses zeigen diese verschiedenen Hebungsphasen an. Die jüngste und niedrigste der Terrassen ist die Inselterrasse im Flusslauf selbst. Im Schotterfächer des Rheins ab der Kölner Bucht unterscheidet man Niederterrasse, Mittelterrasse und Rheinische Hauptterrasse. Außer der Tektonik wirkten bei deren Bildung auch die Unterschiede im Wasserabfluss zwischen den Kalt- und Warmzeiten der Eiszeitalter entscheidend mit.
Der Rhein war mehrfach von Zufluss durch Lava aus der Eifel betroffen. Noch heute steigen im Flussbett des Rheins im Bereich des Neuwieder Beckens Gasblasen aus Mofetten empor, ähnlich wie es im Laacher See zu beobachten ist, was von Vulkanologen auf vulkanische Aktivität unterhalb des Rheins zurückgeführt wird.

## Klima und Hydrologie

### Abfluss bei Rees
| Monatlicher mittlerer Abfluss in m³/s: Rhein bei Rees 1931 – 2023                                                                               |
| --- |
| 3.0002.5002.0001.5001.00050002.262,52.770Jan.2.880Feb.2.720März2.490Apr.2.250Mai2.300Juni2.150Juli1.850Aug.1.670Sep.1.640Okt.1.960Nov.2.470Dez. |
| Durchgehende Linie: Mittlerer Jahresabfluss (MQ) 2262,5 m³/s                                                                                    |
| |
| Quelle: Bundesanstalt für Gewässerkunde Koblenz – dgj-daten.bafg.de                                                                             |

### Hochwasser
Am Oberrhein haben die Länder Baden-Württemberg und Rheinland-Pfalz einige Hochwasserschutzpolder eingerichtet, um Hochwasserspitzen abfangen zu können. Der Polder Ingelheim wurde erstmals am 16. Januar 2011 geflutet.

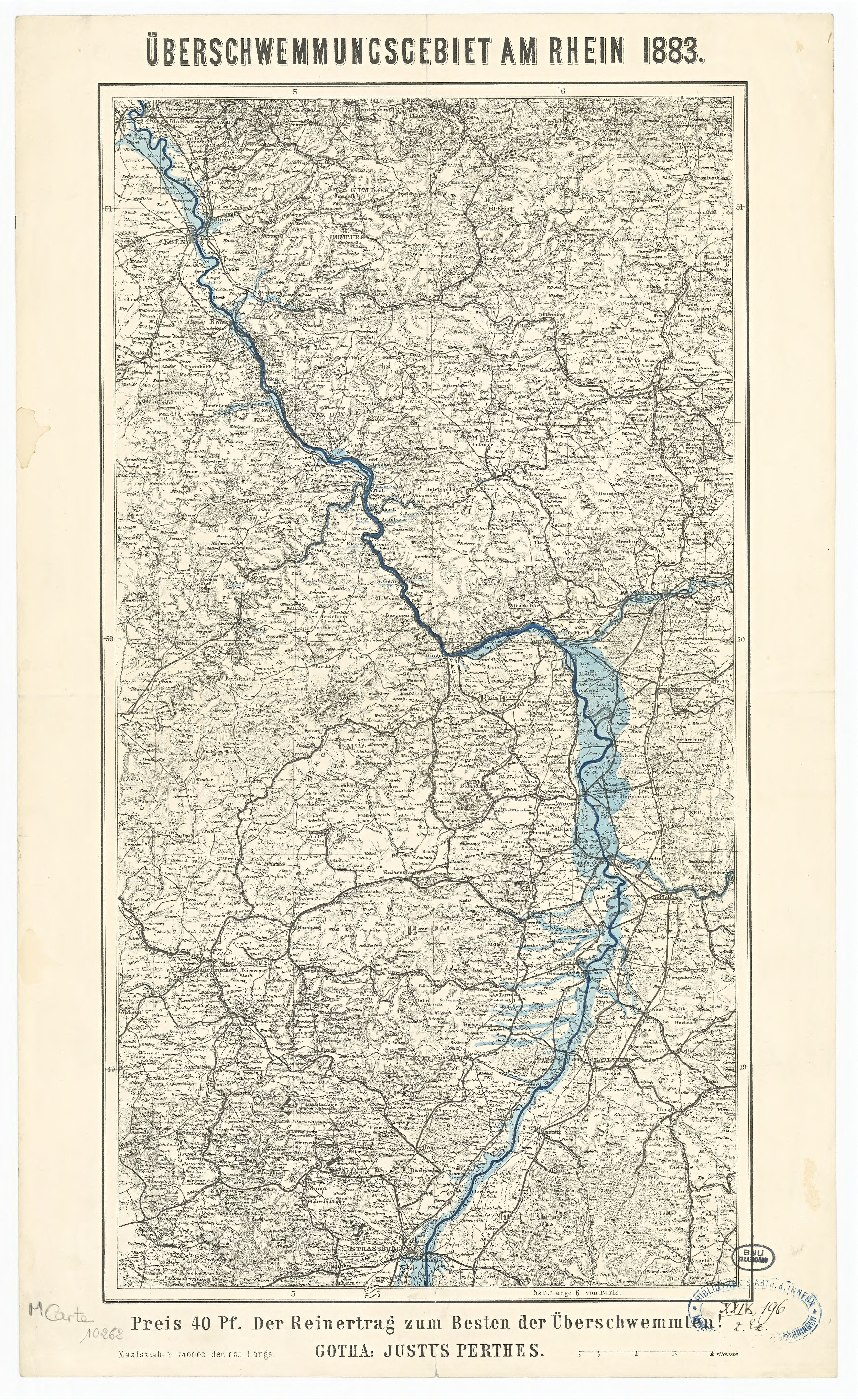
Überschwemmungsgebiet „Jahrhunderthochwasser“ 1882/83
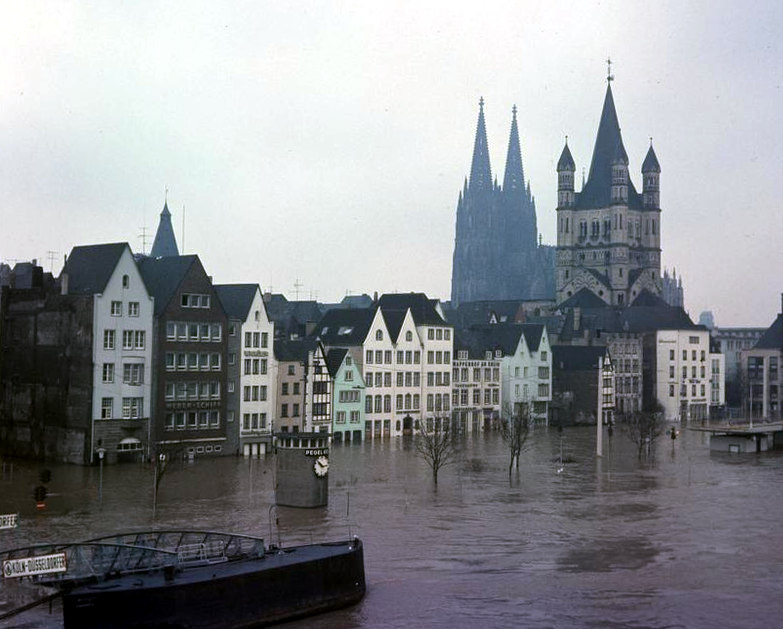
Rheinhochwasser in Köln im Jahr 1970
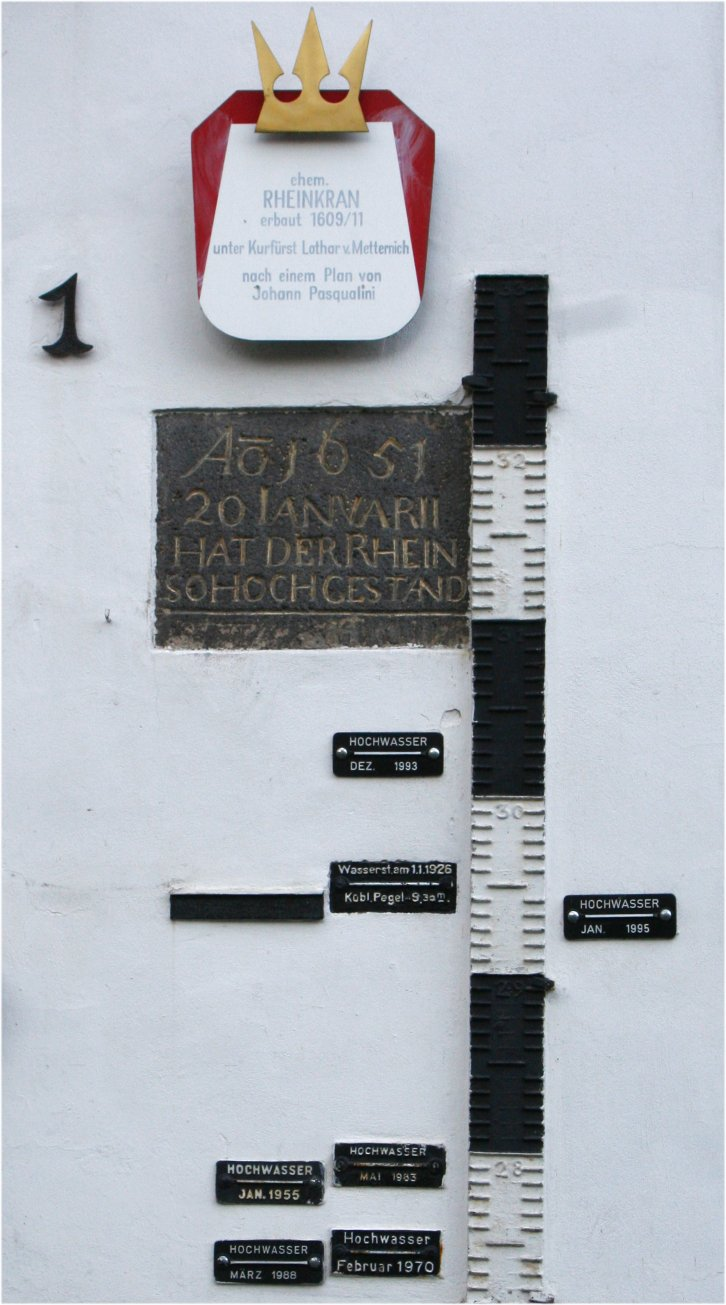
Hochwassermarken am alten Kranhaus in Koblenz
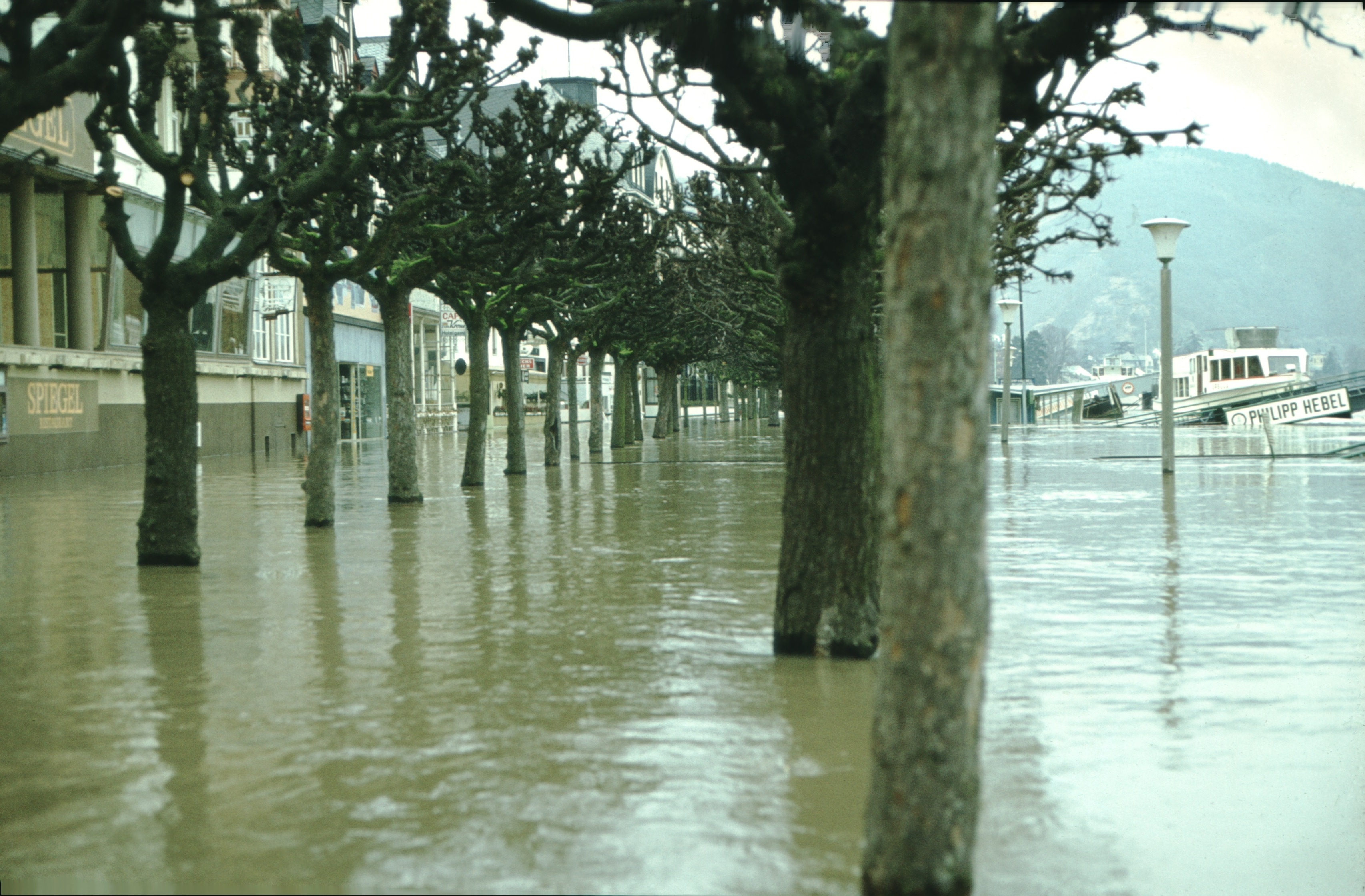
Hochwasser Boppard Rheinanlagen 1980

| Datum                | Pegelstände | Pegelstände | Pegelstände | Pegelstände | Weiteres                                                                                    |
| Datum                | Maxau       | Mainz       | Koblenz     | Köln        | Weiteres                                                                                    |
| -------------------- | ----------- | ----------- | ----------- | ----------- | ------------------------------------------------------------------------------------------- |
| Mittelwert 2001–2020 | 499 cm      | 295 cm      | 237 cm      | 0309 cm     |                                                                                             |
| Januar 2018          | 858 cm      | 639 cm      | 753 cm      | 0878 cm     | in Verbindung mit Sturmtief Burglind                                                        |
| Juni 2013            | 870 cm      | 682 cm      | 635 cm      | 0765 cm     |                                                                                             |
| Januar 2011          | 735 cm      | 649 cm      | 752 cm      | 0890 cm     |                                                                                             |
| August 2007          | 857 cm      | 531 cm      |             |             |                                                                                             |
| Januar 2004          | 830 cm      | 580 cm      | 658 cm      | 0795 cm     |                                                                                             |
| Januar 2003          | 748 cm      | 640 cm      | 818 cm      | 0971 cm     |                                                                                             |
| März 2002            | 742 cm      | 631 cm      | 725 cm      | 0860 cm     |                                                                                             |
| März 2001            | 797 cm      | 663 cm      | 803 cm      | 0938 cm     |                                                                                             |
| Februar/März 1999    | 853 cm      | 672 cm      | 753 cm      | 0888 cm     |                                                                                             |
| Mai 1999             | 884 cm      | 582 cm      |             |             | höchstes bisher gemessenes Hochwasser am Oberrhein                                          |
| November 1998        | 779 cm      | 626 cm      | 803 cm      | 0948 cm     |                                                                                             |
| Januar 1995          | 845 cm      | 703 cm      | 921 cm      | 1069 cm     |                                                                                             |
| Mai 1994             | 834 cm      | 506 cm      |             |             |                                                                                             |
| Dezember 1993        | 749 cm      | 677 cm      | 946 cm      | 1063 cm     |                                                                                             |
| Dezember 1991        | 823 cm      | 534 cm      |             |             |                                                                                             |
| Februar 1990         | 855 cm      | 630 cm      |             | 0863 cm     |                                                                                             |
| März 1988            | 845 cm      | 770 cm      | 861 cm      | 0995 cm     |                                                                                             |
| Juni 1987            | 823 cm      | 704 cm      |             |             |                                                                                             |
| Mai 1983             | 859 cm      | 704 cm      | 877 cm      | 0996 cm     |                                                                                             |
| April 1983           | 847 cm      | 706 cm      | 868 cm      | 0984 cm     |                                                                                             |
| Februar 1980         | 841 cm      | 685 cm      |             | 0931 cm     |                                                                                             |
| Mai 1978             | 847 cm      |             |             | 0764 cm     |                                                                                             |
| Februar 1970         |             | 737 cm      | 861 cm      | 0987 cm     |                                                                                             |
| Januar 1955          |             | 694 cm      | 863 cm      | 0970 cm     |                                                                                             |
| Januar 1926          |             |             | 930 cm      | 1069 cm     |                                                                                             |
| Dezember 1882        |             |             |             | 1052 cm     |                                                                                             |
| November 1882        |             | 795 cm      | 920 cm      |             | höchstes bisher gemessenes Hochwasser in Mainz                                              |
| Januar 1833          |             | 793 cm      |             | 0994 cm     |                                                                                             |
| 1816                 |             |             |             |             | Überschwemmungen am Niederrhein, was im Folgejahr zu einer Hungersnot führte.               |
| 27. Februar 1784     |             |             |             | 1384 cm     | mit Eisstau                                                                                 |
| 1374                 |             |             |             | 1152 cm     |                                                                                             |
| Juli 1342            |             |             |             |             | Magdalenenhochwasser 1342 „Das gewaltigste Hochwasser in historischer Zeit in Mitteleuropa“ |

### Niedrigwasser

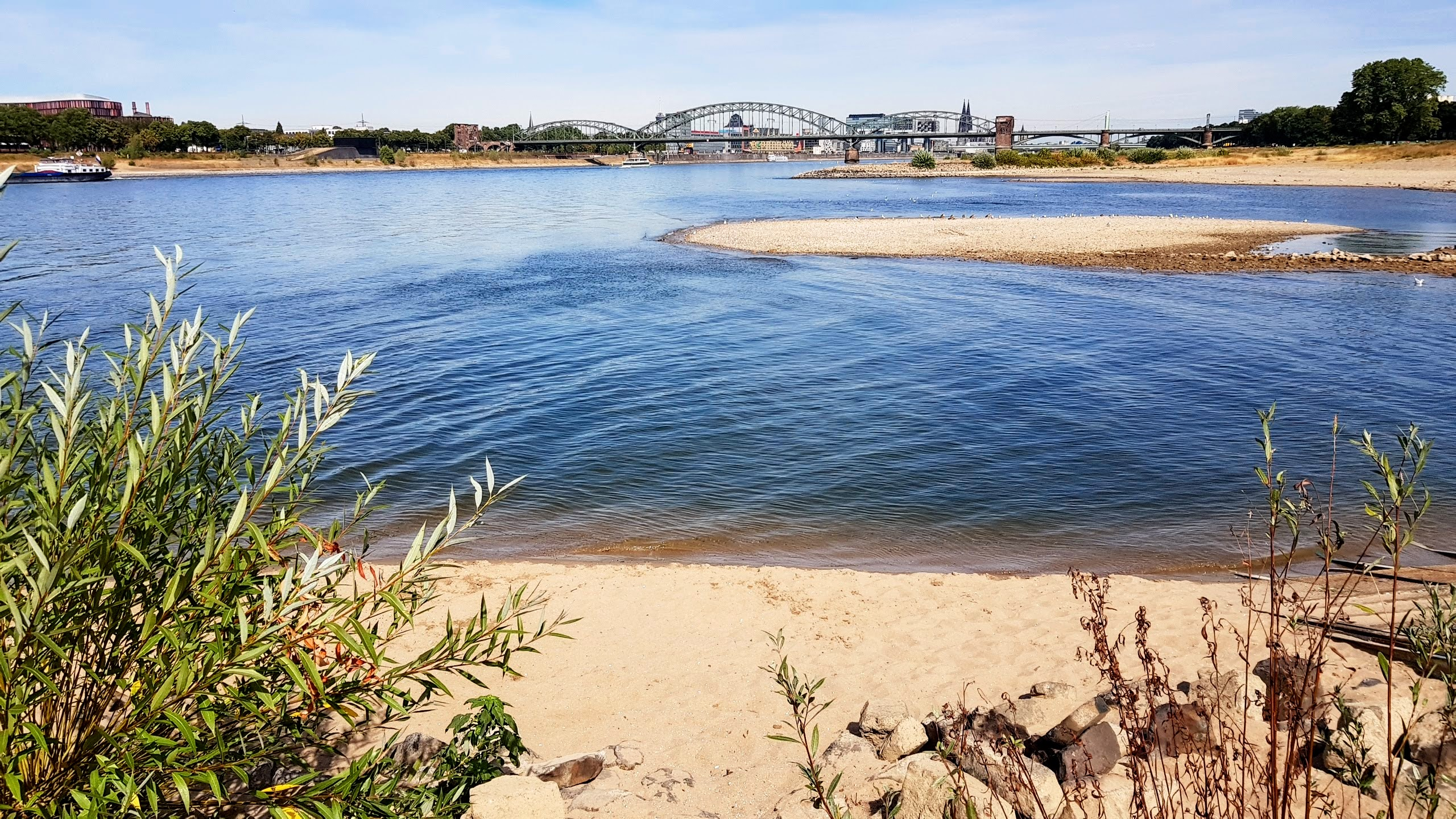
Niedrigwasser mit Strand- und Inselbildung, Köln, August 2018

- August 2022, Tiefststände: Pegel bei Emmerich am 17. August 2022 bei −0,02 m;[45] Pegel bei Kaub am 15. August bei 0,31 m[46]
- Oktober 2018, Tiefststände: Pegel Koblenz am 22. Oktober 2018: 0,17 m; Köln am 23. Oktober 2018: 0,67 m[47]
- November 2011, Pegelstand in Koblenz am 28. November: 0,38 m,[47] in Kaub am 30. November: 0,47 m
- April/Mai 2011, 90-jähriger Mai-Tiefststand (Köln): 1,25 m,[48] historischer Tiefststand in Düsseldorf: 1,07 m[49]
- Sept./Okt. 2009 (Rhein gesamt), Pegelstand in Koblenz: 0,93 m
- September 2003 (Rhein gesamt), historischer Tiefststand, Pegelstand in Kaub: 0,35 m; in Mainz 1,24 m;[50] in Köln 0,80 m[48][51]
- November 1997 (Rhein gesamt), Pegelstand in Koblenz: 0,87 m
- Oktober 1985 (Rhein gesamt), Pegelstand in Koblenz: 0,72 m
- Jahrhundertsommer 1976: „Europas große Dürre“, extreme Trockenheit, ausgetrocknetes Land, verdorrte Äcker, niedrige Pegelstände, Vieh muss notgeschlachtet werden, bis 38°[52][53]
- Dezember 1962 Oberrhein Pegelstand Mainz: 1,17 m
- November 1947 Oberrhein, Pegelstand in Mainz: 1,10 m.[54]
- Januar 1947 (Rhein gesamt), Pegelstand in Koblenz: 0,43 m

Das Tiefstwasser im Spätherbst 2011 führte in Koblenz am 4. Dezember zur größten Evakuierung seit dem Zweiten Weltkrieg, weil im Rhein unter anderem eine britische 1,8-Tonnen-Luftmine entdeckt und entschärft wurde.
Eine alljährlich wiederkehrende meteorologische Erscheinung, die in der zweiten Novemberhälfte vermehrt Regenwetterlagen hervorruft, ändert den Wasserstand regelmäßig deutlich. Diese Erscheinung wird auch Adventswasser genannt.
Die Niedrigwasserereignisse können z. T. große wirtschaftliche Auswirkungen haben, da der Warentransport über den Fluss erschwert und verteuert wird oder ganz unmöglich werden kann. Insgesamt wurde geschätzt, dass das Niedrigwasser im Rhein während der Dürre 2018 in Deutschland einen volkswirtschaftlichen Schaden von ca. 12. Mrd. Euro verursachte, die Dürre 2022 einen Schaden von 8 Mrd. Euro.

### Eisbildung

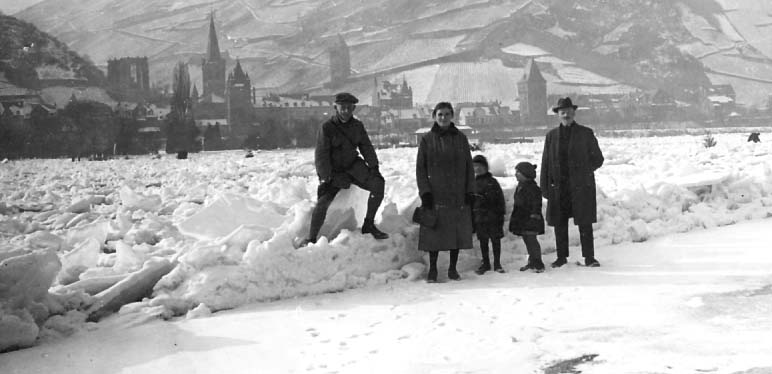
Eisgang bei Bacharach 1929

In der Vergangenheit fror der Rhein immer wieder ganz oder teilweise zu (Eisgang). Im Winter 1783/84 mit anschließendem Temperatursturz führte dies zu gewaltigen Katastrophen (s. o. Hochwasser). Im Jahr 1929 war der Fluss fast auf seiner gesamten Länge zugefroren. Der Wiesbadener Filmpionier Georg Dengel hielt dieses Naturschauspiel mit seinem Dokumentarfilm Der Rhein in Eisfesseln fest. 1947 zerstörte Treibeis die hölzerne Behelfsbrücke in Neuwied. 1954 staute sich das Eis von Oberwesel bis Mainz. Während der Kältewelle im Februar 1956 staute sich das Eis von der Loreley über Bingen hinaus auf einer Strecke von 40 km.
Im Winter 1962/63 war der Rhein das letzte Mal streckenweise zugefroren. An der Loreley staute sich das Eis so stark, dass keine Eisbrecher mehr durchkamen; es wurde gesprengt. Auf der Waal waren oberhalb von Zaltbommel mehrere Schiffe mitten im Strom festgefahren. Da die Niederländer fürchteten, dass beim Losbrechen des Eisstaus die Schiffe die Brücke von Zaltbommel zum Einsturz bringen könnten, sollten die Schiffe gesprengt werden. Im letzten Moment konnten Eisbrecher die Schiffe befreien. In der zweiten Hälfte des 20. Jahrhunderts wurden diese Ereignisse durch die zunehmende Einleitung von Abwässern, durch die Abwärme im Kühlwasser von Wärmekraftwerken (zum Beispiel Kernkraftwerk Leibstadt, Kernkraftwerk Fessenheim (bis 2020), Kernkraftwerk Philippsburg (bis 2019)) und durch die globale Erwärmung immer seltener. In kalten Wintern kommt es wegen der geringeren Strömungsgeschwindigkeit im niederländischen Fahrgebiet manchmal noch zur Eisbildung.
Als es noch keine Kühlschränke gab, wurden Eisblöcke aus dem Rhein in Stroh verpackt in Felsenkellern gelagert und im Sommer verkauft. Auch Kirmesfeste fanden auf dem Rhein statt, und man nutzte die Eisdecke, um mit Fuhrwerken zum anderen Ufer zu gelangen.
Gefährlich werden Eisstaus, wenn die oberhalb liegenden Orte durch Hochwasser gefährdet werden oder wenn sich das Eis in Bewegung setzt. Dies kann Zerstörungen im Uferbereich verursachen und Brücken beschädigen oder zerstören.

## Umwelt

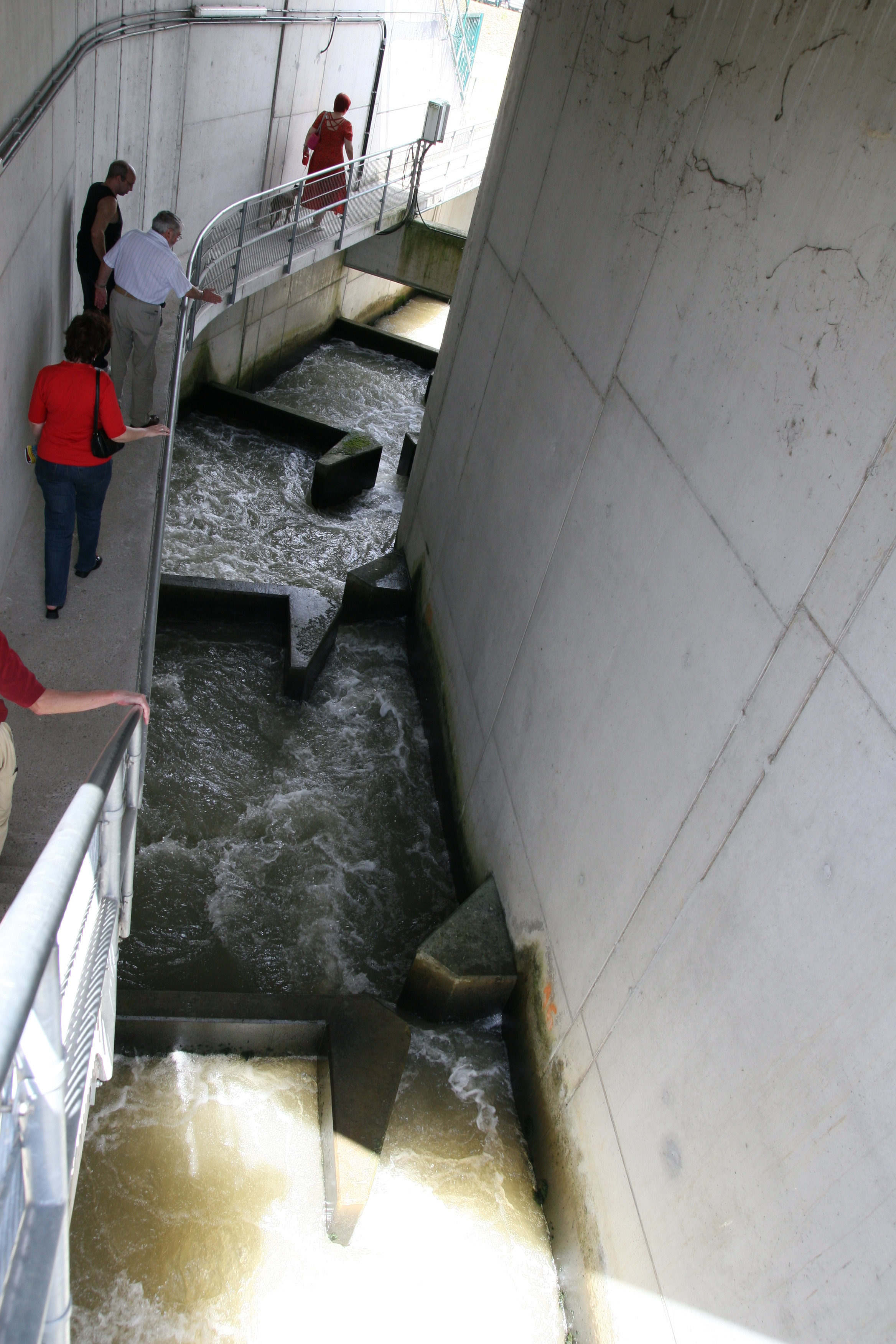
Fischtreppe an der Staustufe Iffezheim

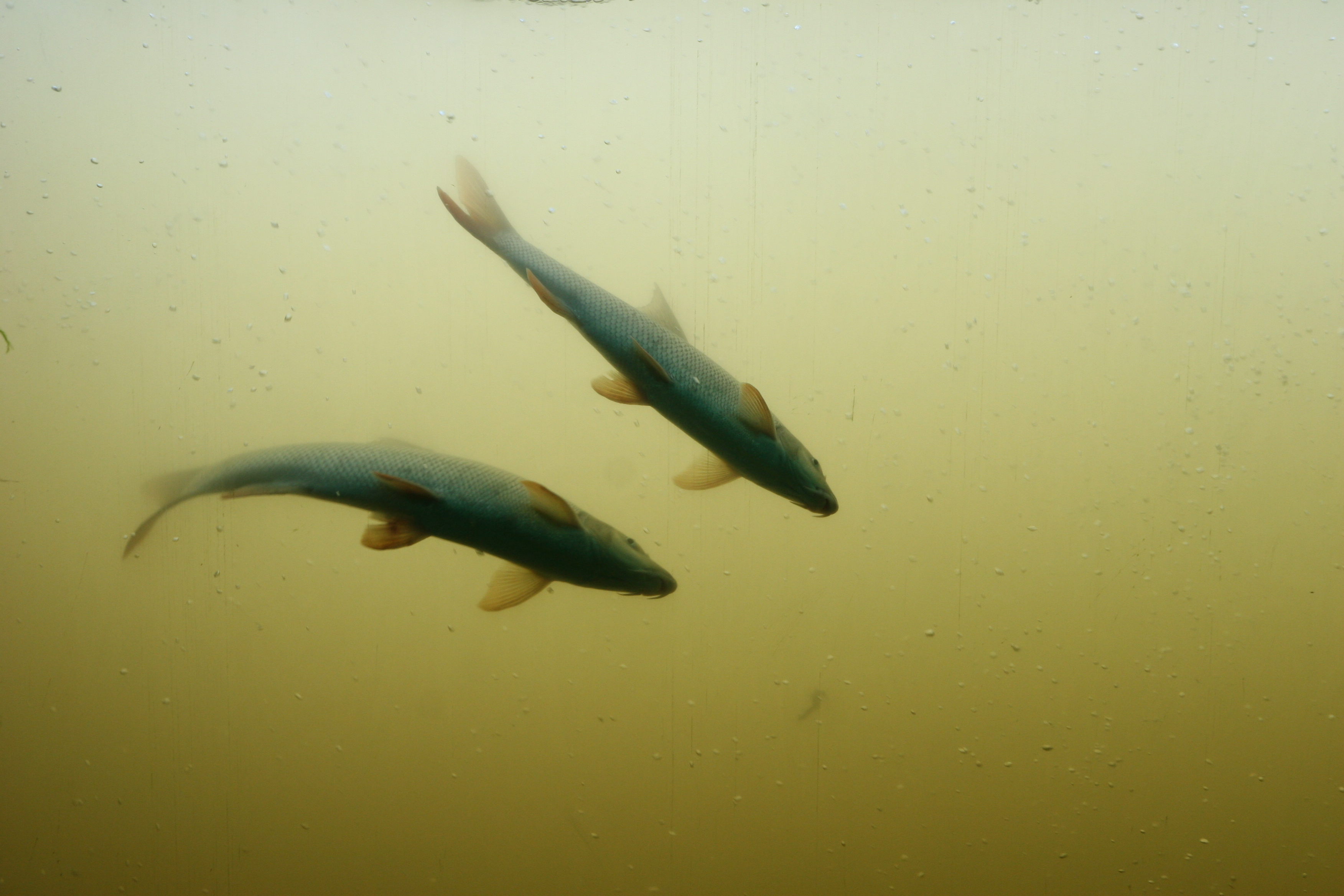
Barben hinter einem Kontrollfenster am Iffezheimer Fischpass

### Fauna
Einen Gesamtüberblick über die Fauna des Rheins und ihre Veränderungen im Verlauf der Zeit gibt es nicht. Im Vergleich zu heute kann man für die Zeit vor den großen Begradigungen und Uferverbauungen und vor den starken anorganisch- und organisch-chemischen Belastungen infolge Industrie und verstärktem Bevölkerungsanstieg, d. h. bis etwa in die Mitte des 19. Jahrhunderts, von einer deutlich reichhaltigeren einheimischen Fauna ausgehen, der praktisch keine durch den Menschen verursachten Einschleppungen (Neozoen) beigemischt waren. Diese Letzteren sind in der zweiten Hälfte des 20. Jahrhunderts und vor allem ab Beginn der 1990er Jahre besonders augenfällig geworden und haben dazu geführt, dass die Mehrzahl der Steine besiedelnden größeren Wirbellosenarten eingeschleppte Formen darstellen. Darunter fallen zum Beispiel die zahlreichen bei Niedrigwasser beobachtbaren Vertreter der Asiatischen Körbchenmuschel.

#### Wirbellose
Die Arten größerer Wirbellosen (das tierische Makrobenthos) sind von größenordnungsmäßig rund 160 Arten im Niederrhein um das Jahr 1900 auf rund 25 Arten im Jahre 1971 zurückgegangen und haben sich erst ab den 1980er Jahren wieder deutlich erholt. Sie erreichten gegen 2000 wieder um die 130 Arten. Hinzu kamen während des 20. Jahrhunderts zunehmend mehr eingeschleppte Arten, die um 1998 bereits rund 20 zusätzliche, teilweise massenhaft vorkommende Arten darstellen. Von der Biomasse her dominieren sie die Fauna des tierischen Makrobenthos im Rhein.

#### Fische
Zurzeit beherbergt der Rhein wieder 63 Fischarten, lediglich der Stör fehlt. Alle auffindbaren Fische sind essbar. Durch den Bau von Fischtreppen an den Wehren können auch wieder Wanderfische wie Lachs und Meerforelle bis zum Oberrhein und in die Nebenflüsse aufsteigen und dort laichen. Auch die Artenvielfalt von Muscheln, Schnecken und Insekten hat zugenommen, es sind Neueinwanderer darunter.
Den Hauptanteil an den Fischarten haben: Rotauge, Stint, Hecht, Wels, Neunauge, Äsche, Barbe, Döbel, Aal, Ukelei, Flussbarsch und Brachse. Neu eingewanderte Arten sind: Sonnenbarsch und Zander sowie die aus der Donau stammende Marmorierte Grundel und der Weißflossengründling. Der Schneider am Oberrhein und Flunder und Quappe am Niederrhein haben ihre Bestände vergrößert. Der Lachs vermehrt sich seit 1994 in einigen Nebenflüssen zunehmend natürlich. Die Anzahl der Kleintiere lag im Jahr 2000 fast so hoch wie vor 100 Jahren.
Im Niederrhein wurden seit etwa 1800 immer etwa 33 bis 39 einheimische Fischarten gefunden, wobei die unterste Zahl in der Zeit um 1910 bis 1950 auftrat. Der Anteil der eingeführten gebietsfremden Fischarten vergrößerte sich dabei von ursprünglich ein bis zwei Arten im 19. Jahrhundert auf etwa elf Arten in den 1990er Jahren.

#### Wasservögel

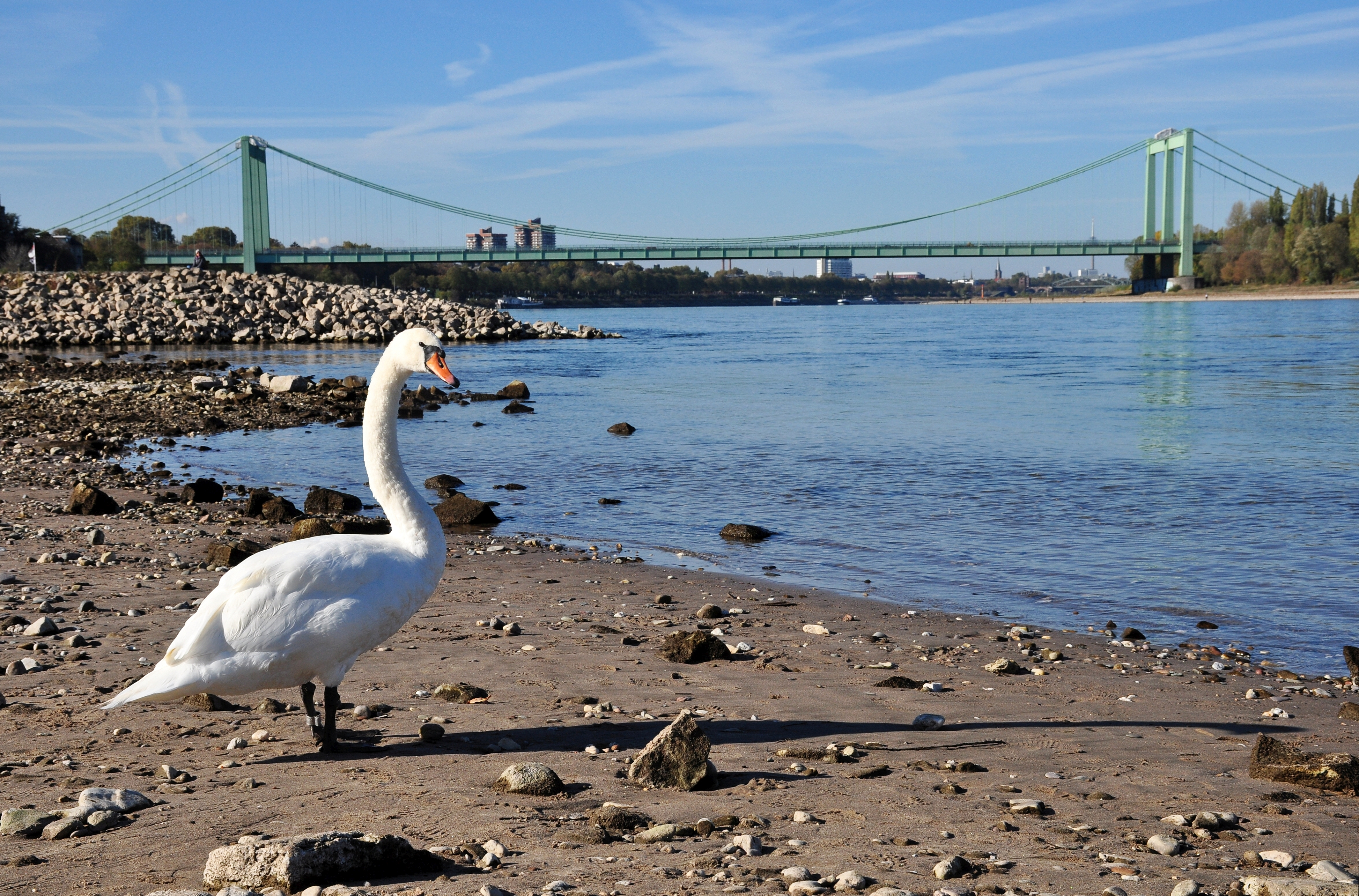
Köln: Schwan vor der Rodenkirchener Autobahnbrücke bei Extrem-Niedrigwasser im Herbst 2018

Der Rhein ist vom Bodensee bis zu seiner Mündung ein wichtiges Rast- und Überwinterungsgebiet. Er dient auch anderen Vogelarten als Leitlinie beim Vogelzug.
Der Winterbestand an Wasservögeln betrug im Jahr 2000 etwa zwei Millionen Exemplare, verteilt auf 42 Arten. Die wichtigsten Arten sind:
- Pflanzenfresser: Blässhuhn, Blässgans und Stockente
- Muschelfresser: Reiher- und Tafelente
- Fischfresser: Haubentaucher und Kormoran, weniger als fünf Prozent des Gesamtbestandes

### Biotoptypen

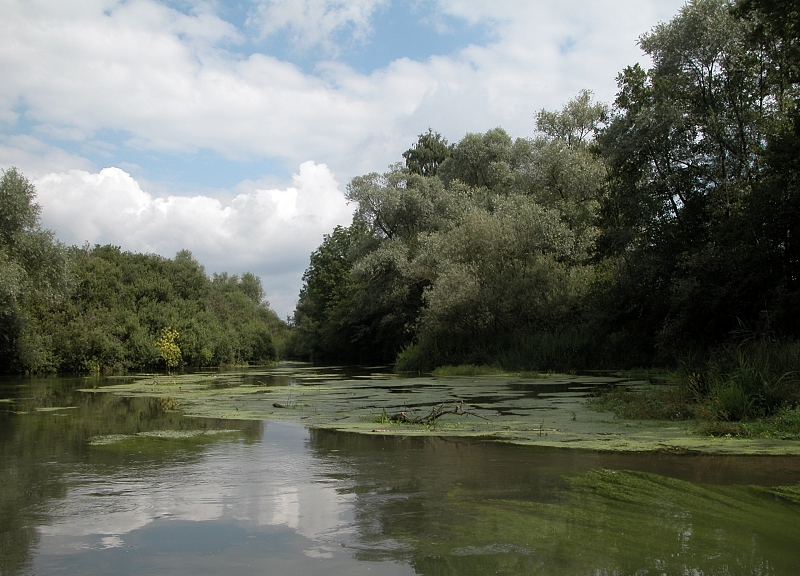
Auwald an einem Altrheinarm im Naturschutzgebiet Taubergießen, Baden-Württemberg

- Aquatischer und amphibischer Bereich der Fließgewässer
- Natürliche Auengewässer
- Sümpfe, Röhrichte und Uferstaudenfluren
- Grünland
- Trockenbiotope
- Auwälder in aktuellen Überschwemmungsbereichen

### Schutzgebiete

#### Natura 2000
Das Rheintal ist auf großen Streckenabschnitten Bestandteil des europäischen Schutzgebiets-Netzwerks Natura 2000, das aus Flora-Fauna-Habitat-Gebieten und europäischen Vogelschutzgebieten besteht.

#### Großschutzgebiete
In den Niederlanden liegt der Nationalpark De Biesbosch am Zusammenfluss von Rhein und Maas.
In Deutschland grenzen einige Naturparks an den Rhein: der Naturpark Südschwarzwald am Hochrhein, der Geo-Naturpark Bergstraße-Odenwald am Oberrhein, am Mittelrhein der Naturpark Rhein-Taunus, der Naturpark Nassau, der Naturpark Rhein-Westerwald, Naturpark Siebengebirge und Naturpark Rheinland.

#### Naturschutzgebiete

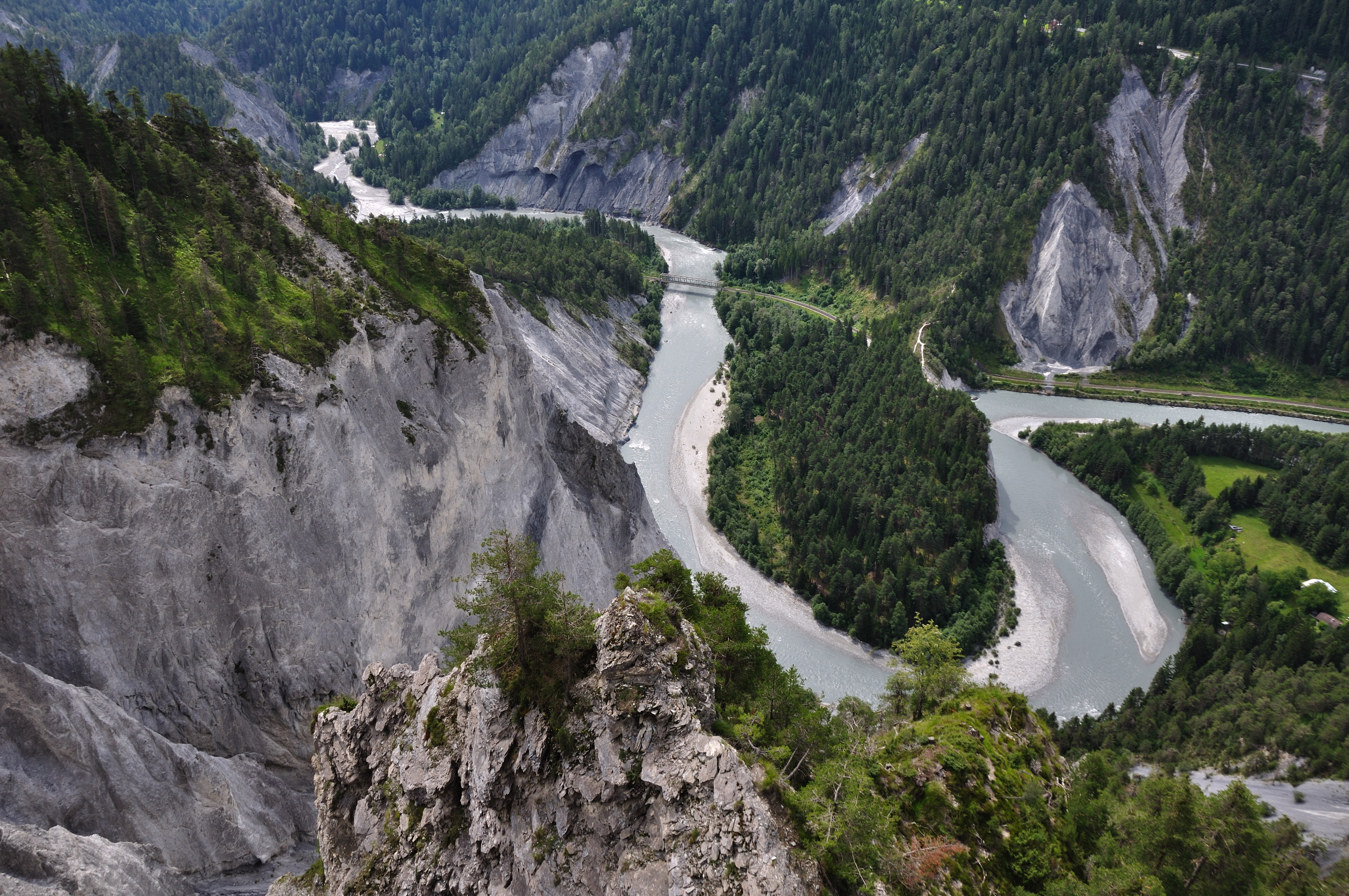
Rheinschlucht (Ruinaulta) bei Versam

Entlang des Rheins liegen zahlreiche Naturschutzgebiete. Von besonderer Bedeutung sind beispielsweise die 13 km lange Rheinschlucht des Vorderrheins, das Rheindelta in Vorarlberg, das mit dem Europadiplom ausgezeichnete Naturschutzgebiet Wollmatinger Ried-Untersee-Gnadensee am Seerhein und die Taubergießen am Oberrhein.

#### Ramsar-Gebiete
Entlang des Rheins befinden sich mehrere Feuchtgebiete von internationaler Bedeutung (Ramsar-Gebiete). Unter anderem sind das Bodensee-Rheindelta in Österreich, das grenzüberschreitende Gebiet Oberrhein zwischen Weil am Rhein und Karlsruhe in Frankreich und Baden-Württemberg, die Rheinauen zwischen Eltville am Rhein und Bingen am Rhein in Hessen und Rheinland-Pfalz, der Untere Niederrhein in Nordrhein-Westfalen sowie mehrere Gebiete im Rheindelta in den Niederlanden nach der Ramsar-Konvention geschützt.

### Verschmutzung

#### Plastikfracht
Der Rhein wurde 2014 als vermutlich erster Meereszufluss weltweit auf seine Kontamination durch Plastikpartikel untersucht. Bereits im Tomasee werden 270 Kunststoffpartikel in Filtrat von 1.000 Litern aus der Rheinquelle gefunden. Mittels Infrarotspektroskopie konnten zehn Kunststoffarten identifiziert werden. Rund 80 Prozent der Partikel waren Polypropylen und 10 Prozent Polyethylen. Die restlichen 10 Prozent waren überwiegend Polystyrol, PVC und ABS. Das Forschungsteam um Andreas Fath (Hochschule Furtwangen) schätzte, dass der Rhein mindestens acht Tonnen jährlich in die Nordsee befördert.
2015 untersuchten Forscher der Universität Basel das Rheinwasser. Die gemessenen Konzentrationen lagen mit durchschnittlich 892.777 Partikeln pro Quadratkilometer bei den höchsten bisher weltweit: Am Rheinknie bei Basel noch unter der im Genfersee (220.000 Partikel/km², zwischen Basel und Mainz 202.900 Partikel/km²), im Bereich Rhein-Ruhr jedoch zehnfach höher, bei im Mittel 2,3 Millionen Partikel/km². Die Spitze lag mit 3,9 Mio. Partikel/km² 15 Kilometer vor der niederländischen Grenze bei Rees. Hochgerechnet ergebe die Plastikfracht des Rheins ins Meer 191 Mio. Partikel/km², ca. zehn Tonnen pro Jahr. Als auffällig wurde bezeichnet, dass neben Faser- und Fragmentteilchen vor allem Plastikkügelchen gefunden wurden, was auf einen industriellen Einleiter unbekannter Herkunft hinweise.
Am 15. September 2018 wurde zum ersten Mal der Rhine Cleanup Day veranstaltet. Freiwillige sammelten am Rheinufer Müll.

#### Schadstoffbelastung
| Schadstoff       | 1985   | 1992   | 2000   |
| ---------------- | ------ | ------ | ------ |
| Ammonium-N2      | 37.000 | 16.800 | 6.800  |
| AOX              | 4.675  | 890    | 1.100  |
| Blei             | 550    | 330    | 250    |
| Cadmium          | 9      | 5,9    | 5,1    |
| Chrom            | 500    | 220    | 150    |
| Phosphor (total) | 32.000 | 13.000 | 13.000 |
| Quecksilber      | 6      | 3,2    | 1,6    |
| Zink             | 3.600  | 1.900  | 1.400  |

Die Schadstoffbelastung des Rheins hat seit etwa 1960 kontinuierlich abgenommen. Dies ist zum einen auf die systematische Abwasserreinigung durch den Bau von Kläranlagen zurückzuführen und zum anderen auf die Tatsache, dass die Industrie immer weniger mit Chemikalien und Schwermetallen belastete Abwässer in den Rhein einleitet.  Trotz der deutlichen Reduzierung der Gewässerbelastung durch Haushalts- und Industrieabwässer transportiert der Rhein noch immer Schwermetalle und Chemikalien wie Pestizide in Richtung Nordsee und belastet damit die Trinkwasserversorgung der Rheinanlieger. Die in der Tabelle angegebenen Werte beziehen sich auf die Messstelle Bimmen am Niederrhein. Diese Daten werden von der Internationalen Kommission zum Schutze des Rheins (IKSR) veröffentlicht.
Am 1. November 1986 ereignete sich der Großbrand von Schweizerhalle. In einer Lagerhalle der Firma Sandoz in Schweizerhalle bei Basel am Rhein brach ein Feuer aus; mit dem Löschwasser gelangten Chemikalien (insbesondere Phosphorsäureester und Quecksilberverbindungen) in den Rhein und vernichteten dort einen großen Teil des tierischen und pflanzlichen Lebens. Flora und Fauna erholten sich in den folgenden Monaten und Jahren; Hochwasser trugen dazu besonders bei. Durch den verstärkten Aus- und Neubau von Kläranlagen und weitere Maßnahmen zum Gewässerschutz hat sich die Rheinbiozönose wieder erholt, war danach aber stärker von Neozoen besiedelt als zuvor. Als Folge dieses Unfalls wurde die Löschwasserrückhalterichtlinie erlassen. Sollte dennoch eine Schadenslage auftreten, wird Rheinalarm ausgelöst.
Andere den Rhein belastende Giftstoffe, zum Beispiel Mikroverunreinigungen durch Pestizide und Rückstände von Medikamenten, Kosmetika und Reinigungsmitteln, sind in der Tabelle nicht berücksichtigt. So trägt der Rhein bei Basel über ein ganzes Jahr betrachtet unter anderem mehr als 42 Tonnen des Süßstoffs Acesulfam oder rund 13 Tonnen des Antidiabetikums Metformin in Richtung Nordsee. Greenpeace hat nach Messungen besonders in der Nähe von Industriegebieten (Dormagen, Krefeld) erhöhte Mengen an Mikroplastik gefunden. Pro Jahr trägt der Rhein mit schätzungsweise 473 Tonnen Mikroplastik zu dem Plastikmüll in den Ozeanen bei.

### Klimawandel
Langjährige Untersuchungen zeigen einen deutlichen Zusammenhang der Wassertemperaturen im Rhein mit den Lufttemperaturen in seinem Einzugsgebiet. Besonders hohe Lufttemperaturen, wie zum Beispiel in den Sommern 2003 und 2006, spiegeln sich in den Wassertemperaturen wider. Von 1978 bis 2011 stieg die Wassertemperatur im Schnitt um etwa 1 bis 1,5 °C an. Der Anstieg war nicht gleichmäßig; besonders ausgeprägt war er in den Jahren 1987 bis 1989. Dies wurde durch die Nordatlantische Oszillation (NAO), die zu der Zeit besonders stark war, verursacht. Die NAO sorgt dafür, dass im Winter warme Meeresluft nach Westeuropa einströmt. Die Kraftwerke, die Wärme einleiten, heizen das Wasser zusätzlich auf. Rund 60 % der genehmigten Wärmeeinleitungen erfolgen über den Rhein, insbesondere auf einem kurzen Stück zwischen Karlsruhe und Worms. Die Temperaturerhöhung bis Mainz kommt hauptsächlich von den Wärmeeinleitungen auf dieser Strecke und nur zu einem kleinen Teil von der natürlichen Erwärmung. Die großen Nebenflüsse Neckar, Main und Mosel tragen in den Winter- und Herbstmonaten überwiegend zu einer geringen Entlastung bei, während in den Sommermonaten keine Entlastung messbar ist. Außerdem gibt es mehr Tage mit Wassertemperaturen von über 22 °C oder über 25 °C. In den 2000er Jahren waren es deutlich mehr als in den Jahrzehnten davor. Die Temperatur des Flusses wird nach wissenschaftlichen Berechnungen in den kommenden Jahren weiter ansteigen. In einer länderübergreifenden Untersuchung analysierten die Bundesanstalt für Gewässerkunde (BfG) und das niederländische Forschungsinstitut Deltares die möglichen Veränderungen des Rheinwassers im Kontext des globalen Temperaturanstiegs. Grundlage waren umfangreiche Modellierungen zur langfristigen Entwicklung von Luft- und Wassertemperatur sowie hydrologischen Parametern. Die Studie entstand im Rahmen der Internationalen Kommission zum Schutz des Rheins (IKSR).
Schon bis zur Mitte des 21. Jahrhunderts rechnen die Forscher mit einem Temperaturanstieg des Wassers um 1,1 bis 1,8 Grad. Doch im Zeitraum bis 2100 könnten die mittleren Jahrestemperaturen des Rheins – gemessen am Vergleichszeitraum 1990–2010 – um bis zu 4,2 Grad höher liegen. Besonders betroffen: die südlichen Rheinabschnitte zwischen der Schweiz und Karlsruhe, wo sich die Erwärmung besonders stark niederschlagen dürfte.

## Wirtschaftliche Nutzung

### Trinkwasser
Viele Städte entnehmen Wasser aus dem Rhein zur Trinkwassergewinnung, dabei handelt es sich meist um Uferfiltrat wie bei dem Wasserwerk Koblenz-Oberwerth oder dem Wasserwerk auf der Petersaue, das die Stadt Mainz versorgt. Die Niederlande sind darauf besonders angewiesen.
Es gibt Verfahren mit einem System von Schluckbrunnen und Förderbrunnen wie im Wasserwerk Schierstein, das an der Wasserversorgung Wiesbadens einen erheblichen Anteil hat.
Um bei Unfällen mit wassergefährdenden Stoffen schnell reagieren zu können, wurden mit dem Warn- und Alarmplan Rhein sieben internationale Hauptwarnzentralen zwischen Basel und Arnheim eingerichtet. Die Ausbreitungsgeschwindigkeit einer Schadstoffwelle kann über eine mathematische Simulation (Rheinfließzeitmodell) ermittelt werden.

### Weinanbau und Weinkultur
Der Weinanbau prägt den Natur- und Kulturraum des Rheins. Landschaftsnamen wie Rheingau, Rheinhessen oder Kaiserstuhl (Baden) sind gleichzeitig Weinbaugebiete. Besonders schwer ist der Weinanbau in den Steillagen des Mittelrheintales. An vielen Stellen war die Umwandlung in großflächigere mit Maschinen bebaubare Parzellen nicht möglich. Da aber der Wein in den Steillagen der schiefrigen Hänge besonders gut wird, lohnt sich hier doch manche Mühe. Der Wein ist ein Wirtschaftsfaktor für die Region.

### Kraftwerke am Rhein

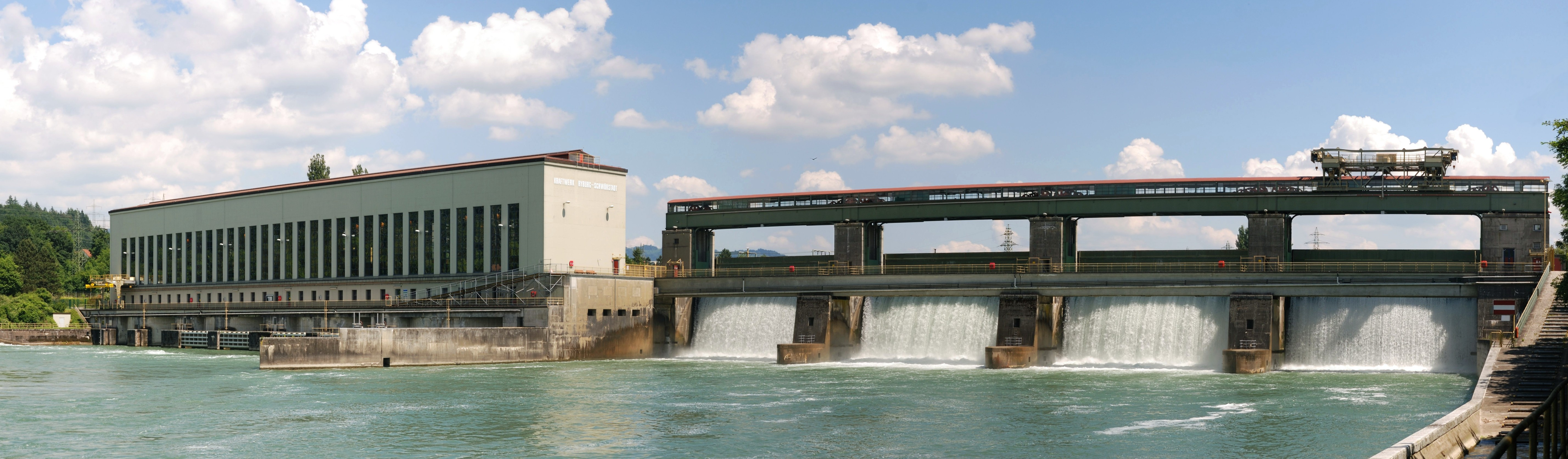
Das Laufwasserkraftwerk Ryburg-Schwörstadt am Hochrhein

#### Wasserkraftwerke
An den Quellflüssen des Rheins erzeugen die Kraftwerke Hinterrhein und die Kraftwerke Vorderrhein mit mehreren Speicherseen und Kraftwerkszentralen elektrischen Strom. Vom Alpenrhein bis zum mittleren Oberrhein gibt es zahlreiche Laufwasserkraftwerke.
- Alpenrhein: Reichenau
- Hochrhein: Schaffhausen – Neuhausen – Rheinau – Eglisau-Glattfelden – Reckingen – Albbruck-Dogern – Laufenburg – Säckingen – Ryburg-Schwörstadt – Rheinfelden (alt – neu) – Augst / Wyhlen – Birsfelden
- Oberrhein mit Rheinseitenkanal: Kembs – Ottmarsheim – Fessenheim – Vogelgrun – Marckolsheim – Rhinau – Gerstheim – Straßburg – Rheinau-Gambsheim – Iffezheim

#### Steinkohlekraftwerke

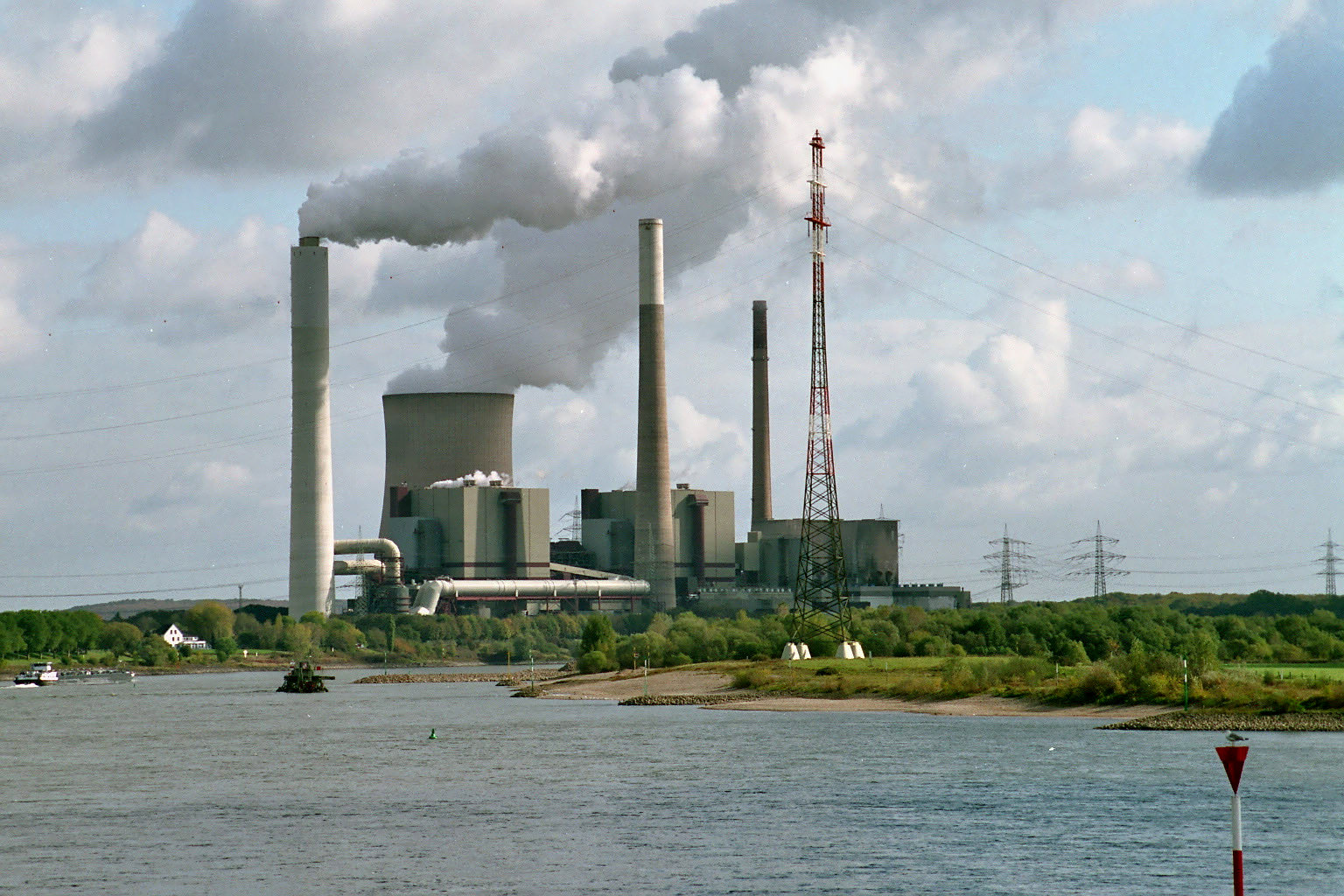
Steinkohlekraftwerk Voerde (Niederrhein)

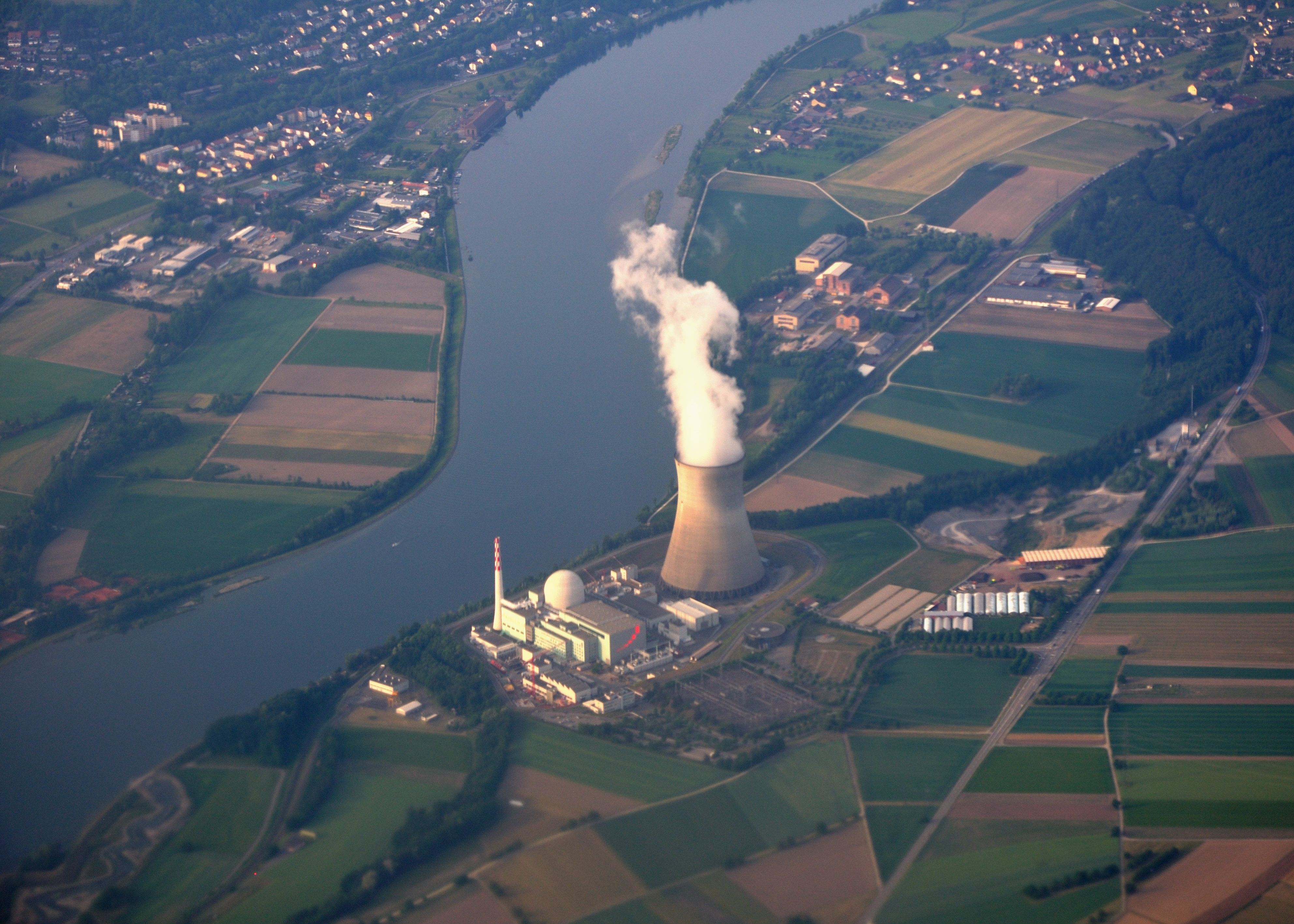
Kernkraftwerk Leibstadt (Hochrhein)

Zu den großen Dampfkraftwerken am Oberrhein, die mit Steinkohle betrieben werden und dem Fluss Kühlwasser entnehmen, zählen das Rheinhafen-Dampfkraftwerk Karlsruhe und das Grosskraftwerk Mannheim. Am Niederrhein liegen das Kraftwerk Duisburg-Walsum, das Kraftwerk Voerde (2017 stillgelegt) sowie das ehemalige Kraftwerk Reisholz (1908–1966), das 1918 das größte Steinkohlekraftwerk der Welt war.

#### Kernkraftwerke

##### Aktive
Am Rhein liegt ein seit Ende 1984 aktives Kernkraftwerk: das Kernkraftwerk Leibstadt (Rheinkilometer 107; bei Waldshut-Tiengen an der Grenze zwischen Deutschland und der Schweiz). Es hat einen Siedewasserreaktor mit einer elektrischen Nettoleistung von 1220 MW.

##### Ehemalige
Vier am Rhein liegende Kernkraftwerke mit insgesamt sieben Reaktorblöcken wurden stillgelegt.
Im Folgenden sind die Kernkraftwerke in Abflussrichtung des Rheins sortiert.

###### Fessenheim (F)
Das Kernkraftwerk Fessenheim liegt an Rheinkilometer 210 in Frankreich auf der Westseite des Rheinseitenkanals (Grand Canal d’Alsace). Es hat zwei baugleiche Druckwasserreaktoren mit einer elektrischen Nettoleistung von je 880 Megawatt el. Bei einem Wirkungsgrad von ungefähr 33 % wurden von beiden Reaktoren zusammen etwa 3.600 MW Abwärme in den Kanal geleitet; das KKW hat keine Kühltürme. Das entsprach dem Heizwert von etwa 360.000 Litern Öl pro Stunde. Laut französischer Genehmigung vom 26. Mai 1972 durften die beiden Blöcke des KKW den Rhein im Juni, Juli und August um 4 °C, im September, Oktober, November, März, April und Mai um 6,5 °C erwärmen. Im Dezember, Januar und Februar durfte der Rhein um 7 °C wärmer werden. Das KKW durfte den Rhein bis auf 30 Grad aufheizen.
Im Hitzesommer 2003 führte die Fessenheimer Abwärme zu einer Temperaturerhöhung des Rheinseitenkanals von 1,7 °C. Anfang August 2018 musste wegen der Dürre und Hitze in Europa einer der beiden Reaktoren ausgeschaltet werden.

Reaktor 1 wurde am 22. Februar 2020 und Reaktor 2 am 29. Juni 2020 abgeschaltet, womit das Kraftwerk ganz und endgültig vom Netz ging.

###### Philippsburg (D)
Das ehemalige Kernkraftwerk Philippsburg liegt am Rheinkilometer 389 und besteht aus zwei Reaktorblöcken. Block 1 ging 1979 ans Netz und wurde im März 2011 stillgelegt (Atom-Moratorium nach der Nuklearkatastrophe von Fukushima); Block 2, ein Druckwasserreaktor mit einer nominellen Nettoleistung von 1.402 MW el, ging 1984/85 in Betrieb. Er wurde teilweise mit Rheinwasser gekühlt. Er wurde gemäß Atomausstieg 2011 am 31. Dezember 2019 abgeschaltet.

###### Biblis (D)
Das ehemalige Kernkraftwerk Biblis liegt an Rheinkilometer 455. Es hatte zwei Reaktorblöcke von 1300 MW und nutzte den Rhein teilweise zur Kühlung. Um unabhängig von Rheintemperatur und -wasserführung zu sein, waren zusätzlich Kühltürme vorhanden. Das Kraftwerk wurde 2011 stillgelegt.

###### Mülheim-Kärlich (D)

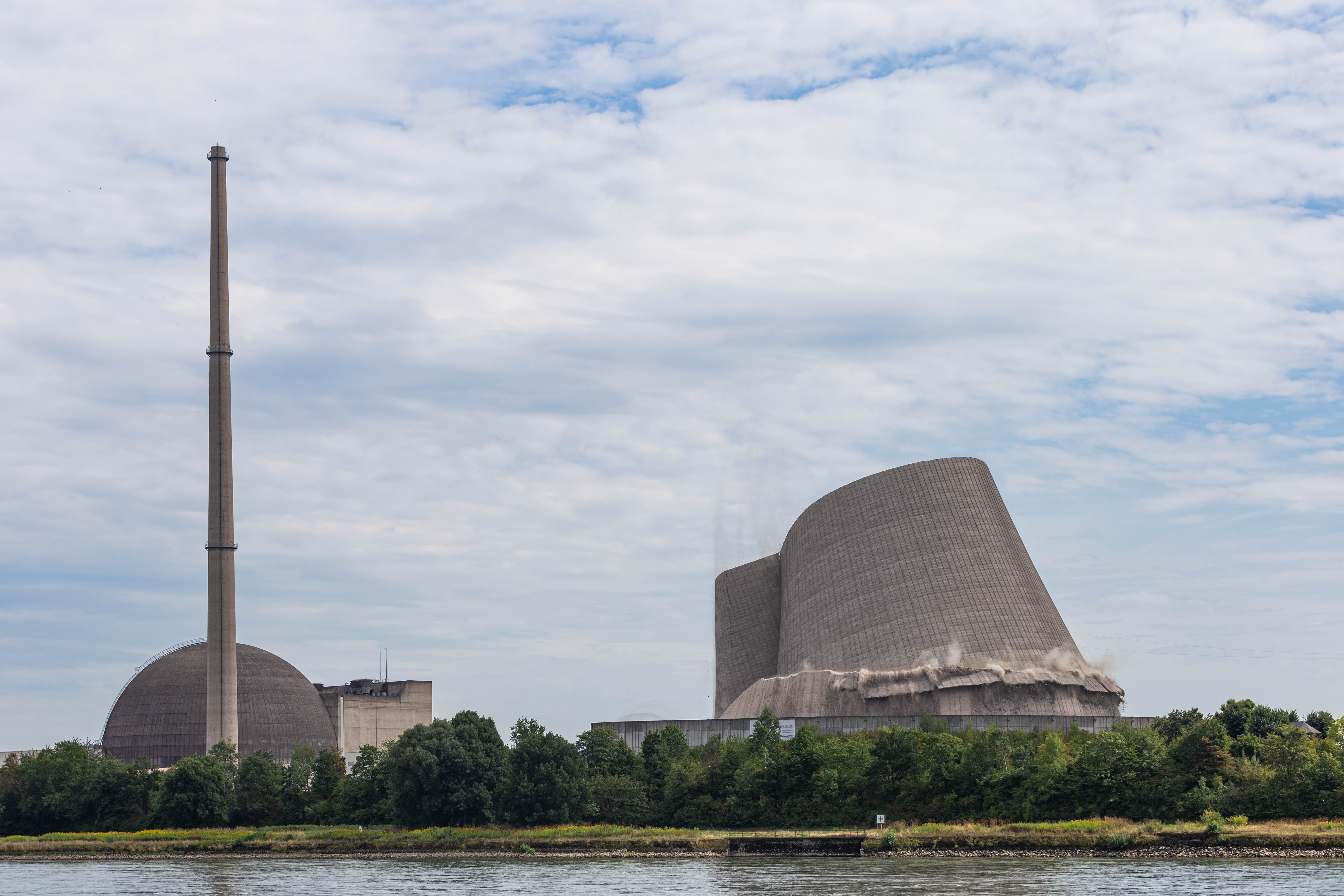
Sprengung des Kühlturms des KKW Mülheim-Kärlich 2019

Das Kernkraftwerk Mülheim-Kärlich war auf eine Leistung von 1.300 Megawatt ausgelegt. Seit seinem Bau durch den Energiekonzern RWE war das Kernkraftwerk umstritten, nicht zuletzt wegen seiner Lage im erdbebengefährdeten Neuwieder Becken. Wegen dieser Gefährdung wurde das Reaktorgebäude ohne neues Baugenehmigungsverfahren 70 Meter vom ursprünglich geplanten Standort errichtet.
Dies führte dazu, dass das Kernkraftwerk 1988 – nach knapp zwei Jahren im Probe- und genau 100 Tagen im Regelbetrieb – aufgrund einer richterlichen Entscheidung vom Netz genommen werden musste. Die rheinland-pfälzische Landesregierung erteilte 1991 zwar eine veränderte Baugenehmigung, die vom Oberverwaltungsgericht Koblenz 1995 jedoch erneut aufgehoben wurde. Diese Entscheidung hat das Bundesverwaltungsgericht in Berlin 1998 in letzter Instanz bestätigt. Nach Meinung des Gerichts hätten die Erkenntnisse über die Erdbebengefährdung ein vollständig neues Genehmigungsverfahren erfordert. Im Jahr 2001 wurde das Kraftwerk endgültig stillgelegt.
Das KKW Mülheim-Kärlich war das erste größere in Deutschland, das zurückgebaut wurde. Nachdem 2002 die Uranbrennstäbe aus dem Reaktorblock entfernt wurden, begannen 2004 die eigentlichen Rückbauarbeiten. Sie sollen bis Ende der 2020er-Jahre abgeschlossen sein. Nach seiner weitgehenden Dekontaminierung wurde der größte Teil des Kraftwerksgeländes an ein Recyclingunternehmen verkauft, das für 2015 den Abriss des 160 Meter hohen Kühlturms plante. Die Kosten für den Rückbau des gesamten KKW wurden auf ca. 750 Mio. Euro geschätzt. 2016 trat das Unternehmen jedoch vom Kaufvertrag zurück, so dass es erst 2019 zu Abriss und Sprengung des Kühlturms kam.

### Gewinnung von Rheingold
Eine Besonderheit aus der Geschichte der Nutzung war die Gewinnung von Gold aus dem Sand des Rheins zur Prägung von Flussgolddukaten. Sie sind durch die Umschrift EX AURO RHENI (= aus dem Gold des Rheins) erkennbar.

## Verkehr
Der Rhein ist auf weite Strecken Schifffahrtsstraße und dazu beidseitig von Eisenbahnlinien und Autobahnen begleitet. Vor allem an Schnittstellen mit anderen Handelsachsen bildeten sich bedeutende Wirtschaftsstandorte aus (so Köln, Koblenz, Mainz, Ludwigshafen, Mannheim, Karlsruhe, Straßburg, Basel).
Für die Chemie mit Kohle/Teerfarben, die Petrochemie, die Kunststoffindustrie und die Ölraffinerien werden Kohle und Erdölprodukte billig herangeschafft und weiterverarbeitet; die Chlorchemie (Polyvinylchlorid) bekommt ihr Salz durch die Massentransportschifffahrt. Das Transportaufkommen 2005 betrug 236,765 Mio. Tonnen. Bedeutendster Wirtschaftsfaktor nach Handel und Industrie ist der Tourismus.

### Rheinschifffahrt
Der Rhein ist von seinen Mündungsarmen im Rhein-Maas-Delta bis Basel für größere Schiffe und Schubverbände schiffbar. Von Breisach bis kurz vor Basel wird die Schifffahrt und der wesentliche Teil des Rheinwassers durch den vollständig auf französischem Gebiet liegenden Rheinseitenkanal geführt, der die Grenze bildende Restrhein hat für die Schifffahrt keine Bedeutung. Schiffe mit flachen Aufbauten, die in Basel die Mittlere Brücke passieren können, können bis zum Hafen Rheinfelden fahren.
Wegen der ausgebauten Fahrrinne und der jahreszeitlich ziemlich regelmäßigen Niederschläge in seinem Einzugsgebiet ist der Rhein von der Mündung bis zum Hafen Rheinfelden weitgehend problemlos ganzjährig schiffbar. Vor Abschluss des Ausbaus waren bis 1988 am Mittelrhein noch Lotsen üblich. Am Oberrhein, zwischen Mannheim und Iffezheim, sind gelegentlich immer noch Lotsen tätig. Oberhalb des Rheinfalls ist der Rhein bis zur Brücke bei Neuhausen am Rheinfall für jeden Schiffsverkehr gesperrt. Von der Rheinbrücke in Schaffhausen bis nach Konstanz besteht in den Sommermonaten eine durchgehende Schiffsverbindung; das Stauwehr in Schaffhausen sorgt in diesem Bereich für einen gleichbleibenden Wasserstand bis Diessenhofen. Da die dortige Brücke sehr niedrig ist, senken manche Schiffe für die Durchfahrt ihr Ruderhaus ab. Flussaufwärts von Stein am Rhein ist der Rhein nicht reguliert, daher je nach Wasserstand schiffbar. Der Alpenrhein ist für die Schifffahrt ganz gesperrt, der „Alte Rhein“ aber auf zwei Kilometern von der Mündung bis nach Rheineck SG schiffbar.

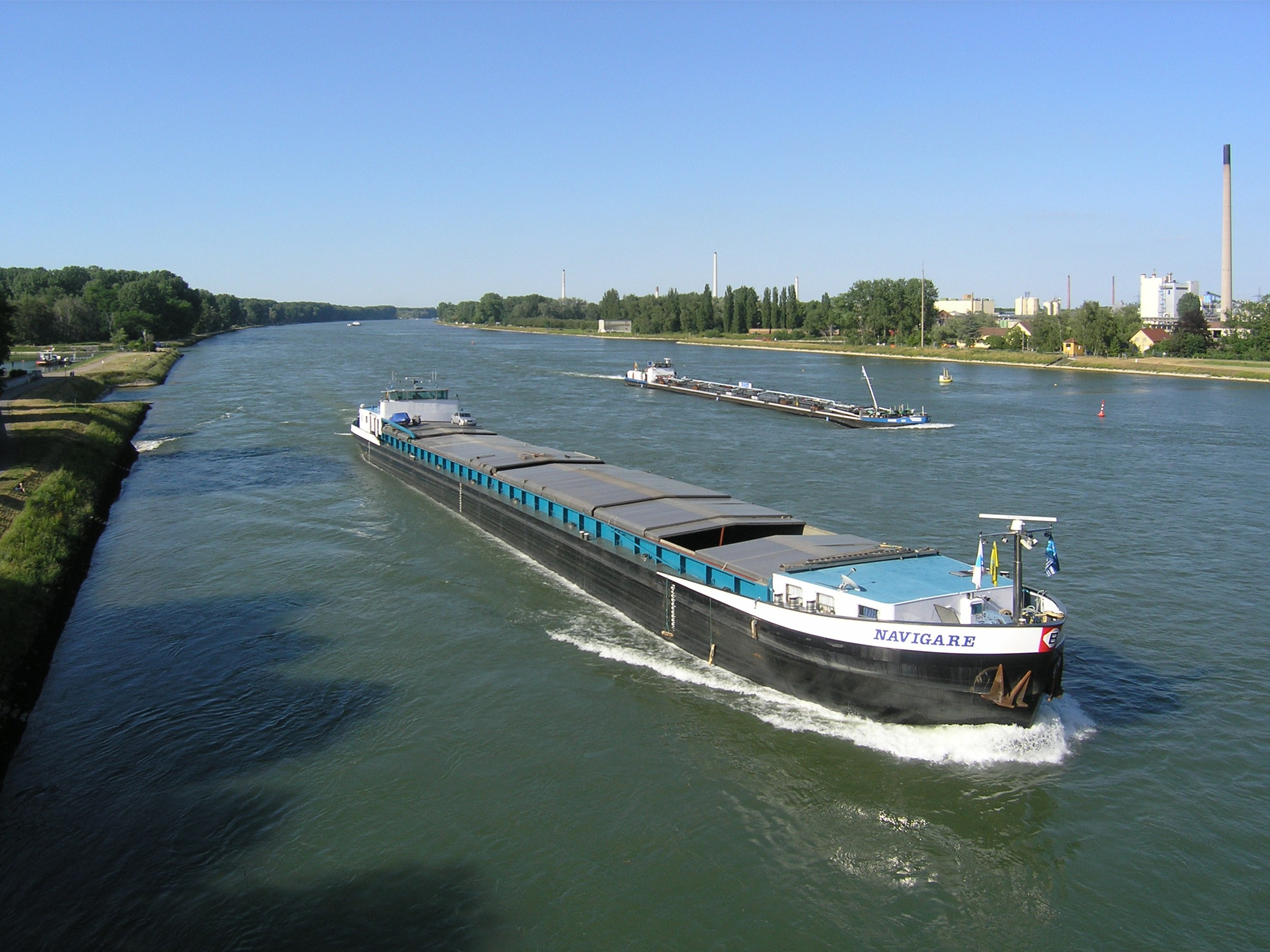
Rheinschifffahrt bei Karlsruhe

Die Schifffahrt auf dem Rhein und seinen Zuflüssen hat eine lange Tradition, weil schon vor der Neuzeit wichtige Wirtschafts- und Industriegebiete Europas über das Flusssystem verbunden waren oder sogar an seinen Ufern lagen. Der Rhein gehört zu den am stärksten befahrenen Wasserstraßen der Welt.
Nach dem Wiener Kongress trat 1816 in Mainz eine Kommission (die spätere Zentralkommission für die Rheinschifffahrt) zusammen, um für die Rheinschifffahrt auf der Strecke von Basel bis zur Nordsee eine gemeinsame Übereinkunft der Rheinuferstaaten zu erarbeiten. Die Rheinschiffahrtsakte vom 31. März 1831 (Mainzer Akte) garantierte die Freiheit der Schifffahrt bis ins offene Meer, schaffte das Stapelrecht in Köln und Mainz ab und verpflichtete die Uferanliegerstaaten, Schifffahrtshindernisse zu beseitigen. Man begradigte ab 1817 den Oberrhein, damit er überhaupt erst gut schiffbar würde. Die Revidierte Rheinschiffahrtsakte vom 17. Oktober 1868 (Mannheimer Akte) enthält die überwiegend noch heute gültigen Grundsätze der Rheinschifffahrt und befreite die Schifffahrt von Abgaben und Zöllen. Man schuf Rheinschifffahrtsgerichte. Seit 1920 residiert im Palais du Rhin in Straßburg die Zentralkommission für die Rheinschifffahrt, in der die Schweiz, Frankreich, Deutschland, die Niederlande und Belgien vertreten sind.
Von Basel an rheinabwärts gilt die von der Zentralkommission für die Rheinschifffahrt beschlossene Rheinschifffahrtspolizeiverordnung sowie zahlreiche weitere, die Sicherheit des Verkehrs und der Schiffe regelnden Vorschriften. Die zulässigen Größen und Formationen der Schiffe und Schubverbände sind von Basel bis Bad Salzig (km 564,3) in der Wasserstraßenklasse VIb, anschließend in der Klasse VIc geregelt.
Die Uferstaaten übernehmen diese Vorschriften in ihr eigenes, nationales Recht. Die schifffahrtspolizeilichen Vollzugsaufgaben auf dem Rhein werden von den Anrainerstaaten auf ihrem jeweiligen Hoheitsgebiet wahrgenommen. Dazu haben die betroffenen deutschen Bundesländer die Wasserschutzpolizei eingesetzt. In Nordrhein-Westfalen untersteht sie der Direktion Wasserschutzpolizei beim Polizeipräsidium Duisburg. Mainz ist der Sitz des Wasserschutzpolizeiamtes Rheinland-Pfalz und in Mainz-Kastel ist die Wasserschutzpolizeiabteilung der Hessischen Bereitschaftspolizei ansässig. Das Regierungspräsidium Karlsruhe umfasst schließlich für Baden-Württemberg die Wasserschutzpolizei als Referat der Landespolizeidirektion.
Deutschland und Frankreich haben für die Strecke auf dem Oberrhein, auf der der Rhein die Grenze zwischen beiden Ländern bildet, im Jahr 2000 eine Zusammenarbeit bei der Wahrnehmung schifffahrtspolizeilicher Aufgaben vereinbart. Daraufhin wurde 2012 die deutsch-französische Wasserschutzpolizei (Compagnie fluviale de gendarmerie du Rhin) mit dem Sitz in Kehl und Außenstellen in Gambsheim und Vogelgrun eingerichtet, die ihren Dienst mit eigenen Booten und gemischten Besatzungen versieht.
Im Februar 2024 begann auf dem Rhein in Deutschland die Einführung der ferngesteuerten kommerziellen Binnenschifffahrt.

### Bundeswasserstraße
Der Rhein ist von der deutsch-schweizerischen Grenze unterhalb von Basel bis zur deutsch-niederländischen Grenze eine deutsche Bundeswasserstraße. Wegen des parallel auf der französischen Seite verlaufenden Rheinseitenkanals hat das auf der Restrhein-Strecke von Basel bis Breisach jedoch untergeordnete Bedeutung.
Zuständig für die Verwaltung der Bundeswasserstraßen ist als Mittelbehörde des Bundes die Generaldirektion Wasserstraßen und Schifffahrt. Für den Rhein unterstehen ihr
- das Wasserstraßen- und Schifffahrtsamt Oberrhein (zuständig von der schweizerischen Grenze bei Basel bis zur Weisenauer Brücke bei Mainz: km 170,0–493,5) und
- das Wasserstraßen- und Schifffahrtsamt Rhein (zuständig im Anschluss bis zur niederländischen Grenze: km 493,5–857,7re/865,5li).

### Kanalverbindungen

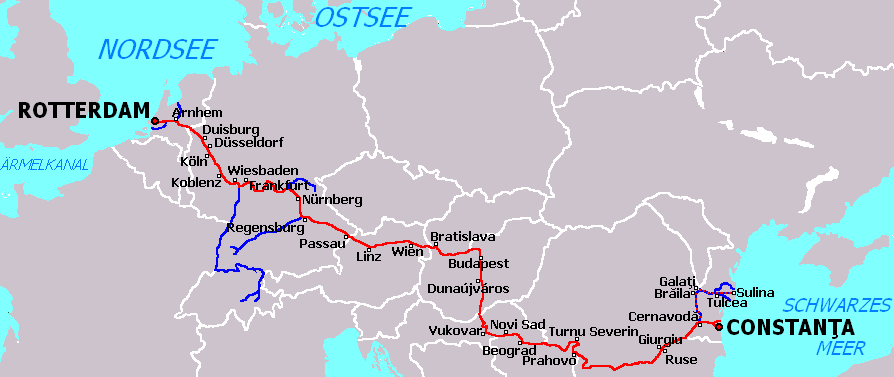
Die Schifffahrtsroute Rotterdam–Constanța über Rhein, Main, Main-Donau-Kanal, Donau und Donau-Schwarzmeer-Kanal

Der Rhein hat über Kanäle Verbindungen zu anderen Flüssen:
- Der Mülhauser Kanal (Canal de Mulhouse) zweigt unterhalb von Basel bei Kembs vom Rheinseitenkanal ab und trifft in Mülhausen auf den Rhein-Rhône-Kanal (Canal du Rhône au Rhin), ist aber nur noch für den Tourismus interessant.
- Der Rhein-Marne-Kanal (Canal de la Marne au Rhin) verbindet mit zwei Kanaltunneln über zwei Wasserscheiden Straßburg über Mosel und Marne mit der Seine bei Paris, für Sportboote und kleinere Schiffe geeignet. Dieser Kanal ist nochmals über die Mosel, Saar und Saarkanal mit dem Rhein verbunden.
- Über den Main und den Main-Donau-Kanal zur Donau verläuft die kürzeste schiffbare Verbindung zwischen der Nordsee und dem Schwarzen Meer.
- Ab Duisburg verbindet der Rhein-Herne-Kanal und ab Wesel der Wesel-Datteln-Kanal den Rhein mit dem Dortmund-Ems-Kanal, der die Ems erreicht. Von ihm zweigt als wichtige West-Ost-Verbindung durchs Norddeutsche Tiefland zu Weser, Elbe und Oder der Mittellandkanal ab.
- Die Maas bei Venlo sollte 1626 mit der Fossa Eugeniana ab Rheinberg und 1809 nach dem Willen Napoleons durch den Nordkanal ab Neuss angeschlossen werden. Beide Projekte wurden begonnen, aber nicht fertiggestellt.
- In Nijmegen (km 887,1) zweigt der Maas-Waal-Kanal ab.
- Ab Tiel (km 913,5) verbindet der Amsterdam-Rhein-Kanal die Waal mit Amsterdam.
- Bei km 926,1 besteht über den Kanal von Sint Andries eine Verbindung zur Maas.
- Bei Woudrichem (km 952,5) ist die Zufahrt zur Afgedammte Maas.
- In Gorinchem (km 955,5) zweigt der Merwede-Kanal zum Amsterdam-Rhein-Kanal ab.

Des Weiteren gibt es einige unverwirklichte Schifffahrtskanalprojekte in den Alpen, die den Rhein mit Rhone oder Po verbunden hätten.

### Rhein-Pegel

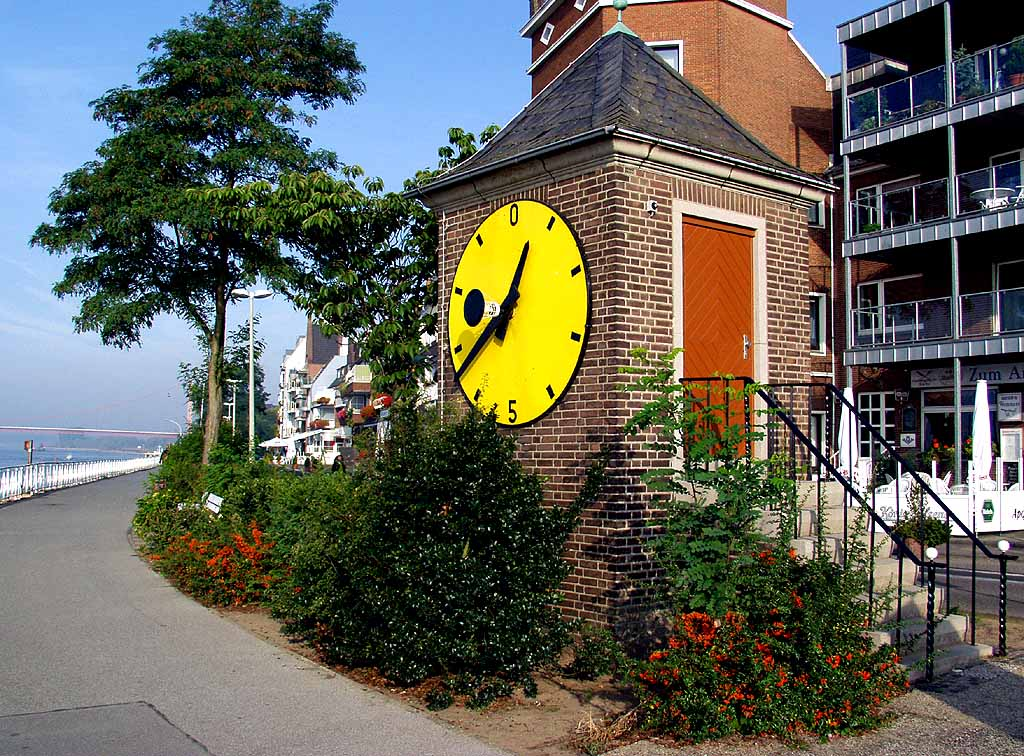
Pegeluhr in Emmerich am Rhein

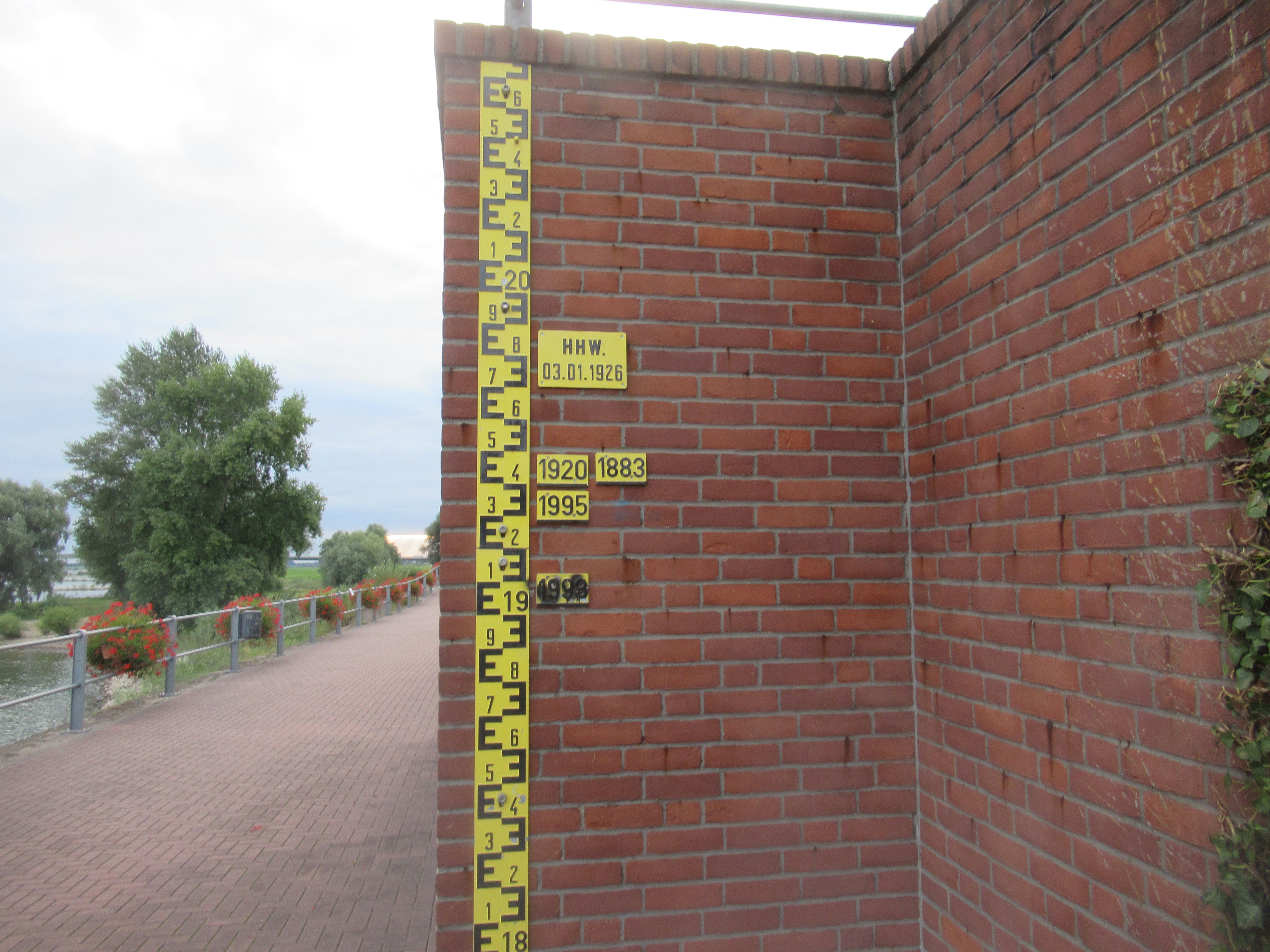
Pegel mit Hochwassermarken in Rees

An Pegeln werden die aktuellen Wasserstände angezeigt und elektronisch gespeichert. Die Messwerte werden an die zuständige Wasser- und Schifffahrtsdirektion und an die Bundesanstalt für Gewässerkunde in Koblenz übertragen. Automatische Anrufbeantworter (in Deutschland Ortsvorwahl plus 19429) und behördliche Internetangebote der Anliegerstaaten informieren die Öffentlichkeit ständig über Veränderungen.
Die wichtigsten Schifffahrtspegel am Rhein sind: Konstanz, Rheinfelden, Basel-Rheinhalle, Iffezheim, Maxau, Speyer, Mannheim, Worms, Mainz, Oestrich, Bingen, Kaub, Koblenz, Andernach, Oberwinter, Bonn, Köln, Düsseldorf, Duisburg-Ruhrort, Wesel, Rees, Emmerich am Rhein, Lobith, Pannerdense Kop, IJsselkop, Nijmegen Hafen, Tiel, Zaltbommel, Vuren, Krimpen, Dordrecht und Rotterdam.
Am wichtigsten für die Schifffahrt innerhalb der frei fließenden Rheinstrecke sind die Pegel Duisburg-Ruhrort, Kaub und Karlsruhe-Maxau. Duisburg ist ausschlaggebend für die Strecke bis Koblenz, Kaub und Karlsruhe-Maxau für die südlicheren Rheinabschnitte. Die Wasserstände an den Pegeln (umgangssprachlich kurz: Pegelstände) sind wichtig für die Ladetiefe, die sich aus der möglichen Tauchtiefe bei Niedrigwasser bestimmt. Man lädt so beispielsweise 80 bis 120 cm auf den Pegel Kaub je nach Risikobereitschaft. Gegebenenfalls muss bei Niedrigwasser ein Hafen oder eine Reede angelaufen werden, um das Schiff zu leichtern. Für die Bergfahrt auf dem Mittelrhein war dies zum Beispiel bis in die 1970er Jahre in Bad Salzig für Tankschiffe möglich und in St. Goarshausen für sonstige Ladungen, doch hat diese Praxis an Bedeutung verloren. Wenn die Schiffe nicht mehr volle Ladung transportieren können, verteuert sich die Fracht. Deshalb erheben die Frachtschifffahrtsunternehmen bei niedrigen Wasserständen an den Pegeln Duisburg-Ruhrort, Köln und Kaub einen Kleinwasserzuschlag (Kwz).
Für alle Rheinpegel sind die Hochwassermarken I und II in der Rheinschifffahrtspolizeiverordnung festgelegt. Ab Hochwassermarke I soll nur noch im mittleren Drittel des Fahrwassers gefahren werden, zu Tal maximal mit 20 km/h (Ausnahme: auf Gebirgsstrecke 24 km/h). Die Wasserschutzpolizei überwacht die Einhaltung. Wird die Hochwassermarke II erreicht oder überschritten, wird im betreffenden Bereich die Schifffahrt völlig gesperrt.
Näheres dazu ist bei „Pegel Köln“ beschrieben.

### Flussübergänge

#### Brücken

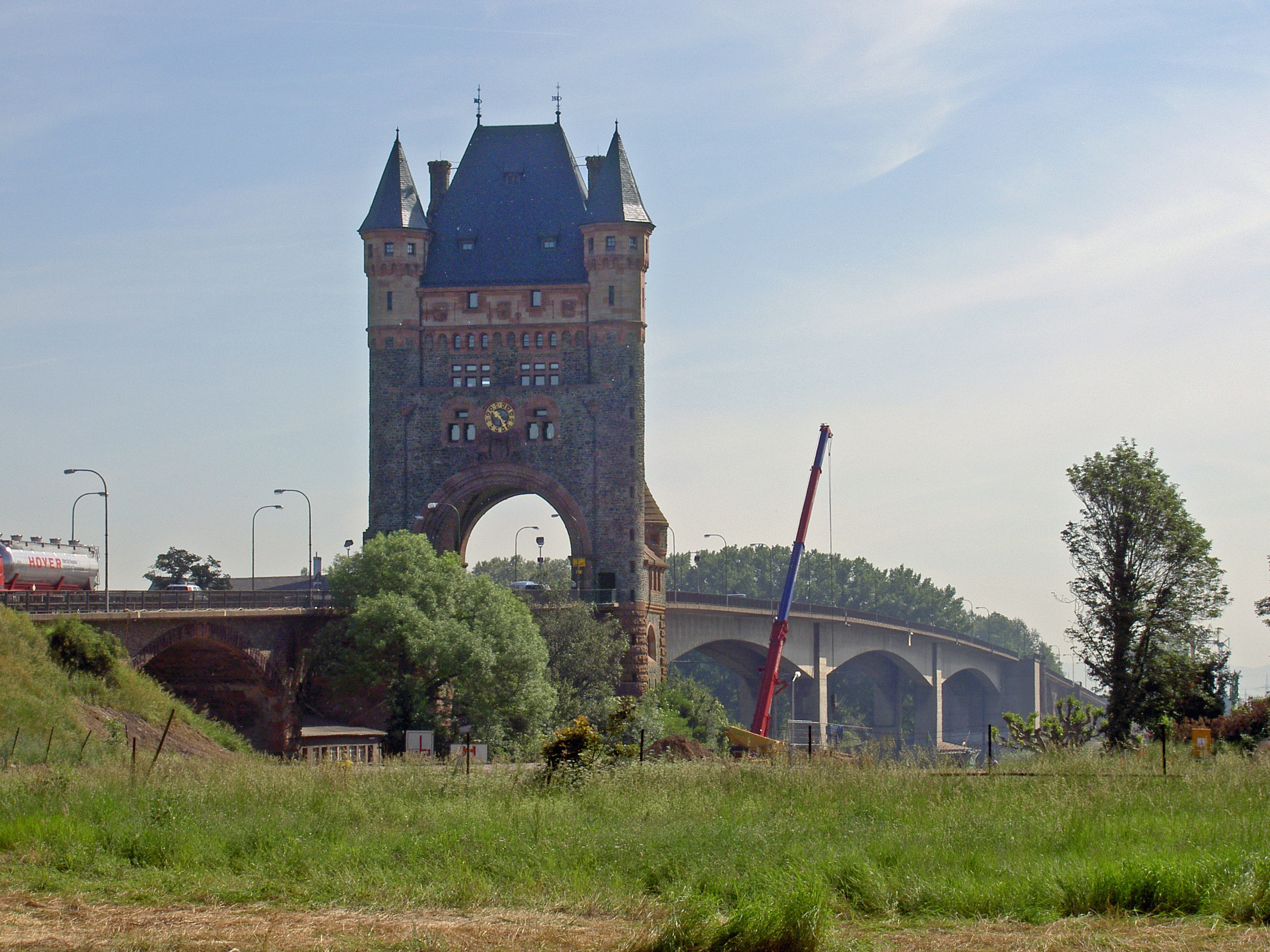
Nibelungenbrücke Worms, Spannbeton-Straßenbrücke der 1950er Jahre, Brückenturm vom Vorgängerbau um 1900

Brücken prägen das Erscheinungsbild des Rheins wesentlich mit. Die erste Brücke über den Rhein ließ Julius Cäsar 53 v. Chr. bei Urmitz errichten; die Römer benutzten dabei (wie später die Brückenbauer des Mittelalters und der Frühneuzeit) die Baustoffe Stein oder Holz. Brücken zur Römerzeit lagen etwa bei Bad Zurzach, Stein am Rhein, Kaiseraugst, Breisach am Rhein, Straßburg, Mainz, Koblenz und Köln.
In der Mitte des 19. Jahrhunderts waren alle Brücken über den Rhein unterhalb von Basel Schiffbrücken, die geöffnet werden konnten, um Schiffe und die großen Rheinflöße passieren zu lassen. Ein Wandel ergab sich durch die Industrialisierung, die ein größeres Verkehrsaufkommen sowie neue Baumaterialien und Techniken mit sich brachte. In der zweiten Hälfte des 19. Jahrhunderts und zu Beginn des 20. Jahrhunderts waren es vor allem Eisenbahnbrücken, die durch die Größe und das Material (Stahl) einen neuen Akzent setzten (vgl. Hohenzollernbrücke in Köln). 
Viele Eisenbahnbrücken wurden auch aus militärischen Aspekten gebaut, zum Beispiel die  als Brücke von Remagen bekannte Ludendorff-Brücke.
In der Hochzeit der Moderne und des Automobilverkehrs in der zweiten Hälfte des 20. Jahrhunderts übernahmen zahlreiche neue Straßenbrücken, darunter große Autobahnbrücken, die Führung bei den Neubauten, deren Erscheinungsbild neben Stahl und dem Werkstoff Beton auch neue Brückenbautechniken mitbestimmten. Einen relativ neuen Akzent setzen seit Ende des 20. Jahrhunderts Fußgänger- und Radfahrerbrücken (in der Schweiz: «Velobrücken») (vgl. Passerelle des deux Rives zwischen Straßburg und Kehl).

#### Fähren

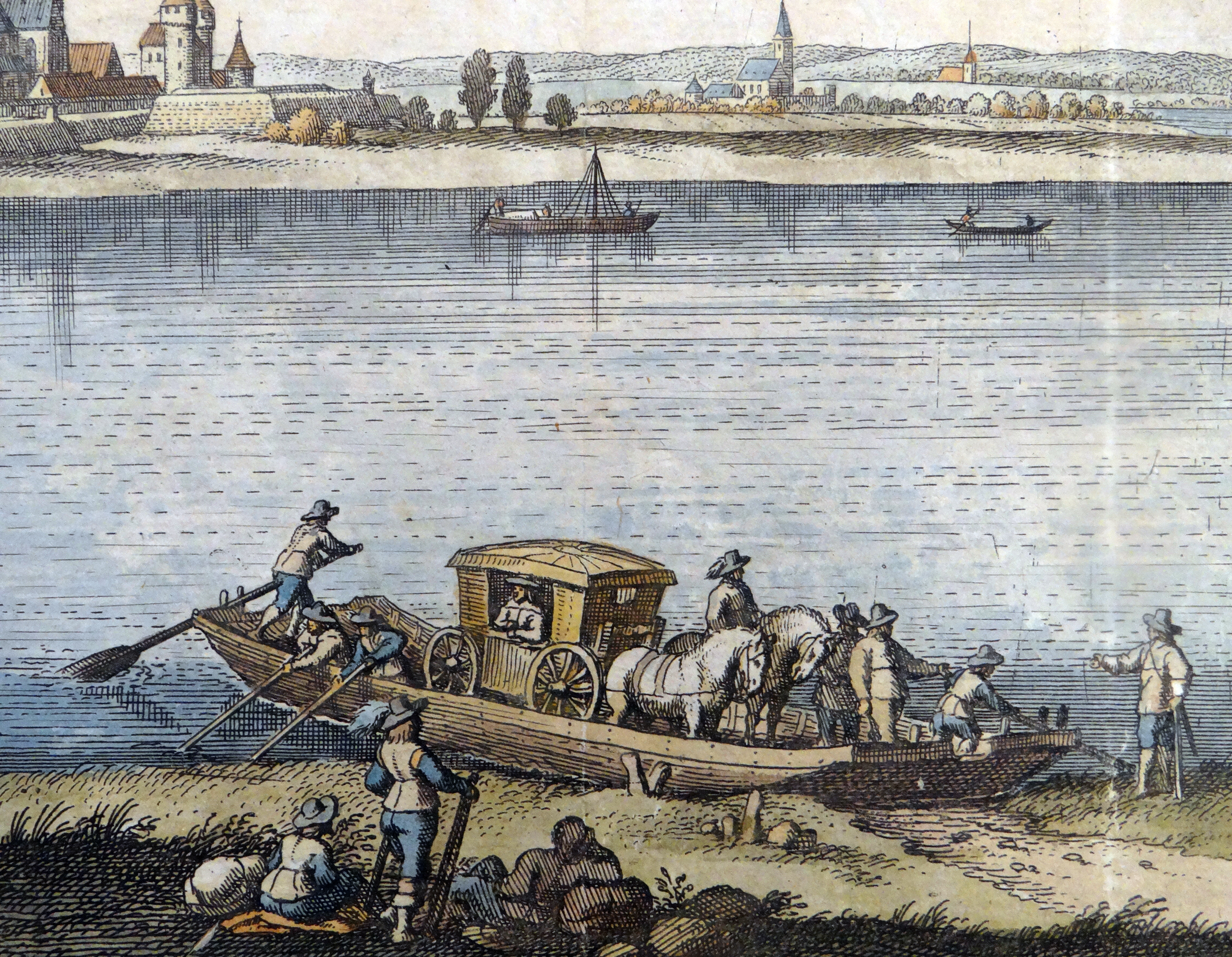
Rheinfähre Worms im 17. Jahrhundert

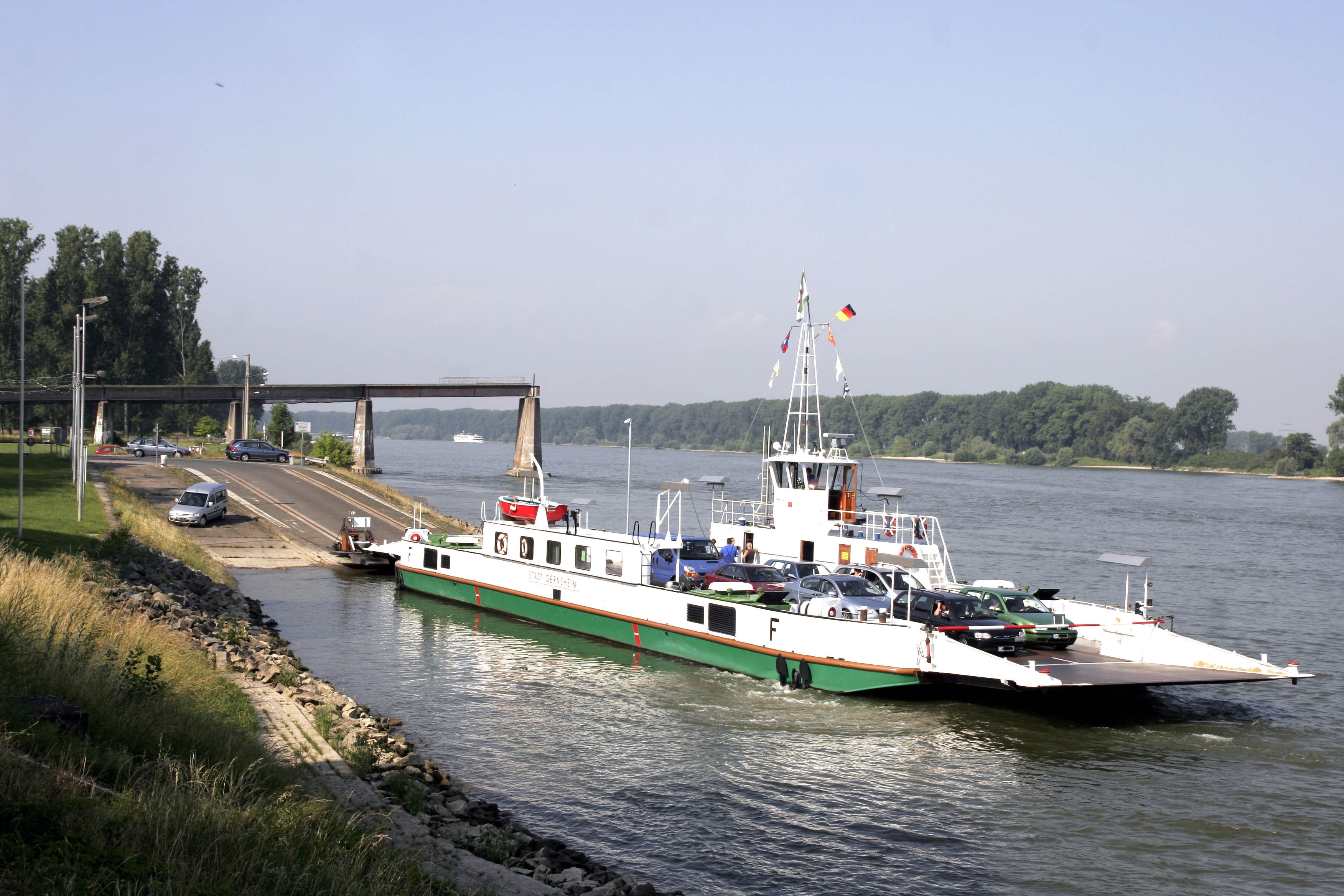
Frei fahrende Rheinfähre Gernsheim mit der im Zweiten Weltkrieg zerstörten Straßenbrücke

Neben den Brücken spielen Fähren unterschiedlicher Größe eine wichtige Rolle. Die früher als Fliegende Brücken bezeichneten Gierseilfähren stellten im 19. Jahrhundert noch einen Großteil der Rheinquerungen her. Von der Strömung angetriebene Fähren existieren noch in Basel und bei Rastatt; sie haben überwiegend touristischen Nutzen. Der Bautyp wurde im 19. Jahrhundert zunächst durch Dampffähren, später durch Motorfähren abgelöst. Im Mittelrheintal sind zwischen Wiesbaden und Koblenz auf über 80 Flusskilometern sowie zwischen Neuwied und Bonn auf über 40 Kilometern keine Brücken, sondern nur Fährverbindungen vorhanden. Im Bereich der etwa 50 Kilometer betragenden längsten Flussstrecke ohne Straßenbrücke des Oberrheins zwischen Worms und Mainz gibt es zwei Autofähren.

#### Seilbahnen

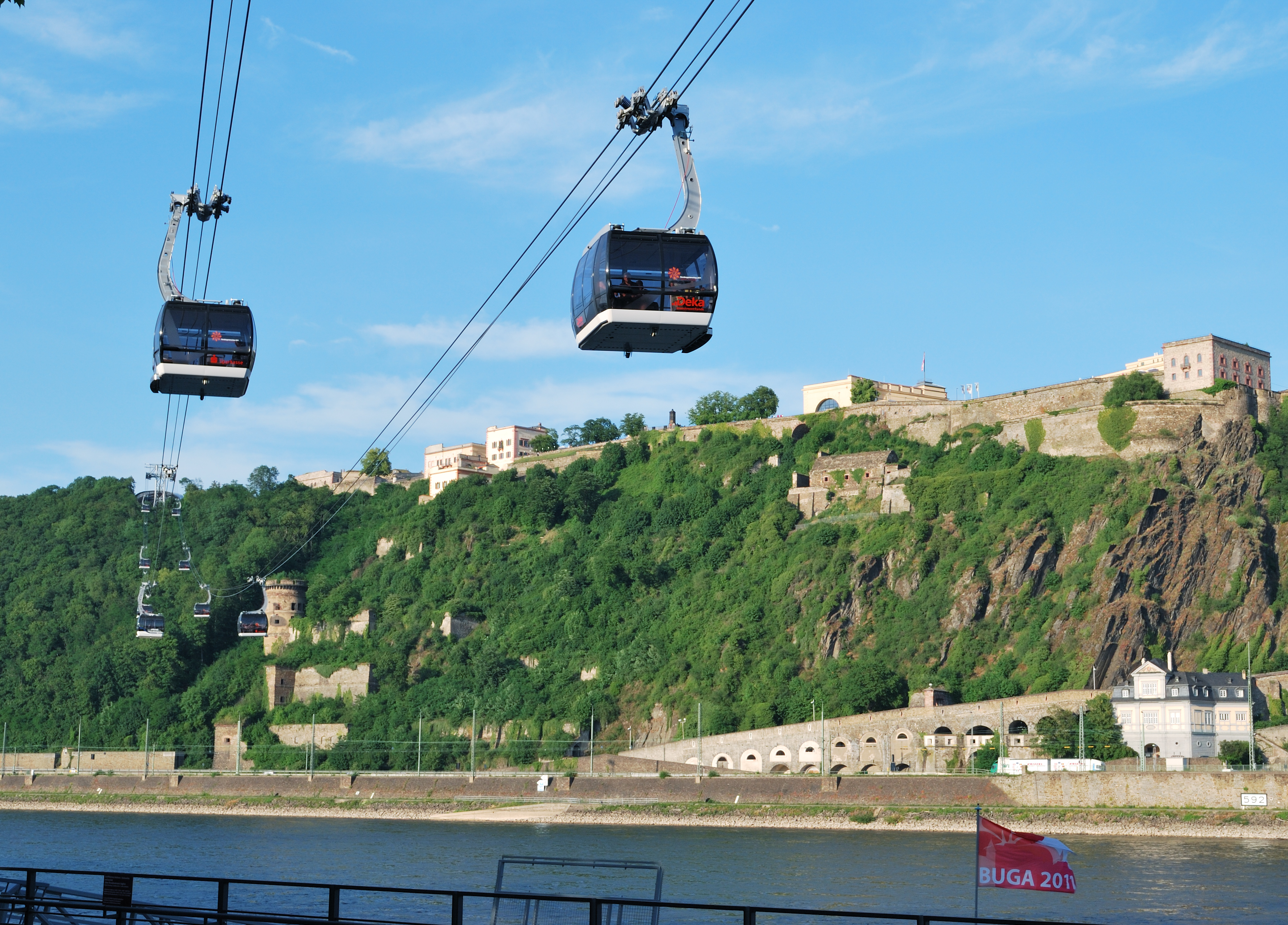
Die Koblenzer Rheinseilbahn

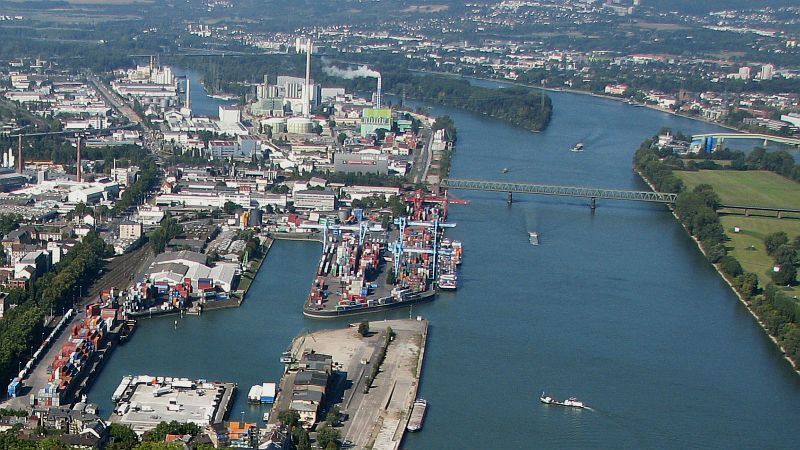
Mainzer Zollhafen (vorne) und Industriehafen (hinten links)

Den Rhein überqueren zwei Seilbahnen. Die Kölner Rheinseilbahn wurde zur Bundesgartenschau 1957 in Höhe der Zoobrücke erbaut.
In Koblenz wurde als Attraktion und ökologisch sinnvolle Verkehrsverbindung zur Bundesgartenschau 2011 die Rheinseilbahn errichtet. Die 890 Meter lange Dreiseilumlaufbahn verbindet die Rheinanlagen mit dem Plateau vor der Festung Ehrenbreitstein. Es ist die größte Seilbahn ihrer Art nördlich der Alpen in Deutschland. Um den UNESCO-Welterbe-Status der Kulturlandschaft Oberes Mittelrheintal nicht zu gefährden, war der Betrieb nur bis November 2013 mit anschließendem Abbau der Anlage vorgesehen. Die UNESCO hat am 19. Juni 2013 in Phnom Penh auf der 37. Sitzung des Welterbekomitees beschlossen, den Betrieb der Seilbahn bis 2026 zu erlauben. In diesem Jahr endet die technisch längstmögliche Betriebsdauer.

### Häfen
An der Rheinmündung befindet sich der Hafen Rotterdam, einer der weltgrößten Seehäfen. Er verdankte seinen Aufschwung der Industrialisierung in den über den Rhein erreichbaren Wirtschaftszentren wie dem Ruhrgebiet. Unter den sieben dem Güterumschlag nach größten deutschen Binnenhäfen waren 2010 sechs Rheinhäfen. Die Duisburg-Ruhrorter Häfen gelten als größter Binnenhafen Europas. Die Häfen der Stadt Köln haben zusammen den zweitgrößten Binnenhafenbetrieb in Deutschland. Die nächstgrößten deutschen Rheinhäfen sind Ludwigshafen, Neuss, Mannheim und Karlsruhe. Der Port Autonome de Strasbourg ist der zweitgrößte Binnenhafen Frankreichs. 
Die Schweizerischen Rheinhäfen in Basel sind eine bedeutende Drehscheibe für den Import und Export der Schweiz.

### Kilometrierung

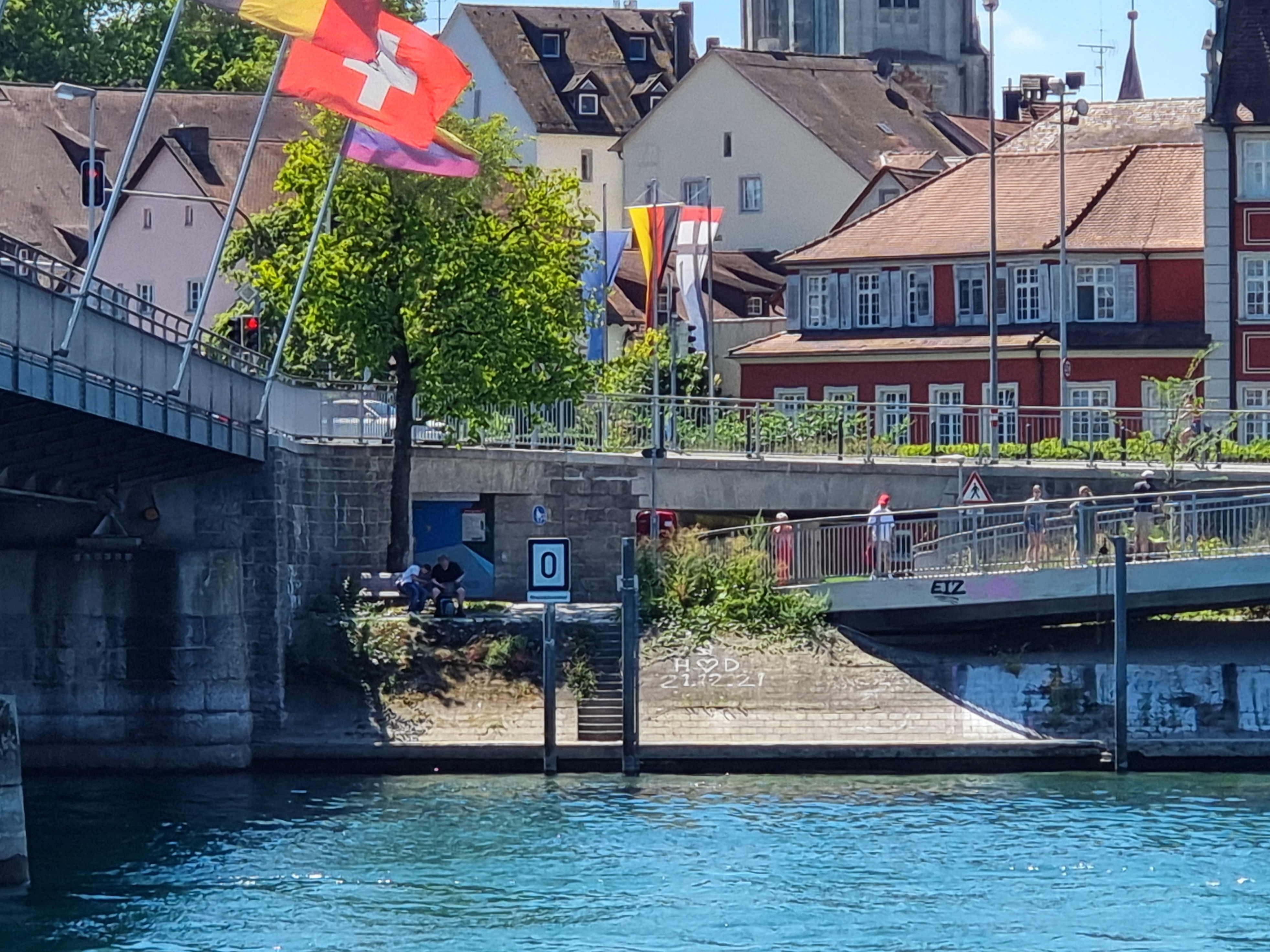
Rheinkilometer 0 an der Alten Rheinbrücke Konstanz

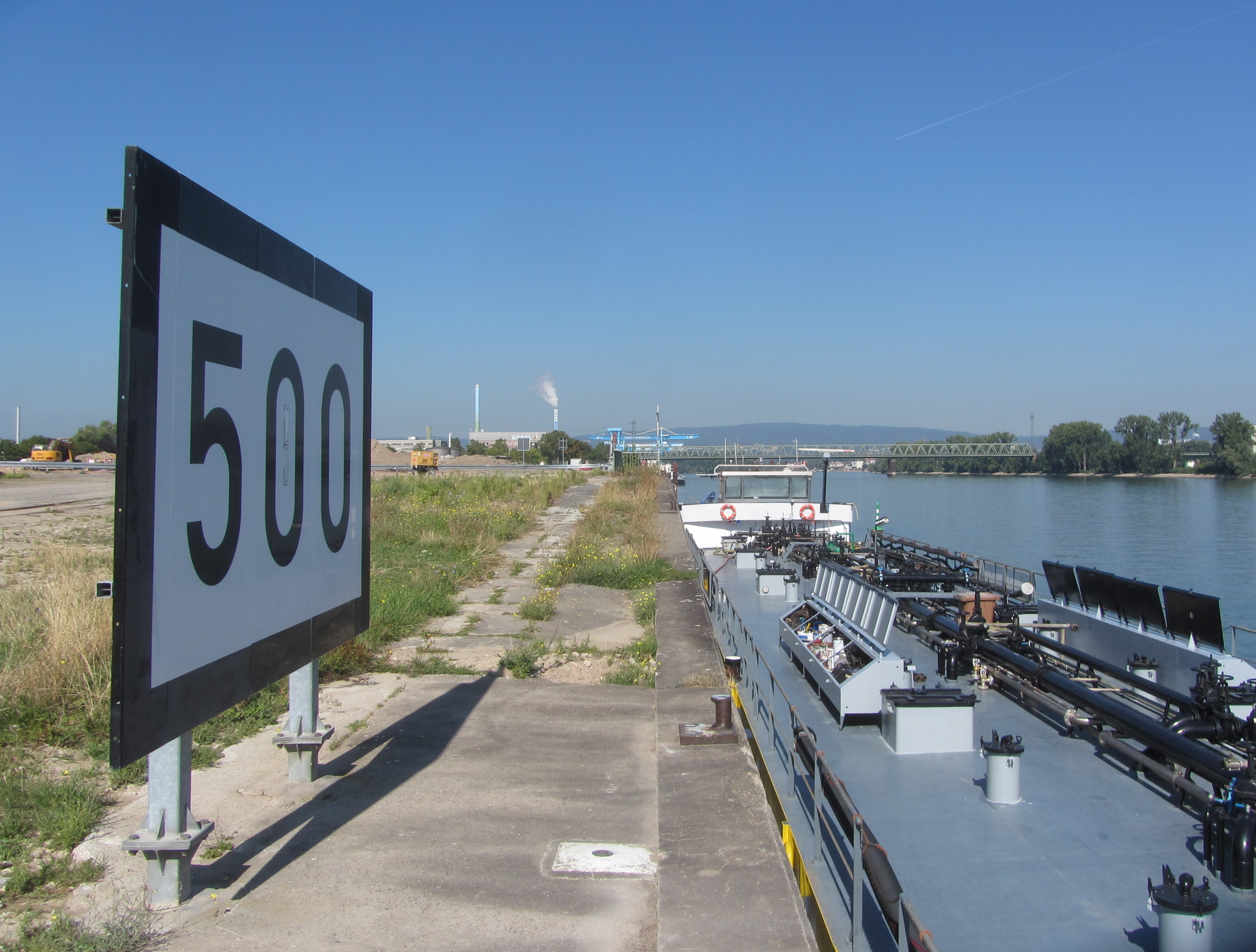
Rheinkilometer 500 am Mainzer Hafen

Die bestehende Kilometrierung für die Schweiz, Deutschland und die Niederlande gilt seit dem 1. April 1939; sie rechnet ab Konstanz und ersetzt alle vorherigen Einteilungen. Ihr Nullpunkt liegt in der Achse der alten Konstanzer Rheinbrücke und endet mit Kilometer 1036,20 westlich von Hoek van Holland (Einmündung in die Nordsee bei Kilometer 1032,80). Nach ihr richten sich die Schifffahrt und alle Behörden. Diese Kilometrierung misst:
| Ort                            | Rhein-km   | Rhein-Abschnitt                  | Länge des Abschnitts |
| ------------------------------ | ---------- | -------------------------------- | -------------------- |
| 0                              | 0          | Obersee (Bodensee)               |                      |
| Konstanz                       | km 000     | Obersee (Bodensee)               |                      |
| Konstanz                       | km 000     | Seerhein, Untersee und Hochrhein | 167 km               |
| Basel                          | km 167     | Seerhein, Untersee und Hochrhein | 167 km               |
| Basel                          | km 167     | Oberrhein                        | 362 km               |
| Bingen                         | km 529     | Oberrhein                        | 362 km               |
| Bingen                         | km 529     | Mittelrhein                      | 159 km               |
| Köln                           | km 688     | Mittelrhein                      | 159 km               |
| Köln                           | km 688     | Niederrhein                      | 0,177,5 km           |
| Grenze Deutschland-Niederlande | 0,km 865,5 | Niederrhein                      | 0,177,5 km           |
| Grenze Deutschland-Niederlande | 0,km 865,5 | Deltarhein                       | 0,170,7 km           |
| westlich von Hoek van Holland  | ,km 1036,2 | Deltarhein                       | 0,170,7 km           |

Geologisch gesehen beginnt der Mittelrhein jedoch schon in der Nähe von Mainz, wo der Rhein in das Mainzer Becken einfließt, und endet bereits oberhalb von Bonn mit dem Eintritt in die Niederrheinische (Kölner) Bucht.
Ab dem Pannerdense Kop (km 867) unterhalb von Millingen in den Niederlanden läuft die Kilometrierung in den drei Rheinarmen Waal, Nederrijn und Issel gleichlautend weiter. In der Schifffahrt ist es deshalb wichtig, bei einer Kilometerangabe immer auch das jeweilige Fahrwasser zu nennen. Auf niederländischen Strecken ist die Kilometerbezeichnung durch Tafeln mit weißen Ziffern auf schwarzem Grund an jeweils nur einem Ufer angebracht und es werden nur die vollen Kilometer angezeigt.

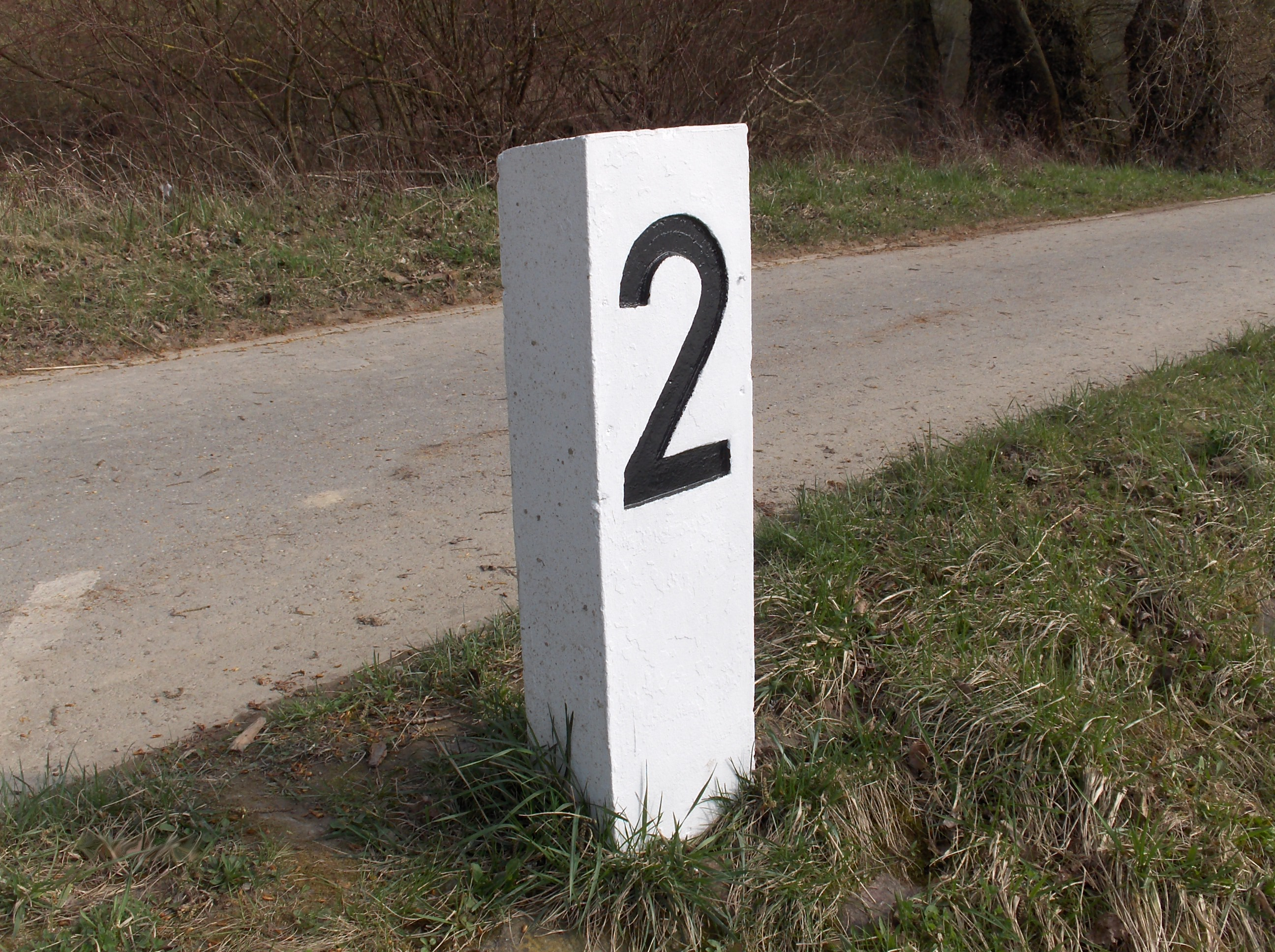
100-Meter-Marke (Hektometerstein) am Rhein bei Karlsruhe (km 373,2)

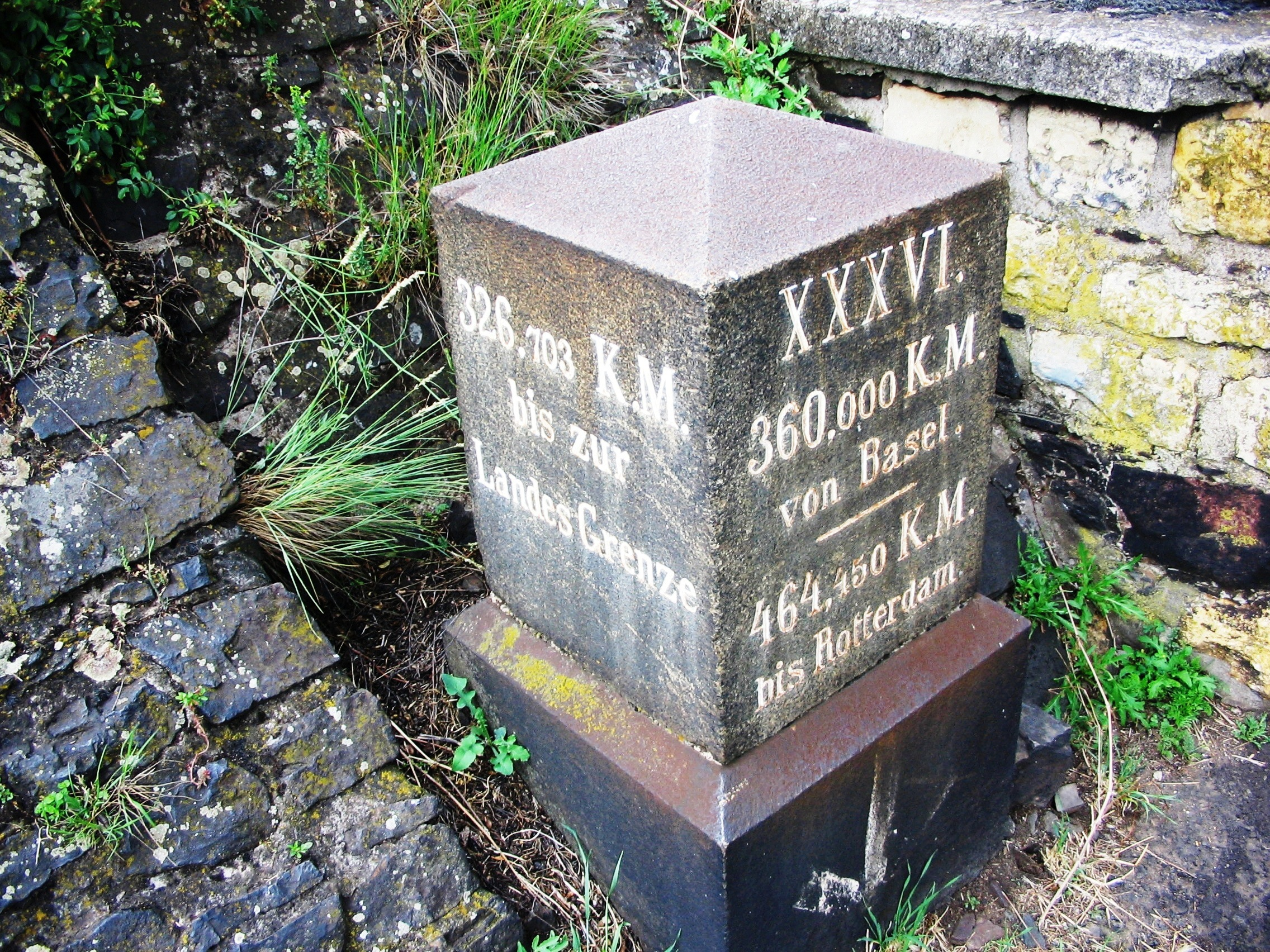
Myriameterstein 36 bei Rüdesheim am Rhein

Auf deutschen Strecken zeigen große, rechtwinklig zur Stromachse an beiden Ufern stehende Tafeln die vollen Rheinstrom-Kilometer an. Die 500-Meter-Marken tragen ein schwarzes Kreuz auf weißem Grund. Die übrigen 100-Meter-Marken (Hektometer), etwa 100 cm × 50 cm große Rechtecke und meistens aus Beton, sind direkt im Ufer eingelassen. Sie sind mit den Ziffern 1 bis 4 und 6 bis 9 beschriftet.
Auf der deutsch-schweizerischen Rheinstrecke zwischen Stein am Rhein und Basel (Hochrhein) misst die Zählung das deutsche Rheinufer ab. Dasselbe Prinzip findet auf der deutsch-französischen Rheinstrecke zwischen Basel und Lauterbourg Anwendung. Auf der übrigen Strecke zählt man die Länge der Strommittellinie.

#### Geschichte
Im Jahr 1806 begann Johann Gottfried Tulla, der Leiter des Flussbauwesens in Baden, mit der Erstellung einer zusammenhängenden Karte des Rheins. Ab 1826 wurde unter Tullas Leitung mit der Rheinbegradigung begonnen, dadurch wurde der Rhein zwischen Basel und Bingen um 81 Kilometer verkürzt. Eine durchgehende Längenvermessung wurde aber erst 1839 beendet und im Jahresbericht der Central-Commission für die Rheinschifffahrt von 1844 veröffentlicht. Einige der ab 1863 als Vermessungsmarken gesetzten Myriametersteine existieren noch.
Das heißt aber nicht, dass damit eine einheitliche Kilometereinteilung eingeführt worden wäre. Von etwa 1883 bis 1939 hatten die Rheinuferstaaten Baden, Bayern, Hessen und Preußen ebenso wie die Schweiz, das Elsass und die Niederlande für ihre Rheinabschnitte je eine eigene Kilometrierung. Sie fing jeweils an der Landesgrenze mit Null an und stieg stromabwärts an. So lag z. B. Königswinter am preußischen Kilometer 143 (heutiger Gesamtkilometer 645).
Nur in Hessen begann die Kilometerzählung wie bisher die der Myriametersteine an der Mittleren Brücke in Basel. Abweichend von der üblichen Kilometrierung war auch, dass der Hochrhein ausgehend von der badisch-schweizerischen Grenze bei Weil – dem Nullpunkt der badischen Einteilung – stromaufwärts kilometriert wurde.
Das 1863 beschlossene Gesamt-Nivellement (Höhenvermessung) des Rheins erforderte auch eine erneute Längenvermessung, die 1890 abgeschlossen wurde, aber wegen mangelnder Genauigkeit wiederholt werden musste. 1904 machte Hessen der Zentral-Kommission Mitteilung über den erfolgreichen Abschluss und die Ergebnisse der Längen- und Höhenvermessung auf der hessischen Stromstrecke. Die anderen Länder schlossen ihre Messungen in den darauffolgenden Jahren ab.
Bei der Gesamtvermessung ab Konstanz wurden die bisherigen Sichtzeichen (Kilometertafeln und Einhundertmetersteine) der einzelnen Länder mit neu aufgetragenen Kilometerzahlen weiter verwendet. Dadurch blieb auch das Stromnivellement erhalten, für das einige Kilometersteine mit Höhenbolzen versehen worden waren. Auf den 0-Steinen an den Ländergrenzen wurde die nächste ganze Kilometerzahl aufgetragen und von ihnen aus in ganzen Kilometern weiter gezählt (auf den folgenden alten Zeichen wurden lediglich neue ganze Zahlen aufgetragen). Auf diese Weise konnten alle schweizerischen, badischen, hessischen und die nördlich von Bingen stehenden preußischen Sichtzeichen weiterverwendet werden (und auch die Myriametersteine des damals hessischen Abschnitts kennzeichnen weiterhin ganze Kilometer-Distanzen).

#### „Kurze Kilometer“

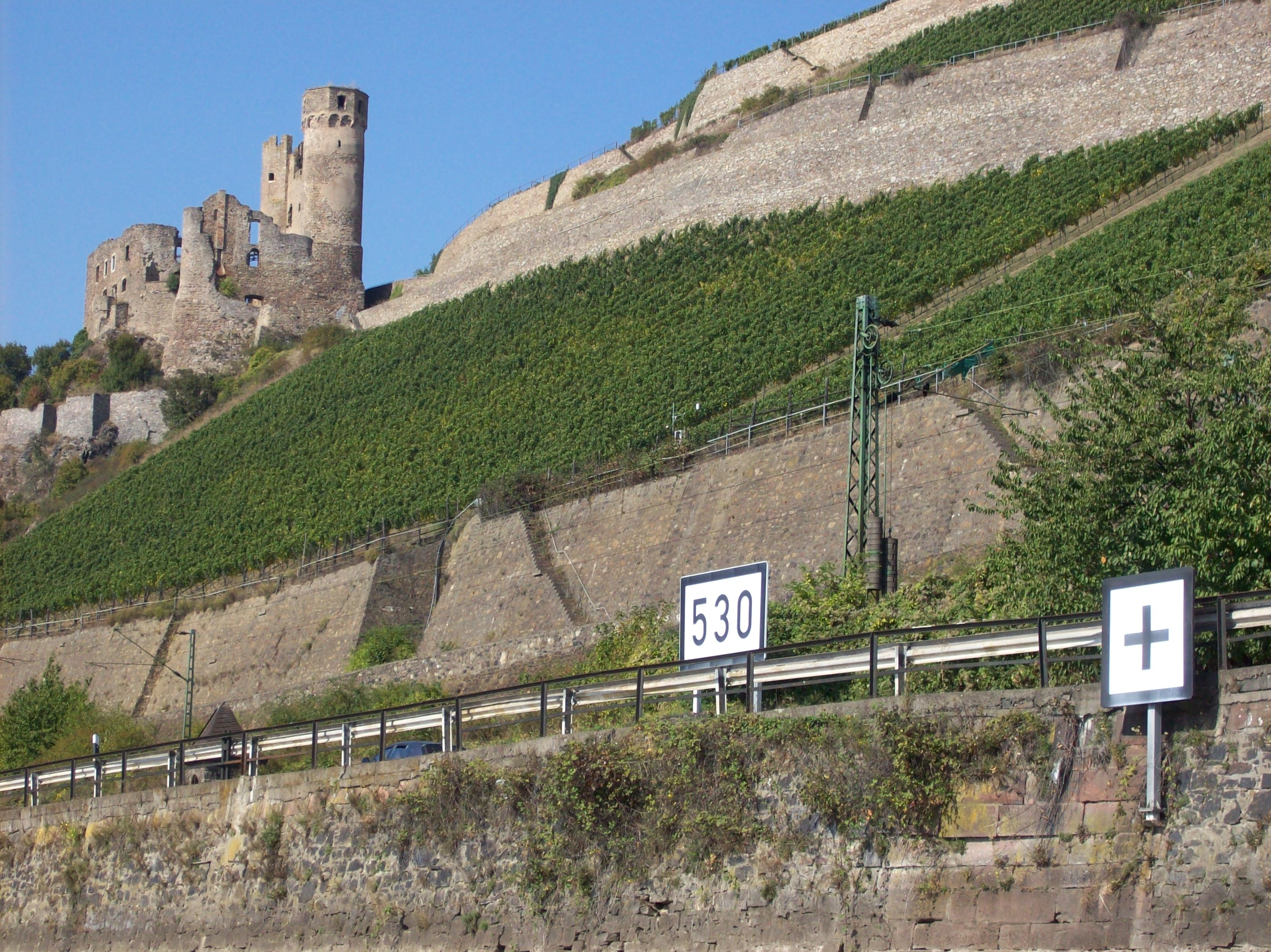
„Kurzer Kilometer“ bis km 530 bei Rüdesheim, etwa 25 Meter rechts davon eine korrekt angebrachte 500-Meter-Marke

Der willkürliche Sprung auf eine ganze Kilometerzahl an den Ländergrenzen ergab drei sogenannte „kurze Kilometer“:
- Die Strecke zwischen dem km-22- und dem km-23-Stein bei Stein am Rhein (Zusammentreffen der neuen, von Konstanz flussabwärts laufenden Kilometrierung mit der bisherigen schweizerischen, von Basel aufwärts laufenden) ist rund 400 m kürzer als ein voller Kilometer.
- Die Strecke zwischen dem km-436- und dem km-437-Stein bei Roxheim (badisch-hessische Grenze) ist rund 365 m kürzer als ein voller Kilometer.
- Die Strecke zwischen dem km-529- und dem km-530-Stein bei Bingen (letzter im ehemaligen Volksstaat Hessen beginnender Streckenkilometer) ist rund 475 m kürzer als ein voller Kilometer.

Der Rhein ist daher insgesamt ab Konstanz rund 1,2 Kilometer kürzer, als die Kilometerzahl unterhalb von Bingen ausweist.

### Flößerei

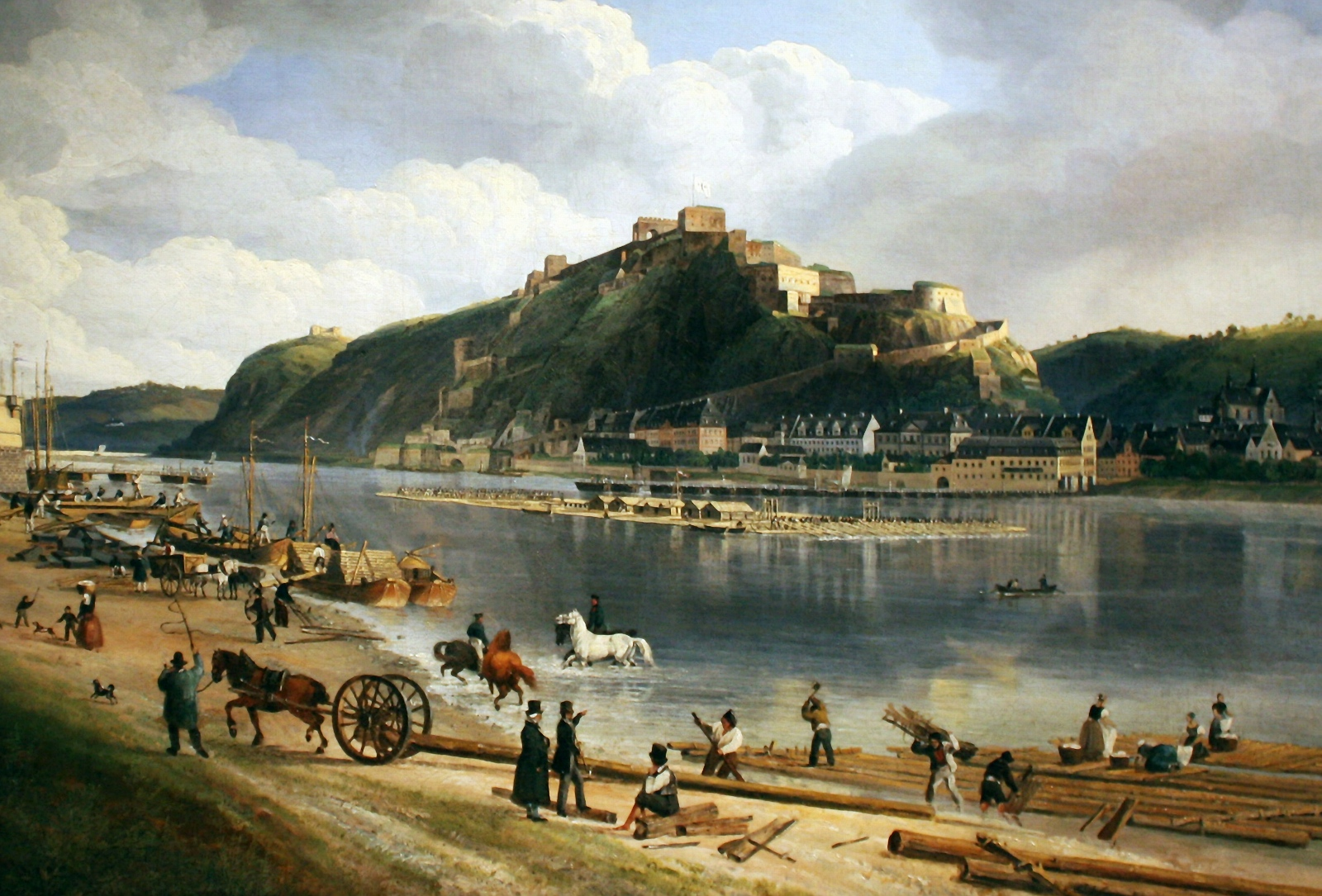
Ein Floß passiert die geöffnete Koblenzer Schiffbrücke. Ausschnitt eines Gemäldes von Johann Adolf Lasinsky, 1828

Flößerei mit Brenn- und Bauholz vor allem aus dem Schwarzwald wurde auf dem Rhein bis zur Mitte des 20. Jahrhunderts noch regelmäßig betrieben. Die Flöße ab Koblenz waren bis zu 400 m lang, bis 80 m breit und wurden von bis zu 500 Flößerknechten bedient. Bis Koblenz waren die Maße kleiner. Mit dem Bau der Eisenbahn und dem Zunehmen der Schifffahrt ging die Flößerei zurück. Nach 1945 wurde nur noch selten geflößt. 1967 wurde sie endgültig eingestellt.
Aus dem Kanton Graubünden bis zum Bodensee fuhren Flöße. Ab 1291 galt der Alpenrhein als Freie Reichsstraße. Flöße wurden in der Schweiz und anderen Regionen mit Handelswaren, sogenannter Oblast, beladen, meist Brennholz oder verarbeitetes Holz.

## Kultur

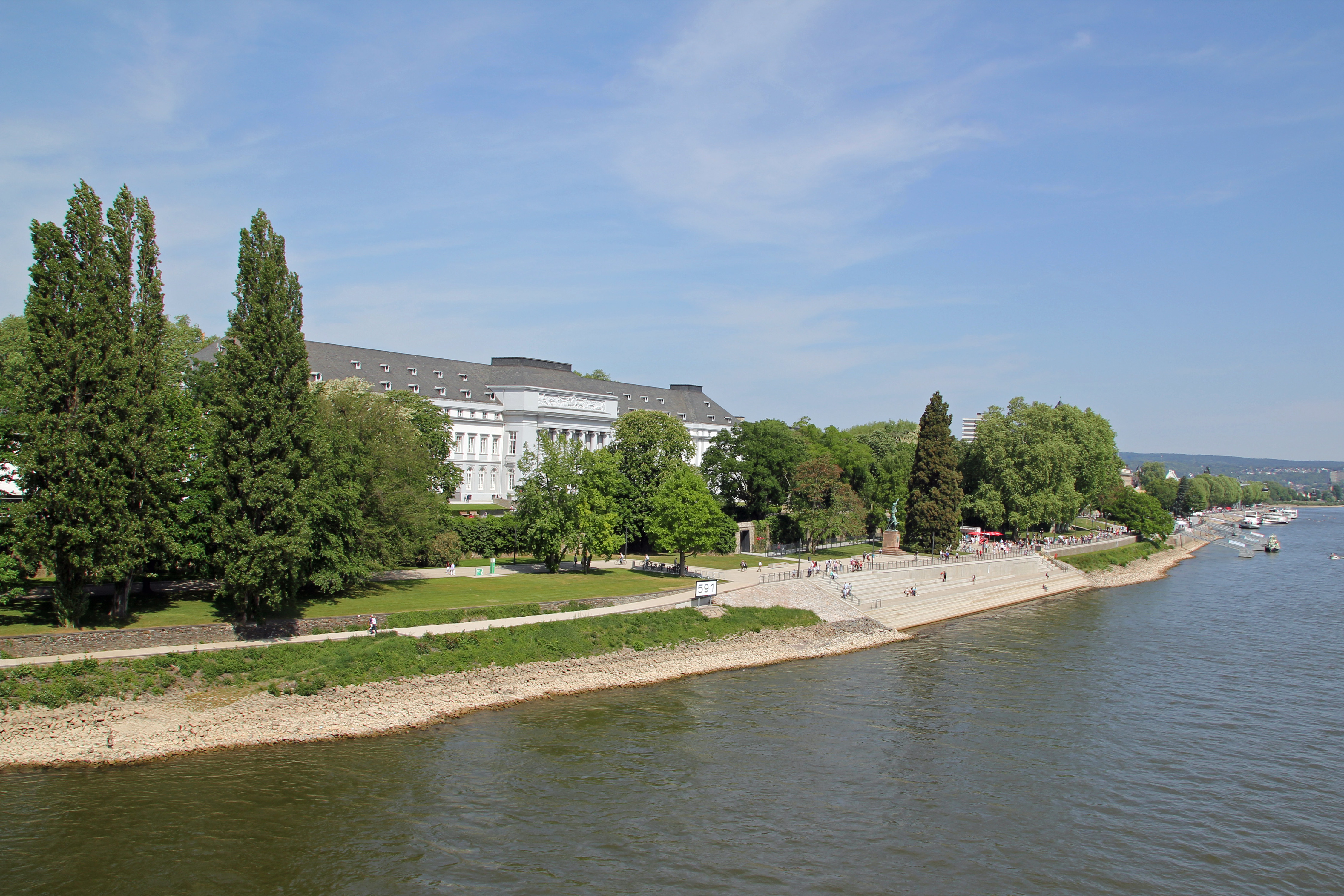
Die Rheinanlagen von Koblenz mit den Schlossstufen vor dem Kurfürstlichen Schloss

### Parks
Als Rheinanlagen werden eine Reihe von parkähnlich gestalteten Uferpromenaden entlang des Rheins bezeichnet. So ließ die spätere deutsche Kaiserin Augusta ab 1856 in Koblenz die Rheinanlagen als Park gestalten. Später wurde der Park bis auf eine Länge von 3,5 km weiter ausgebaut. Zur Bundesgartenschau 2011 wurden dieser umfangreich restauriert. In Bingen wurden die Rheinanlagen zur Landesgartenschau 2008 neu angelegt und danach als Kulturufer vermarktet. Mit dem Rheinpark in Köln wurde zur Bundesgartenschau 1957 ein nachhaltig genutzter Naherholungsbereich geschaffen. Für die Bundesgartenschau 1979 wurden in Bonn die Rheinwiesen und landwirtschaftlich genutzten Flächen südlich des damaligen Regierungsviertels in einen 160 ha großen Landschaftspark, die Rheinaue, umgestaltet. Sie dient als Naherholungsgebiet und wird für Großveranstaltungen wie Freiluftkonzerte, Feste und Flohmärkte genutzt.

### Rheinromantik

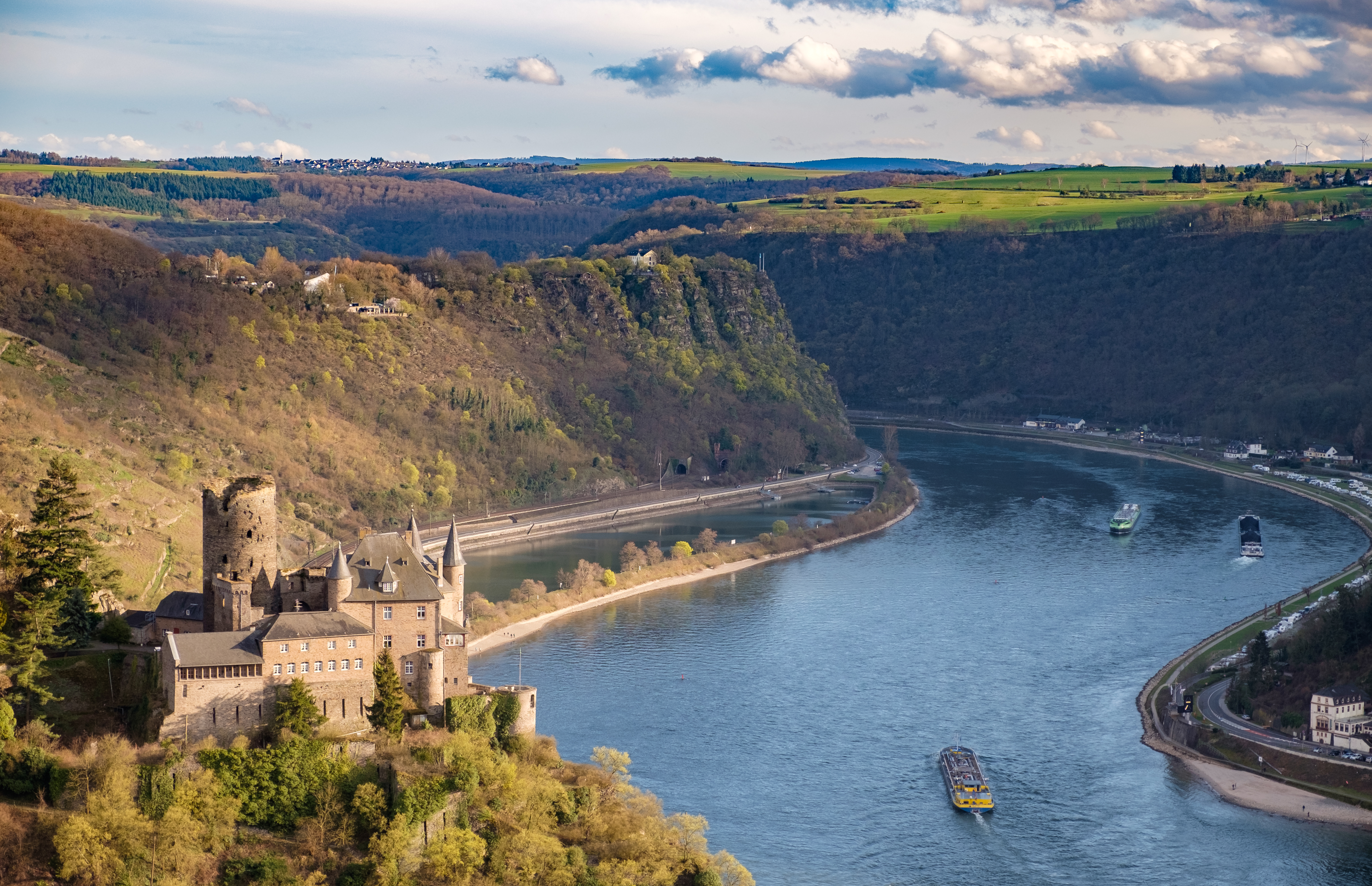
Der romantische Teil des Rheins im UNESCO-Welterbe Oberes Mittelrheintal, Blick auf Burg Katz, im Hintergrund die Loreley

Bestandteile von Rheinsagen sind Ritter, Drachen, einsame Jungfrauen auf hohen Felsen (Loreley), unachtsame Schiffer im verunglückenden Kahn oder fleißige Zwerge, die Heinzelmännchen. Der Rheinromantik sind abgesehen von einigen Liedern auch wiederaufgebaute Burgen wie Schloss Stolzenfels bei Koblenz oder die Hohkönigsburg im Elsass zu verdanken. Eine der bekanntesten Sagen ist das Nibelungenlied.
Eng mit der Rheinromantik verbunden sind die zahlreichen Lieder, die dem Strom gewidmet sind. Das Repertoire reicht von Karnevalsschlagern wie „Einmal am Rhein“ von Willi Ostermann über patriotische Lieder des 19. Jahrhunderts (etwa „Zwischen Frankreich und dem Böhmerwald“ von August Heinrich Hoffmann von Fallersleben) bis zu der nationalistischen „Wacht am Rhein“ von Max Schneckenburger. Zu den bekanntesten Rheinliedern gehört „Ich weiß nicht, was soll es bedeuten“ von Heinrich Heine.
Wegen seiner Bedeutung im Vergleich zu anderen deutschen Flüssen wird der Rhein schwärmerisch-liebevoll als Vater Rhein bezeichnet. Durch einen mächtig wirkenden Mann personifiziert, ist der für Deutschland symbolische Strom auch neben dem Hauptportal des Berliner Reichstagsgebäudes dargestellt.

### UNESCO-Welterbe
Das Obere Mittelrheintal zwischen Bingen/Rüdesheim und Koblenz wurde am 27. Juni 2002 in die Liste des Weltkulturerbes der UNESCO aufgenommen. Das Welterbegebiet erstreckt sich auf einer Länge von 67 km entlang des Durchbruchstals des Rheins durch das Rheinische Schiefergebirge. Die Einzigartigkeit dieser Kulturlandschaft ist der außergewöhnliche Reichtum an kulturellen Zeugnissen.

## Sonstiges
- Auf dem Namedyer Werth, einer Halbinsel im Rhein bei Andernach, befindet sich mit dem Geysir Andernach der höchste Kaltwassergeysir der Welt.
- 1966 erregte ein Weißwal Aufsehen, der während eines Monats rheinaufwärts bis nach Bonn und wieder zurück ins offene Meer schwamm (siehe Moby Dick (Rhein)).
- Der Rhein entwässert auch einen kleinen Teil Italiens: Der Reno di Lei leitet Wasser aus dem Lago di Lei in der italienischen Provinz Sondrio in den Hinterrhein.
- Der Rhein führt auch einen Teil des Wassers der oberen Donau ab; an mehreren Stellen wird die Europäische Wasserscheide unterirdisch umgangen, siehe Donauversickerung.
- Eigentlich könnte der Rhein unterhalb von Koblenz (Kanton Aargau) auch Aare heißen, denn die Aare ist beim Zusammenfluss mit dem Rhein derjenige Fluss mit der größeren Wassermenge (siehe oben). Die meist sehr alte Namengebung von Flüssen folgt aber nicht nur den jeweils augenscheinlich größeren Flüssen, sondern gelegentlich auch denen, deren Tal die Richtung beibehält oder besser besiedelbar war.
- Etwa ein Prozent des Alpenrheinwassers umgeht Basel bzw. den Hochrhein, indem es von der Bodensee-Wasserversorgung dem Bodensee bei Sipplingen entnommen und als Trinkwasser in viele Städte in Baden-Württemberg bis nach Bad Mergentheim geführt wird. Via Neckar und Main fließt das Wasser wieder in den Rhein.
- Ein vermutlicher Zahlendreher auf dem Quellenschild am Tomasee bewirkte über Jahrzehnte hinweg in Nachschlagewerken, Lehrbüchern und offiziellen Unterlagen eine falsche Längenangabe (1320 km).[93][94]
- Bis 2015 galt 1.238,8 km als amtliche Rheinlänge.[95] Erst im Januar 2015 hat die Internationale Kommission für die Hydrologie des Rheins den jetzigen Wert von 1.232,7 km bekanntgegeben.[1]
- Bedingt durch von Ufer zu Ufer pendelnde Fahrtrouten weicht mindestens seit 1939 die Kilometrierung der Rheinschifffahrtsstrecken in den Kursbüchern der deutschen Eisenbahnen von der Kilometrierung des Rheins ab.[96]
- 1969 durchschwamm Klaus Pechstein aus Linz am Rhein den Rhein von der Schweiz bis zur Nordsee in 260 Stunden (30 Tage). 2012 scheiterte der Schweizer Ernst Bromeis beim Versuch, diesen Rekord zu brechen.[97] 2014 schwamm der Furtwanger Chemieprofessor Andreas Fath von der Quelle bis zur Mündung; dabei wollte er die Öffentlichkeit für den Gewässerschutz sensibilisieren und Sponsoren für ein Wasseranalysegerät gewinnen.[98] 2016 veröffentlichte er in Rheines Wasser – 1231 Kilometer mit dem Strom seine Eindrücke und erste Untersuchungsergebnisse der Wasserproben aus dem Rhein.[99]
- Im Juli 2010 legte der Schweizer Corrado Filipponi die 1161 km lange Strecke von Chur bis zur Rheinmündung bei Hoek van Holland mit einem Kajak in der Rekordzeit von 7 Tagen, 10 Stunden und 16 Minuten zurück.[100]
- Im August 2017 legte der Deutsche Thorsten Bartzok die 1161 km lange Strecke von Chur bis zur Rheinmündung bei Hoek van Holland mit einem Kajak in der neuen Rekordzeit von 6 Tagen, 11 Stunden und 34 Minuten zurück.[101]
- Der Rheinradweg (EV15) führt vom Quellgebiet bis Rotterdam.
- Der Rheinmarathon Düsseldorf (42,8 km Rennrudern) wird auf der Wasserstraße neben Großschifffahrt flussabwärts von Leverkusen bis Düsseldorf gefahren.[102]

## Zitate
„Der Rhein ist der Fluss, von dem alle Welt redet und den niemand studiert, den alle Welt besucht und niemand kennt. Dennoch beschäftigen seine Ruinen die geistigen Höhenflüge, und diesen bewundernswerten Fluss lässt das Auge des Poeten wie das Auge des Publizisten unter der Durchsichtigkeit seiner Fluten Vergangenheit und Zukunft Europas ahnen.“

## Listen
- Liste von Zuflüssen des Rheins
- Liste von Rheinaltgewässern
- Liste der Rheinbrücken
- Liste der Rheinfähren
- Liste der Anlegestellen am Hochrhein
- Liste von Burgen und Schlössern
- Liste von Flüssen in Deutschland
- Liste von Flüssen in Europa
- Liste der längsten Flüsse der Erde

## Fernsehdokumentationen (Auswahl)
– chronologisch –
- Wie die Lachse wieder in den Rhein kamen. Dokumentarfilm, Deutschland, 2010, 43 Min., Buch und Regie: Monika Siegfried-Hagenow, Produktion: WDR, Reihe: Doku am Freitag, Erstausstrahlung: 17. September 2010 bei WDR Fernsehen, Inhaltsangabe: [103]
- Wie die Dampfer vom Rhein verschwanden. Dokumentarfilm, Deutschland, 2010, 43 Min., Buch und Regie: Mathias Haentjes, Produktion: WDR, Reihe: Doku am Freitag, Erstausstrahlung: 9. Juli 2010, Inhaltsangabe: [104]
- Der Rhein von oben. Dokumentarfilmreihe, Deutschland, 2013, 5 × 52 Min., Produktion: WDR und arte;  Erstausstrahlungen vom 11. bis zum 15. März 2013 bei arte. (Luftaufnahmen: Quelle, Verlauf durch den Bodensee, Rheinbrücke von Konstanz mit Kilometer 0, Rheinseitenkanal, Burgen, Hafen Duisburg, Rheindelta, Rotterdam), Inhaltsangabe: [105]
- Rheingold – Gesichter eines Flusses. Dokumentarfilm, Deutschland, 2014, 88 Min., Buch und Regie: Peter Bardehle, Lena Leonhardt, Produktion: SWR, Erstsendung: 19. September 2015 bei arte, Inhaltsangabe von ARD. (Gesamtdarstellung ausschließlich aus Luftaufnahmen. Zwei Quellflüsse, Rheinmündung in Bodensee, Meersburg, Seerhein in Konstanz, Rheinfall, Basel, Ludwigshafen, Mäuseturm bei Bingen, Duisburg, zwei Mündungsarme, Utrecht, Nordsee)
- Der Rhein – Strom der Geschichte. Dokumentarfilm, Deutschland, 85 Min., Buch und Regie: Florian Breier, Christian Stiefenhofer, Erstsendung: 11. Juni 2016 bei arte, Inhaltsangabe von ARD.

## Anmerkung
1. ↑  Bis zum Anfang des 18. Jahrhunderts war die Teilung schon unmittelbar nach dem Grenzübertritt aus Deutschland. Heute ist der obere Teil des Nederrijn ein Stillgewässer. Zwischen alter und neuer Teilung wird der Fluss heute als Boven-Rijn bezeichnet.